# Liste der Biografien/Yo
Liste der Biografien |
Portal Biografien |
Personensuche
# |
A |
B |
C |
D |
E |
F |
G |
H |
I |
J |
K |
L |
M |
N |
O |
P |
Q |
R |
S |
T |
U |
V |
W |
X |
Y |
Z |
?
 
Ya |
Yb |
Yc |
Yd |
Ye |
Yf |
Yg |
Yh |
Yi |
Yk |
Yl |
Ym |
Yn |
Yo |
Yp |
Yr |
Ys |
Yt |
Yu |
Yv |
Yw |
Yx |
Yz
Die Liste der Biografien führt alle Personen auf, die in der deutschsprachigen Wikipedia einen Artikel haben. Dieses ist eine Teilliste mit 1332 Einträgen von Personen, deren Namen mit den Buchstaben „Yo“ beginnt.

## Yo
- Yo Gotti (* 1981), US-amerikanischer Rapper
- Yo Kan (* 1978), japanischer Tischtennisspieler
- Yo Yo (* 1971), US-amerikanische Rapperin

### Yoa
- Yoadimnadji, Pascal (1950–2007), tschadischer Politiker, Premierminister (2005–2007)
- Yoakam, Dwight (* 1956), US-amerikanischer Country-Sänger, Songschreiber und SchauspielerDwight Yoakam (* 1956)

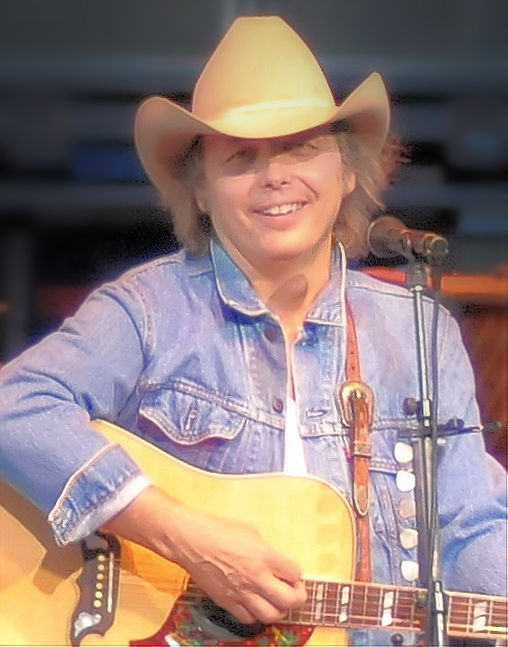
Dwight Yoakam (* 1956)

- Yoakum, Charles Henderson (1849–1909), US-amerikanischer Politiker
- Yoakum, Henderson King (1810–1856), US-amerikanischer Offizier, Jurist und Politiker
- Yoann (* 1971), französischer Comiczeichner
- Yoannis XII. von Alexandria († 1483), 93. Papst der koptisch-orthodoxen Kirche
- Yoast, Bill (1924–2019), US-amerikanischer High-School-Football-Trainer
- Yoav (* 1975), israelisch-südafrikanischer Singer-Songwriter

### Yob
- Yoba, Malik (* 1967), US-amerikanischer Schauspieler
- Yobech, Amber (* 1991), palauische Schwimmerin
- Yobo, Joseph (* 1980), nigerianischer Fußballspieler
- Yoboisembut, Forkorus, indonesischer Oppositioneller

### Yoc
- Yoccoz, Jean-Christophe (1957–2016), französischer Mathematiker
- Yoch, Florence (1890–1972), US-amerikanische Landschaftsarchitektin
- Yochelson, Ellis (1928–2006), US-amerikanischer Paläontologe
- Yockey, Francis Parker (1917–1960), US-amerikanischer Kulturphilosoph
- Yocum, Seth Hartman (1834–1895), US-amerikanischer Politiker

### Yod
- Yod Chantawong (* 1990), thailändischer Fußballspieler
- Yod Phimphisan, George (1933–2017), thailändischer Ordensgeistlicher, römisch-katholischer Bischof von Udon Thani
- Yoda, Abdoul (* 2000), burkinischer Fußballspieler
- Yoda, Alain (* 1951), burkinischer Politiker
- Yoda, Ikuko (1938–1983), japanische Hürdenläuferin und Sprinterin
- Yoda, Karim (* 1988), französischer Fußballspieler
- Yoda, Mitsumasa (* 1977), japanischer Fußballspieler
- Yoda, Yoshikata (1909–1991), japanischer Drehbuchautor
- Yōda, Yūichi (* 1977), japanischer Fußballspieler
- Yoddamrong Sithyodthong (1981–2011), thailändischer Boxer im Superbantamgewicht
- Yodelice (* 1979), französischer Musiker
- Yoder Begley, Amy (* 1978), US-amerikanische Langstreckenläuferin
- Yoder, Anne D. (* 1959), US-amerikanische Primatologin, Evolutionsbiologin und Hochschullehrerin
- Yoder, Hatten Schuyler (1921–2003), US-amerikanischer Geophysiker
- Yoder, John Howard (1927–1997), US-amerikanischer evangelisch-mennonitischer Theologe und Pazifist
- Yoder, Kevin (* 1976), US-amerikanischer Politiker
- Yoder, Paul (1908–1990), US-amerikanischer Komponist und Professor
- Yoder, Paul P. (1897–1965), US-amerikanischer Politiker
- Yoder, Samuel S. (1841–1921), US-amerikanischer Politiker
- Yoder, Walter (1914–1978), US-amerikanischer Jazzmusiker (Kontrabass)
- Yodogawa, Yuo, japanische Mangaka
- Yodoi, Toshio (1911–2005), japanischer Bildhauer
- Yodoyman, Joseph (1950–1993), tschadischer Politiker, Premierminister von Tschad
- Yodrak Namuangrak (* 1989), thailändischer Fußballspieler
- Yodsak Chaowana (* 1996), thailändischer Fußballspieler
- Yodsanan Sor Nanthachai (* 1974), thailändischer Boxer im Superfedergewicht und Rechtsausleger
- Yodsaphat Meekaew (* 2006), thailändischer Fußballspieler
- Yodsawat Montha (* 1995), thailändischer Fußballspieler
- Yodthasak, Thipphaphone (* 2003), laotischer Fußballspieler
- Yodyingyong, Banluesak (* 1984), thailändischer Fußballspieler

### Yoe
- Yo’el bar Nathan ha-Kohen, Unterzeichner des Taqqanot Qehillot Šum

### Yof
- Yoffe, Alisa (* 1987), usbekische Künstlerin
- Yoffe, Boris (* 1968), russischer Komponist
- Yoffee, Norman (* 1944), US-amerikanischer Altorientalist
- Yoffie, Leah Rachel (1883–1956), russisch-amerikanische Autorin, Volkskundlerin und Hochschullehrerin

### Yog
- Yogan, Andrew (* 1991), US-amerikanischer Eishockeyspieler
- Yogananda (1893–1952), Yogi und Guru
- Yogananthan, Vasantha (* 1985), französischer Fotograf
- Yogendra, Hansa (* 1947), indischer Yoga-Gurvi, Autorin, Forscherin und Fernsehpersönlichkeit
- Yogeshwar, Ranga (* 1959), luxemburgischer Wissenschaftsjournalist und AutorRanga Yogeshwar (* 1959)

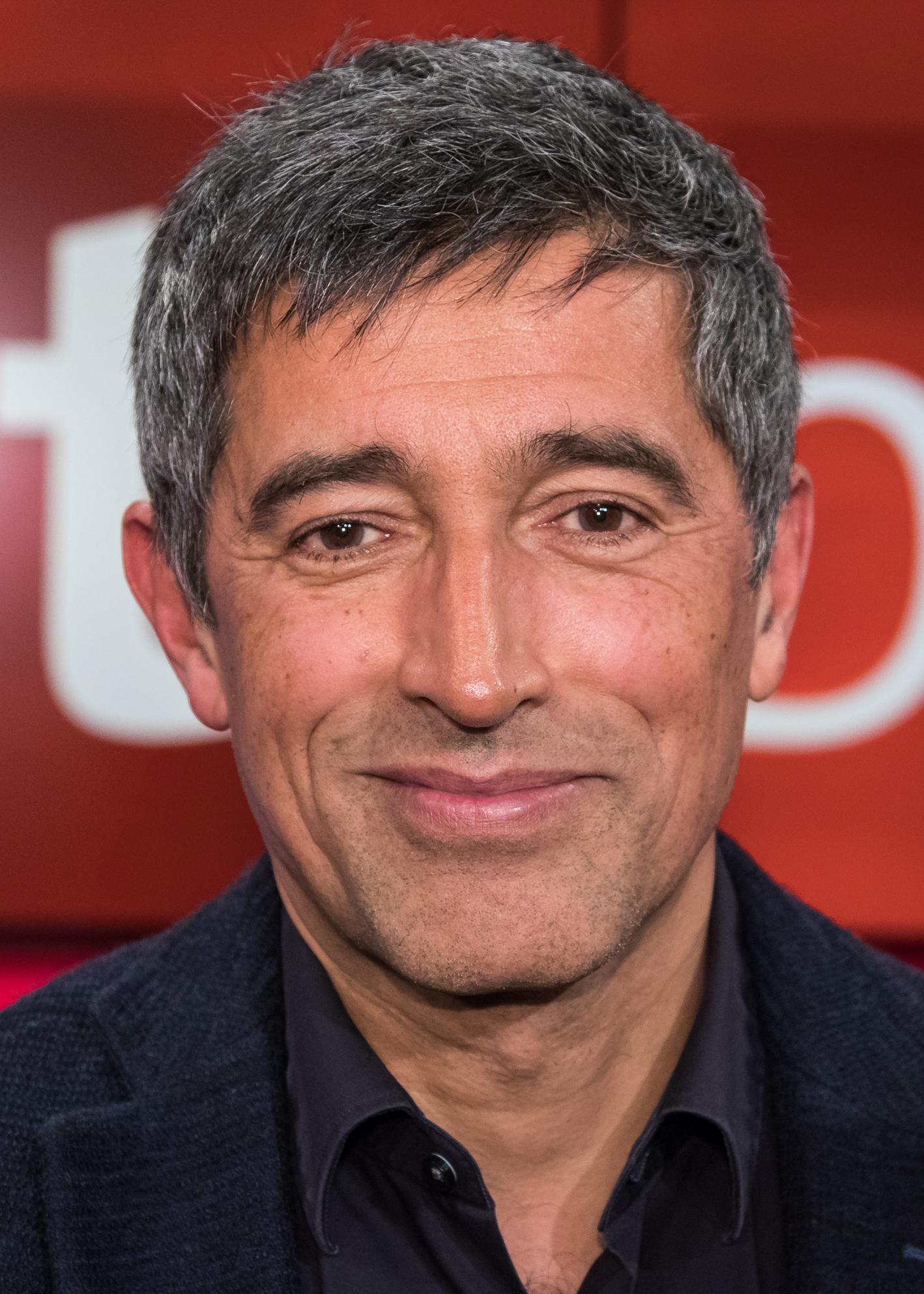
Ranga Yogeshwar (* 1959)

- Yogev, Moti (* 1956), israelischer Politiker
- Yogi, Count (1915–1990), US-amerikanischer Golfer
- Yogō, Atsushi (* 1965), japanischer Autorennfahrer
- Yoğurtçu, Hüseyin (* 1983), türkischer Fußballspieler

### Yoh
- Yoh, Kronprinz des Königreichs Vientiane und Maha Uparat (Vizekönig) des Königreichs Champasak
- Yoha, Hussein Abdullah al (* 1978), kuwaitischer Weitspringer
- Yohane, Charles (1973–2022), simbabwischer Fußballspieler
- Yohannan, Acharob (* 1996), thailändischer Fußballspieler
- Yohannes I. († 1682), Negus Negest (Kaiser) von Äthiopien
- Yohannes II. (1699–1769), äthiopischer Kaiser
- Yohannes IV. (1831–1889), Kaiser von Äthiopien (1871–1889)Yohannes IV. (1831–1889)

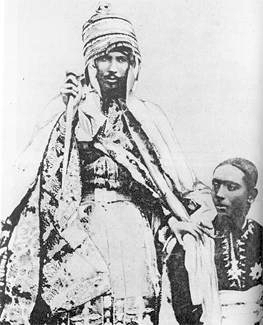
Yohannes IV. (1831–1889)

- Yohannes XIX. von Alexandria (1855–1942), koptischer Papst
- Yohannes, Daniel (* 1952), äthiopisch-amerikanischer Geschäftsmann und Philanthrop
- Yohannes, Tereza (* 1982), äthiopische Langstreckenläuferin
- Yohio (* 1995), schwedischer Sänger und Songwriter
- Yohl Ik’nal († 604), Herrscherin der Maya-Stadt Palenque (583–604)
- Yohn, Erica (1928–2019), US-amerikanische Schauspielerin
- Yohn, Frederick Coffay (1875–1933), US-amerikanischer Maler
- Yohn, Katlyn (* 1991), amerikanische Basketballspielerin
- Yohn, Rake (* 1977), US-amerikanische TV-Persönlichkeit
- Yoho, Mack (1936–2020), US-amerikanischer American-Football-Spieler
- Yoho, Ted (* 1955), US-amerikanischer Politiker
- Yohoua, Serge (* 1989), deutsch-ivorischer Fußballspieler

### Yok
- Yok (* 1962), deutscher Musiker
- Yoka, Aimé Emmanuel († 2025), kongolesischer Politiker
- Yoka, Tony (* 1992), französischer BoxerTony Yoka (* 1992)

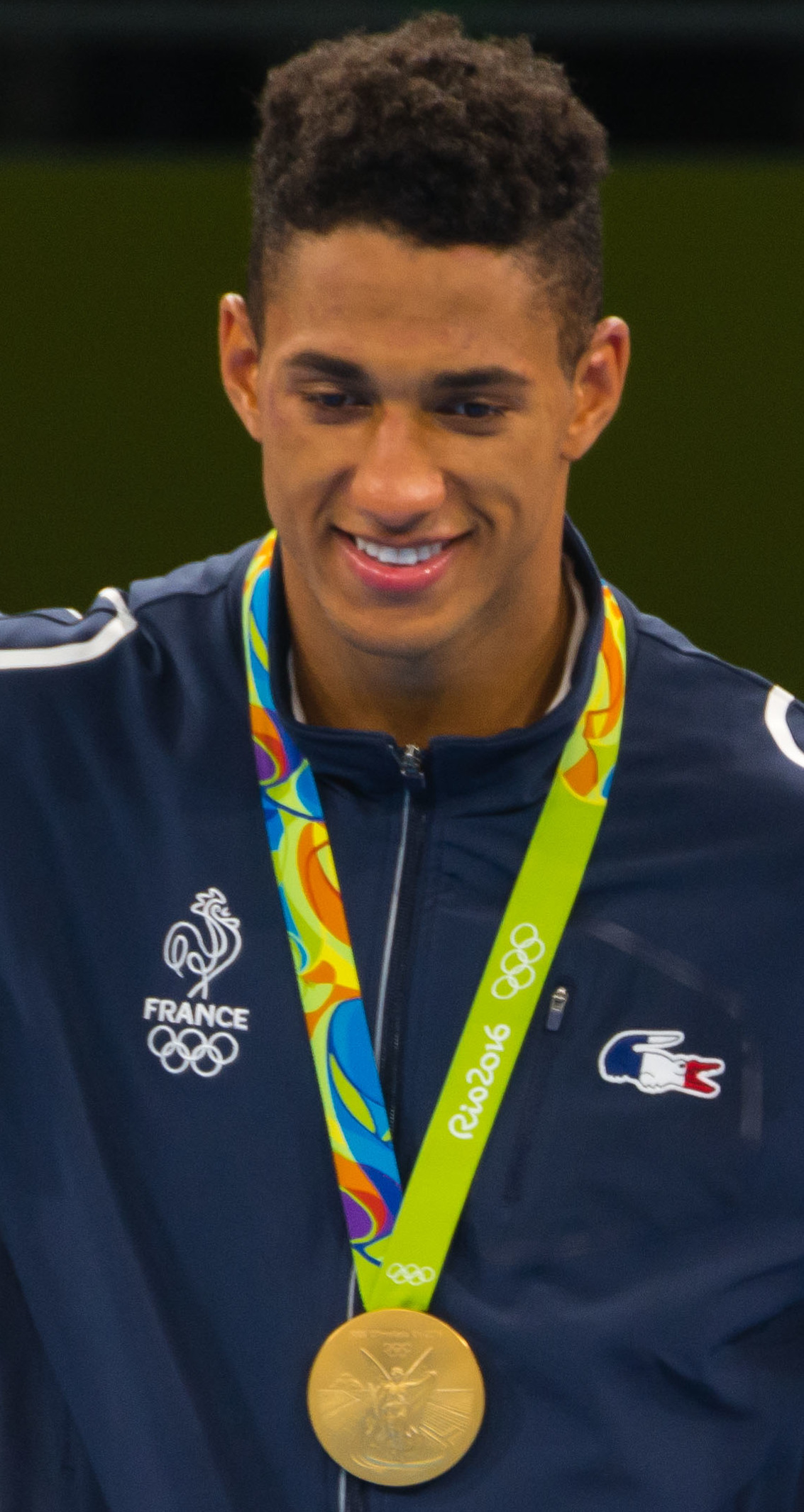
Tony Yoka (* 1992)

- Yokers, Kimberly (* 1982), US-amerikanische Fußballspielerin
- Yoki (1922–2012), Schweizer Künstler
- Yokich, Stephen (1935–2002), US-amerikanischer Gewerkschafter, Präsident der nordamerikanischen Gewerkschaft United Auto Workers
- Yoko, Madam († 1906), sierra-leonische Führerin der Mende
- Yokochi, Alexandre (* 1965), portugiesischer Schwimmer
- Yokochi, Taiga (* 2000), japanischer Hürdenläufer
- Yokohama, Satoko (* 1978), japanische Regisseurin und Drehbuchautorin
- Yokoi, Fumiko, japanische Badmintonspielerin
- Yokoi, Gunpei (1941–1997), japanischer Spieleentwickler
- Yokoi, Kinkoku (1761–1832), japanischer Maler
- Yokoi, Kinue, japanische Badmintonspielerin
- Yokoi, Shōichi (1915–1997), japanischer Soldat, den die Nachricht von der Kapitulation Japans im Dschungel von Guam nicht erreichteYokoi Shōichi (1915–1997)

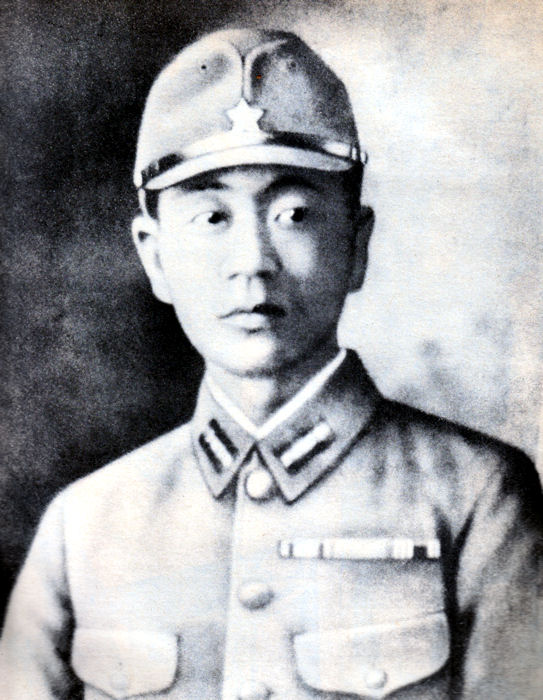
Yokoi Shōichi (1915–1997)

- Yokoi, Shōnan (1809–1869), japanischer Politiker
- Yokoi, Tadao (1895–1965), japanischer Konteradmiral
- Yokoi, Teruko (1924–2020), japanisch-schweizerische Künstlerin
- Yokoi, Tokiyoshi (1860–1927), japanischer Agrarwissenschaftler und Agrarökonom
- Yokoi, Yayū (1702–1783), japanischer Haiku-Dichter
- Yokoishi, Yurika (* 1991), japanische Volleyballspielerin
- Yokokawa, Asahi (* 2002), japanischer Fußballspieler
- Yokokawa, Izumi (* 1963), japanischer Fußballspieler
- Yokokawa, Tomoharu (* 1966), japanischer Skisprungtrainer
- Yokomichi, Takahiro (1941–2023), japanischer Politiker
- Yokomitsu, Riichi (1898–1947), japanischer Schriftsteller
- Yokomizo, Naoki (* 1980), japanischer Autorennfahrer
- Yokono, Junki (* 1989), japanischer Fußballspieler
- Yokoo, Shinrinjin (1898–1959), japanischer Maler im Nihonga-Stil
- Yokoo, Tadanori (* 1936), japanischer Grafikdesigner und Maler
- Yokoo, Tatsuhiko (1928–2015), japanischer Maler
- Yokosawa, Takanori (* 1972), japanischer Politiker
- Yokosawa, Yuki (* 1980), japanische Judoka
- Yokose, Yau (1878–1934), japanischer Schriftsteller und Poet
- Yokota, Daisuke (* 2000), japanischer Fußballspieler
- Yokota, Genki, japanischer Spieleentwickler bei Nintendo
- Yokota, Kisaburō (1896–1993), japanischer Rechtsgelehrter
- Yokota, Mahito, japanischer Videospielkomponist
- Yokota, Masato (* 1987), japanischer Sprinter
- Yokota, Megumi (1964–1994), japanisches Entführungsopfer durch NordkoreaMegumi Yokota (1964–1994)

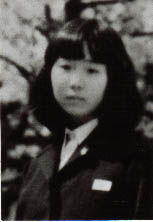
Megumi Yokota (1964–1994)

- Yokota, Susumu (1961–2015), japanischer Techno, House und Ambient-DJ und -Produzent
- Yokota, Toshiaki (* 1944), japanischer Jazzmusiker
- Yokotake, Tsubasa (* 1989), japanischer Fußballspieler
- Yokotani, Masaki (* 1952), japanischer Fußballspieler
- Yokotani, Shigeru (* 1987), japanischer Fußballspieler
- Yokouchi, Akinobu (* 1967), japanischer Fußballspieler und Trainer
- Yokouchi, Shōji (1933–1996), japanischer Pop- und Jazzmusiker
- Yokouchi, Shōmei (1942–2020), japanischer Politiker
- Yokoyama, Akiyuki (* 1997), japanischer Fußballspieler
- Yokoyama, Ayumu (* 2003), japanischer Fußballspieler
- Yokoyama, Gennosuke (1871–1915), japanischer Sozialforscher
- Yokoyama, Hideo (* 1957), japanischer Schriftsteller
- Yokoyama, Hiroki (* 1994), japanischer Shorttracker
- Yokoyama, Hirotoshi (* 1975), japanischer Fußballspieler
- Yokoyama, Kenzō (* 1943), japanischer Fußballspieler
- Yokoyama, Kumi (* 1993), japanischer Fußballspieler
- Yokoyama, Kumiko (* 1972), japanische Skilangläuferin
- Yokoyama, Masafumi (* 1956), japanischer Fußballspieler
- Yokoyama, Masato (1964–2018), japanisches Sektenmitglied und Terrorist
- Yokoyama, Matajirō (1860–1942), japanischer Paläontologe
- Yokoyama, Mayumi, japanische Manga-Zeichnerin
- Yokoyama, Megumi (* 1990), japanische Badmintonspielerin
- Yokoyama, Mitsuko, japanische Badmintonspielerin
- Yokoyama, Mitsuteru (1934–2004), japanischer Manga-Zeichner
- Yokoyama, Rui (* 1999), japanischer Fußballspieler
- Yokoyama, Ryōhei (* 1933), japanischer Maler im Yōga-Stil
- Yokoyama, Ryūichi (1909–2001), japanischer Mangaka und Zeichentrickregisseur
- Yokoyama, Satoshi (* 1980), japanischer Fußballspieler
- Yokoyama, Shodai (* 2000), japanischer Fußballspieler
- Yokoyama, Shōhei (* 1993), japanischer Fußballspieler
- Yokoyama, Sumiko (* 1974), japanische Skilangläuferin
- Yokoyama, Taikan (1868–1958), japanischer Maler
- Yokoyama, Taizō (1917–2007), japanischer Comiczeichner und Karikaturist
- Yokoyama, Takashi (1913–1945), japanischer Schwimmer
- Yokoyama, Takayuki (* 1972), japanischer Fußballspieler
- Yokoyama, Takuji (* 1990), japanischer Fußballspieler
- Yokoyama, Takuya (* 1985), japanischer Fußballspieler
- Yokoyama, Tomoe (* 1976), japanische Langstreckenläuferin
- Yokoyama, Tomonobu (1985–2024), japanischer Fußballspieler
- Yokoyama, Yūji (* 1969), japanischer Fußballspieler
- Yokoyama, Yumeki (* 2005), japanischer Fußballspieler
- Yokozeki, Kōichi (* 1979), japanischer Fußballspieler
- Yokozuna (1966–2000), amerikanischer WrestlerYokozuna (1966–2000)

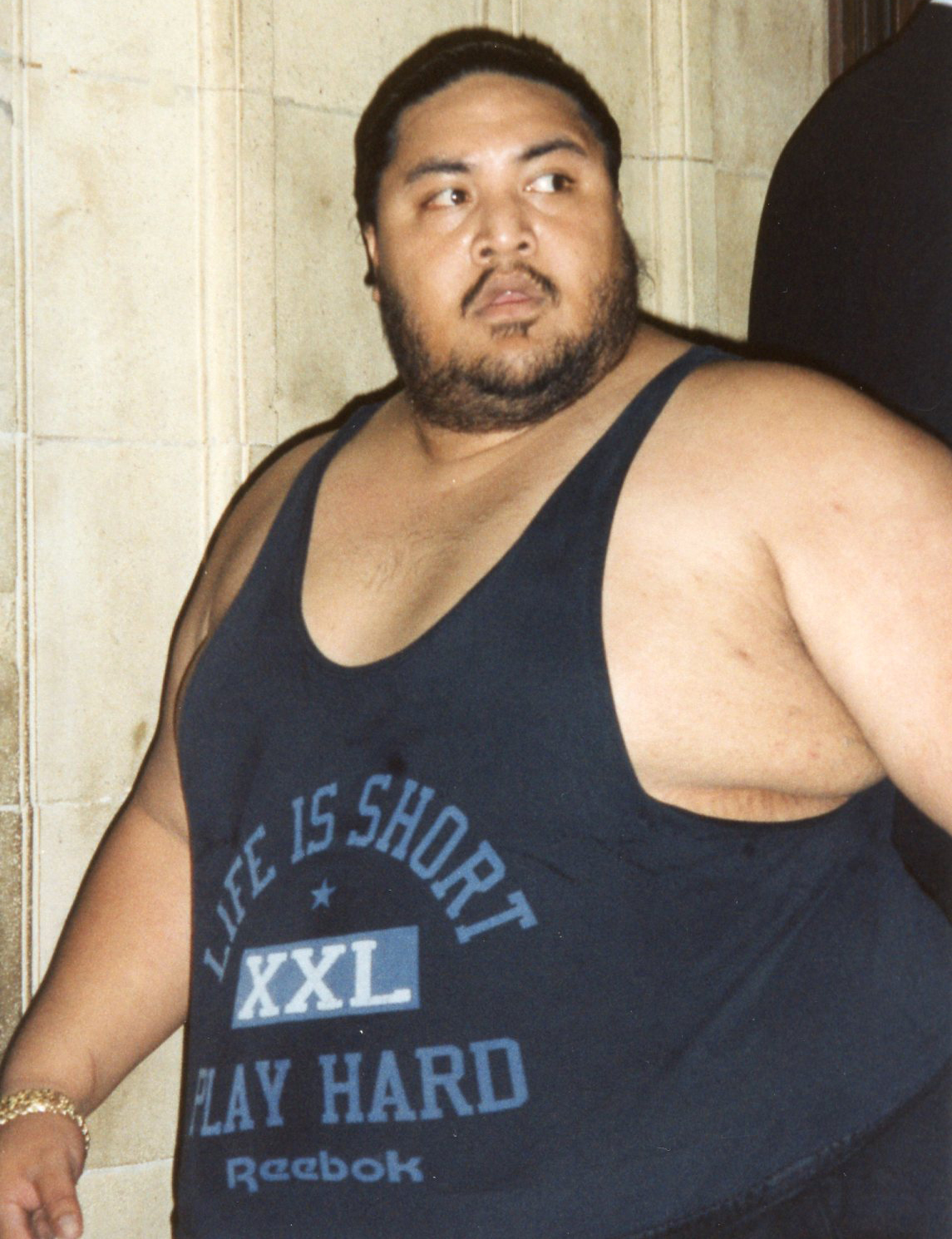
Yokozuna (1966–2000)

- Yokthai Sithoar (* 1974), thailändischer Boxer im Superfliegengewicht
- Yokuşlu, Erdi (* 1992), türkischer Fußballtorhüter
- Yokuşlu, Okay (* 1994), türkischer Fußballspieler

### Yol
- Yola (* 1983), britische Musikerin, Sängerin und Songwriterin
- Yola Semedo (* 1978), angolanische Sängerin
- Yolanda von Ungarn (1219–1251), ungarische Prinzessin, Königin von Aragón
- Yolanda von Vianden († 1283), Priorin des Klosters Marienthal in Luxemburg
- Yolande von Flandern (1326–1395), Regentin der Grafschaft Bar
- Yolande von Montferrat († 1317), Kaiserin des byzantinischen Reichs
- Yoʻlchiyeva, Munojotxon (* 1960), usbekische Sängerin
- Yolcu, Abdullah (* 1958), islamischer Gelehrter, Vertreter der Salafisten in der Türkei
- Yolcu, Mürtüz (* 1961), türkischer Schauspieler und Theaterfestivalgründer
- Yolcu, Tuğçe (* 1993), türkische Schauspielerin
- Yolcu, Yüksel (* 1966), türkischer Theaterregisseur und Dramaturg
- Yoldaş, Ergüder (1939–2016), türkischer Komponist und Musiker
- Yoʻldoshev, Bahodir (1945–2021), usbekisch-sowjetischer Theater- und Filmschauspieler sowie Theaterregisseur
- Yoʻldoshev, Behzod (1945–2024), sowjetischer bzw. usbekischer Physiker und Wissenschaftsorganisator
- Yoʻldoshev, Ibrohimxalil (* 2001), usbekischer Fußballspieler
- Yoʻldoshev, Nigʻmatilla (* 1962), usbekischer Politiker, Justizminister, Vorsitzender des Senats
- Yoʻldosheva, Sevil (* 2002), usbekische Tennisspielerin
- Yolen, Jane (* 1939), amerikanische Schriftstellerin
- Yolga, Namık Kemal (1914–2001), türkischer Diplomat und Staatsmann
- Yollu-Tok, Aysel (* 1979), deutsche Wirtschaftswissenschaftlerin, Soziologin und Hochschulprofessorin
- Yoluç, Salih (* 1995), türkischer Autorennfahrer

### Yom
- Yombandje, François-Xavier (* 1956), römisch-katholischer Bischof
- Yombi Ayakan, Alphonse (* 1969), kamerunischer Fußballspieler
- Yōmei (540–587), 31. Tennō von Japan (585–587)
- Yomesaka, Shōta (* 1996), japanischer Fußballspieler
- Yomoda, Shūhei (* 1973), japanischer Fußballspieler

### Yon
- Yon, Edmond (1841–1897), französischer Landschaftsmaler, Aquarellist und Lithograf
- Yon, Fan (* 1947), chinesischer Filmregisseur
- Yon, Hyong-muk (1931–2005), nordkoreanischer Politiker
- Yon, Pietro (1886–1943), italienisch-amerikanischer Organist, Komponist und Musikpädagoge
- Yon, Tom A. (1882–1971), US-amerikanischer Politiker
- Yon-Courtin, Stéphanie (* 1974), französische Anwältin und Politikerin (LREM), MdEP
- Yona (* 1984), finnische Sängerin-Songwriterin
- Yona, Yossi (* 1953), israelischer Politiker
- Yonaga, Tsubasa (* 1984), japanischer Seiyū, Synchronsprecher und Sänger
- Yonaguska († 1839), Stammesführer der Cherokee
- Yonai, Mitsumasa (1880–1948), japanischer Admiral und Politiker, 37. Premierminister JapansYonai Mitsumasa (1880–1948)

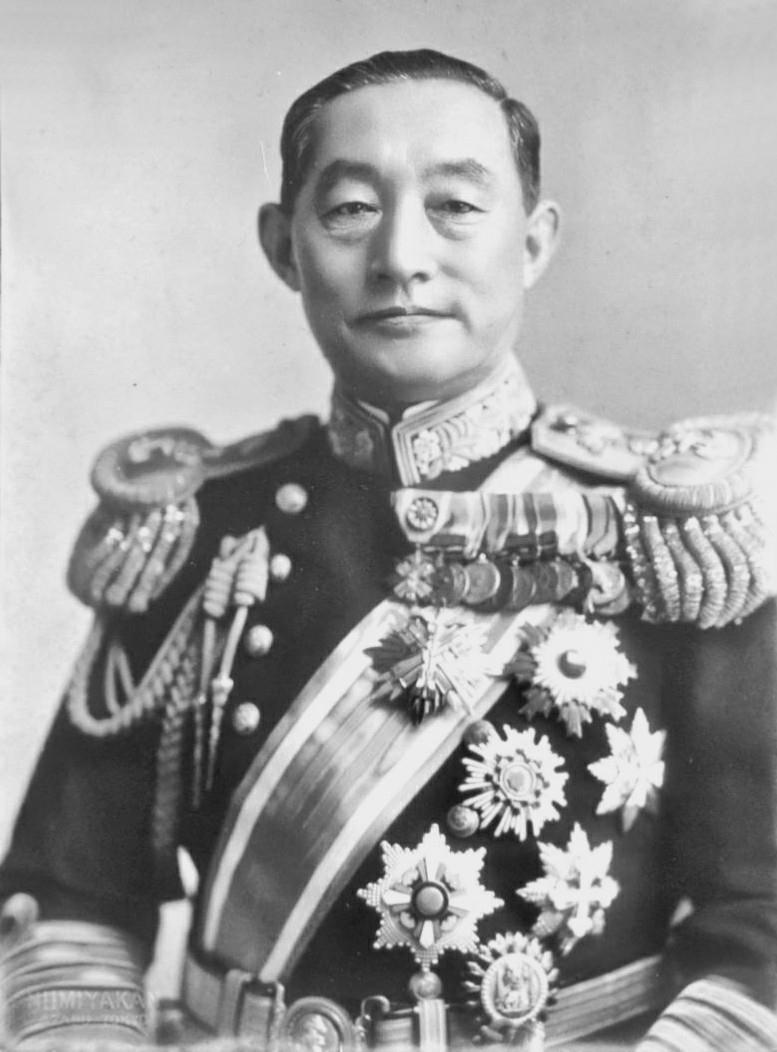
Yonai Mitsumasa (1880–1948)

- Yonamine, Eri (* 1991), japanische Radsportlerin
- Yonamine, Wally (1925–2011), US-amerikanischer American-Football-Spieler, Baseballspieler und -trainer
- Yonao, Kurumi (* 1992), japanische Badmintonspielerin
- Yonashiro, George (* 1950), japanischer Fußballspieler
- Yonath, Ada (* 1939), israelische Chemikerin und Strukturbiologin
- Yoncheva, Sonya (* 1981), bulgarische Opernsängerin (Sopran)Sonya Yoncheva (* 1981)

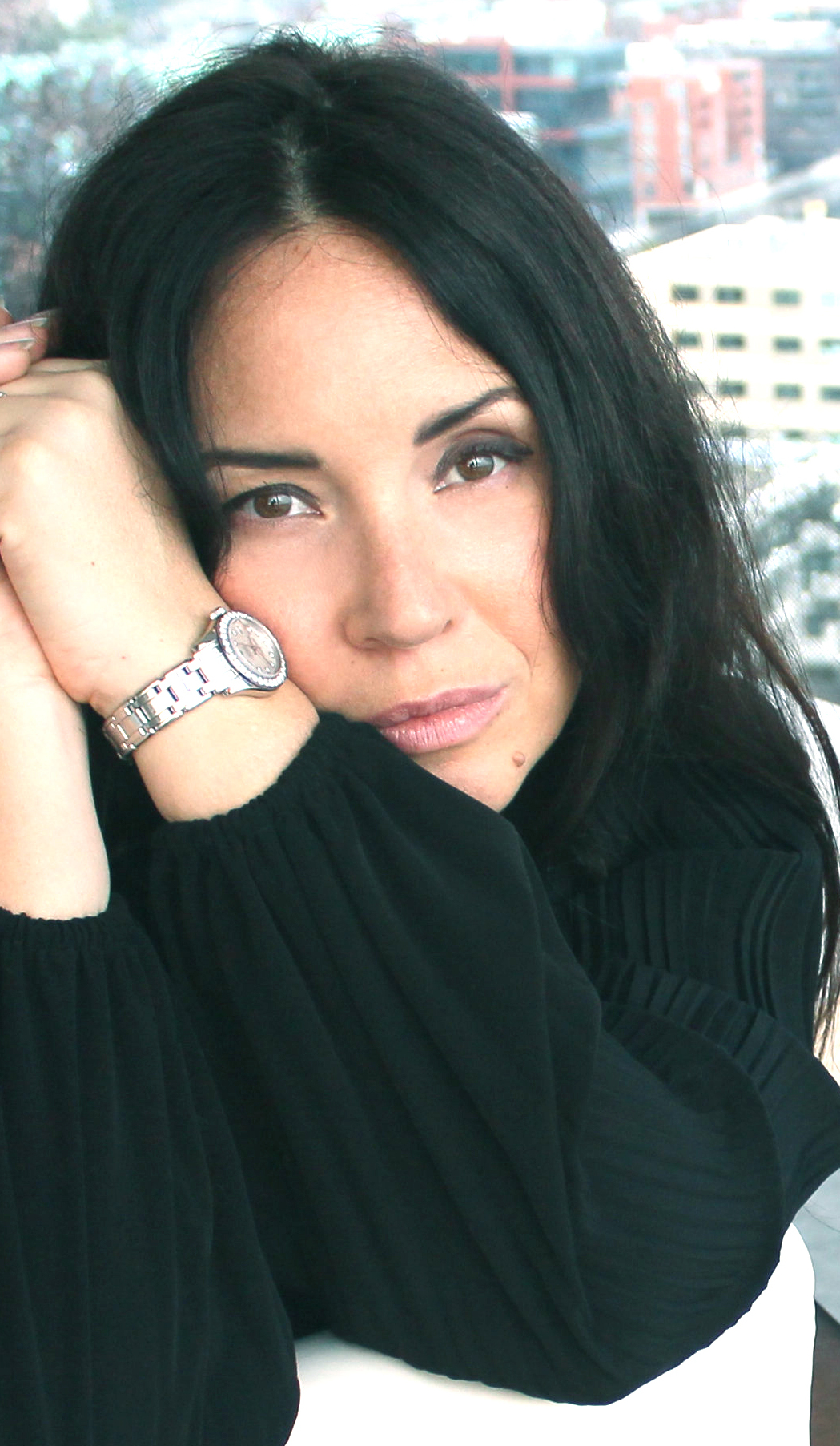
Sonya Yoncheva (* 1981)

- Yonderboi (* 1980), ungarischer Musiker
- Yone, Takao (* 1983), japanischer Badmintonspieler
- Yonebayashi, Hiromasa (* 1973), japanischer Regisseur
- Yoneda, Isao (* 1977), japanischer Kunstturner
- Yoneda, Masayoshi, japanischer Jazzmusiker
- Yoneda, Nobuo (1930–1996), japanischer Mathematiker
- Yoneda, Shun'ya (* 1995), japanischer Fußballspieler
- Yoneda, Yōko (* 1975), japanische Synchronschwimmerin
- Yoneda, Yūko (* 1979), japanische Synchronschwimmerin
- Yonehara, Mari (1950–2006), japanische Essayistin
- Yonehara, Minori (* 1995), japanische Tennisspielerin
- Yonehara, Shūsuke (* 1998), japanischer Fußballspieler
- Yonehara, Yū (* 1994), japanischer Fußballspieler
- Yoneki, Yasushi, japanischer Jazzmusiker
- Yonekura, Kanako (* 1976), japanische Badmintonspielerin
- Yonekura, Kōki (* 1988), japanischer Fußballspieler
- Yonekura, Makoto (* 1970), japanischer Fußballspieler
- Yonekura, Yoshiko (* 1958), japanische Badmintonspielerin
- Yonemitsu, Tatsuhiro (* 1986), japanischer Ringer und Olympiasieger
- Yonemoto, Koharu (* 1990), japanische Badmintonspielerin
- Yonemoto, Takuji (* 1990), japanischer Fußballspieler
- Yonemura, Akiko (* 1984), japanische Tennisspielerin
- Yones, Eliyahu (1915–2011), israelischer Redakteur, Journalist und Schriftsteller
- Yonetsu, Miwa (* 1979), japanische Fußballspielerin
- Yoneyama, Atsushi (* 1976), japanischer Fußballspieler
- Yoneyama, Daisuke (* 1982), japanischer Fußballspieler
- Yoneyama, Hiroshi (1909–1988), japanischer Schwimmer
- Yoneyama, Jirō (* 1944), japanischer Autorennfahrer
- Yoneyama, Kōki (* 2000), japanischer Eishockeyspieler
- Yoneyama, Ryūichi (* 1969), japanischer Fußballspieler
- Yoneyama, Satoshi (* 1974), japanischer Fußballspieler
- Yonezawa, Akane (* 1998), japanische Rock-Musikerin und Metal-Musikerin
- Yonezawa, Fumiko (1938–2019), japanische Physikerin und Hochschullehrerin
- Yonezawa, Rei (* 1996), japanischer Fußballspieler
- Yonezawa, Takeshi (* 1969), japanischer Fußballspieler
- Yonezawa, Tetsuya (* 1998), japanischer Fußballspieler
- Yonezu, Kenshi (* 1991), japanischer Rocksänger, Singer-Songwriter, Illustrator und Musikproduzent
- Yong Ji, chinesischer König der Shang-Dynastie
- Yong Rei, Andrew Aw (* 2003), singapurischer Fußballspieler
- Yong Sooi Ngean, Gregory (1925–2008), malaysischer Geistlicher und römisch-katholischer Erzbischof von Singapur
- Yong, Hock Kin (* 1974), malaysischer Badmintonspieler
- Yong, Joshua (* 2001), australischer Schwimmer
- Yong, Richard (* 1957), malaysischer Geschäftsmann und Pokerspieler
- Yong, Soo (1903–1984), chinesisch-amerikanische Filmschauspielerin
- Yong, Teck Lee (* 1958), malaysischer Politiker, Ministerpräsident von Sabah
- Yong, Wai (* 1991), malaysischer Pokerspieler
- Yonga, Francis (1975–2020), kamerunischer Fußballspieler
- Yonga, Franz Wilhelm († 1798), deutscher Hofmohr
- Yongdzin Lobsang Pelden (1881–1944), tibetischer Literat, Philosoph und buddhistischer Geistlicher der Gelug-Schule
- Yongdzin Pandita Yeshe Gyeltshen (1713–1793), Geistlicher und Autor der Gelug-Schule des tibetischen Buddhismus
- Yonge, Charles Maurice (1899–1986), englischer Meeresbiologe
- Yonge, Charlotte Mary (1823–1901), englische Schriftstellerin im Viktorianischen Zeitalter
- Yonge, John († 1516), englischer Geistlicher und Diplomat
- Yongle (1360–1424), Kaiser von China (1403–1424)Yongle (1360–1424)

Yongle (1360–1424)

- Yongphan, Treewadee (* 1987), thailändische Sprinterin
- Yongwa, Darlin (* 2000), kamerunischer Fußballspieler
- Yongzheng (1678–1735), Kaiser von China
- Yonkman, Nolan (* 1981), kanadischer Eishockeyspieler und -trainer
- Yonli, Paramanga Ernest (* 1956), burkinischer Premierminister
- Yonnet, Frédéric (* 1974), französischer Jazz- und Funkmusiker (Mundharmonika)
- Yonnet, Stéphane (* 1976), französischer Freestyle-Skisportler
- Yonsky, Walter (1937–2002), argentinischer Tangosänger
- Yontcha, Jean-Paul (* 1983), kamerunischer Fußballspieler
- Yönten Gyatsho (1589–1617), vierter Dalai Lama

### Yoo
- Yoo, Aaron (* 1979), US-amerikanischer SchauspielerAaron Yoo (* 1979)

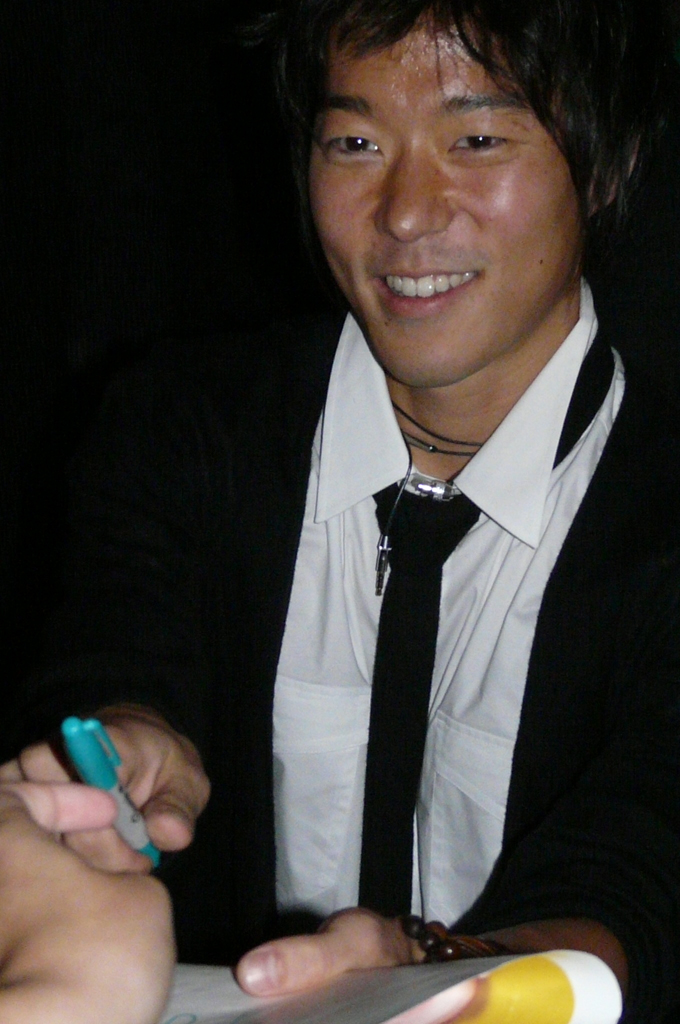
Aaron Yoo (* 1979)

- Yoo, Ah-in (* 1986), südkoreanischer Schauspieler
- Yoo, Byung-ok (* 1964), südkoreanischer Fußballspieler und -trainer
- Yoo, Byung-soo (* 1988), südkoreanischer Fußballspieler
- Yoo, Hae-jin (* 1970), südkoreanischer Schauspieler
- Yoo, Hae-won (* 1992), südkoreanische Badmintonspielerin
- Yoo, Hyun-young (* 1990), südkoreanische Badmintonspielerin
- Yoo, In-na (* 1982), südkoreanische Schauspielerin
- Yoo, Jae-ho (* 1989), südkoreanischer Fußballspieler
- Yoo, Jae-suk (* 1972), südkoreanischer Schauspieler
- Yoo, Jeff (* 1978), US-amerikanisch-südkoreanischer Fußballspieler
- Yoo, Ji-tae (* 1976), südkoreanischer Schauspieler und Regisseur
- Yoo, Ji-young (* 2000), US-amerikanische SchauspielerinJi-young Yoo (* 2000)

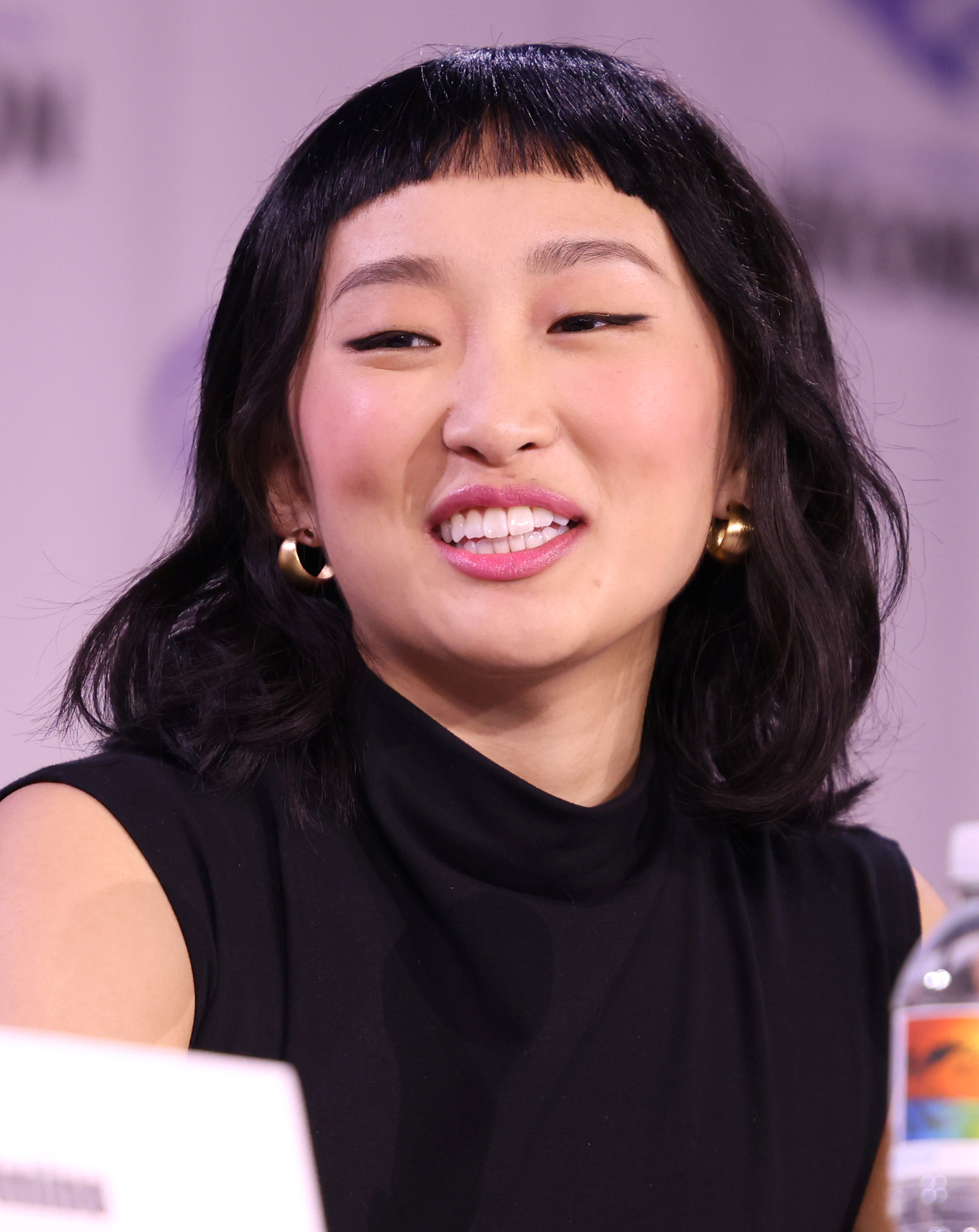
Ji-young Yoo (* 2000)

- Yoo, Jin-sun (* 1962), südkoreanischer Tennisspieler
- Yoo, John (* 1967), US-amerikanischer Anwalt, Professor und Autor
- Yoo, Joo-eun (1995–2022), südkoreanische Schauspielerin
- Yoo, Jun-soo (* 1988), südkoreanischer Fußballspieler
- Yoo, Ki-hong (* 1988), südkoreanischer Straßenradrennfahrer
- Yoo, Mi (* 1986), südkoreanische Tennisspielerin
- Yoo, Nam-kyu (* 1968), südkoreanischer Tischtennisspieler
- Yoo, Ok-ryul (* 1973), südkoreanischer Turner
- Yoo, Sang-hee (* 1964), südkoreanische Badmintonspielerin
- Yoo, Seon-hee (* 1966), südkoreanische Eisschnellläuferin
- Yoo, Seong-min (* 1958), südkoreanischer Politiker
- Yoo, Seung-jun (* 1976), amerikanischer Sänger, Tänzer, Rapper und Schauspieler
- Yoo, Teo (* 1981), südkoreanischer Schauspieler
- Yoo, Won-chul (* 1984), südkoreanischer Turner
- Yoo, Ye-bin (* 1992), südkoreanische Schauspielerin und Model
- Yoo, Yeon-jung (* 1999), südkoreanische Sängerin
- Yoo, Yeon-seong (* 1986), südkoreanischer Badmintonspieler
- Yoo, Yong-sung (* 1974), südkoreanischer Badmintonspieler
- Yoo, Young-chul (* 1970), südkoreanischer Serienmörder
- Yoo, Young-hoon (* 1972), südkoreanischer Marathonläufer
- Yoo, Young-jae (* 1998), südkoreanischer Fußballspieler
- Yoo, Young-kuk (1916–2002), südkoreanischer Maler
- YooA (* 1995), südkoreanische Sängerin, Entertainerin und Model
- Yook, Keun-Byung (* 1957), südkoreanischer Medienkünstler
- Yoon Hyun (* 1966), südkoreanischer Judoka
- Yoon Sohui (* 1993), südkoreanische SchauspielerinYoon Sohui (* 1993)

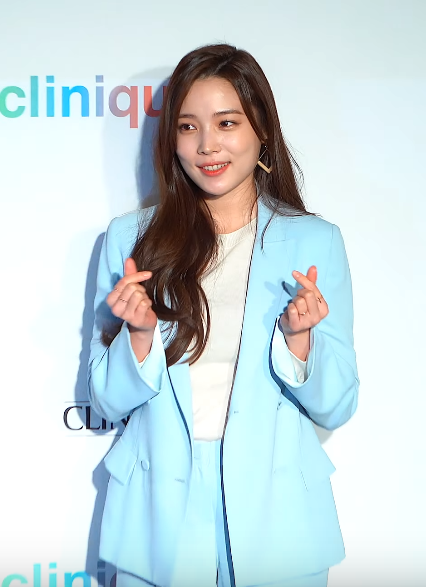
Yoon Sohui (* 1993)

- Yoon, Alexander (* 1983), deutscher Taekwondoin
- Yoon, Brian (* 1989), US-amerikanischer Pokerspieler
- Yoon, Cha-Lee (* 1985), koreanisch-deutscher Schauspieler des Martial-Arts-Films, Actionchoreograph und Stuntman
- Yoon, Deok-yeo (* 1961), südkoreanischer Fußballspieler
- Yoon, Grace (* 1952), südkoreanische Regisseurin, Schauspielerin, Performance-Künstlerin, Autorin von Hörspielen und Radio-Features
- Yoon, Hye-young (* 1977), südkoreanische Bogenschützin
- Yoon, Hyun-ji (* 1994), südkoreanische Judoka
- Yoon, Jae-young (* 1983), südkoreanischer Tischtennisspieler
- Yoon, Je-moon (* 1970), südkoreanischer Film- und Theater-Schauspieler
- Yoon, Jeong-hee (1944–2023), südkoreanische Schauspielerin
- Yoon, Jeung-hyun (* 1946), südkoreanischer Politiker und Premierminister
- Yoon, Ji-hye (* 1983), südkoreanische Tischtennisspielerin
- Yoon, Ji-su (* 1993), südkoreanische Säbelfechterin
- Yoon, Jong-gyu (* 1998), südkoreanischer Fußballspieler
- Yoon, Jong-hwan (* 1973), südkoreanischer Fußballspieler
- Yoon, Jun-sung (* 1989), südkoreanischer Fußballspieler
- Yoon, Ki-sook, südkoreanische Tischtennisspielerin
- Yoon, Kyung-shin (* 1973), südkoreanischer HandballspielerYoon Kyung-shin (* 1973)

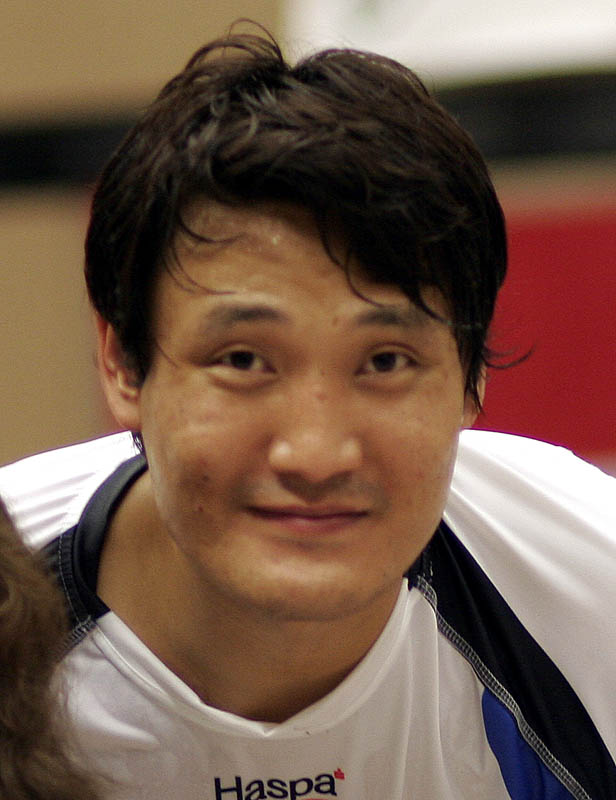
Yoon Kyung-shin (* 1973)

- Yoon, Kyung-won (* 1982), südkoreanischer Eishockeyspieler
- Yoon, Nicola (* 1972), jamaikanisch-amerikanische Jugendbuchautorin
- Yoon, Sang-won (1950–1980), südkoreanischer Aktivist
- Yoon, Si-ho (* 1984), südkoreanischer Fußballspieler
- Yoon, Sin-kil (* 1943), koreanischer Taekwondo-Großmeister
- Yoon, Soyoung (* 1984), südkoreanische Violinistin
- Yoon, Suk-yeol (* 1960), südkoreanischer Politiker und GeneralstaatsanwaltYoon Suk-yeol (* 1960)

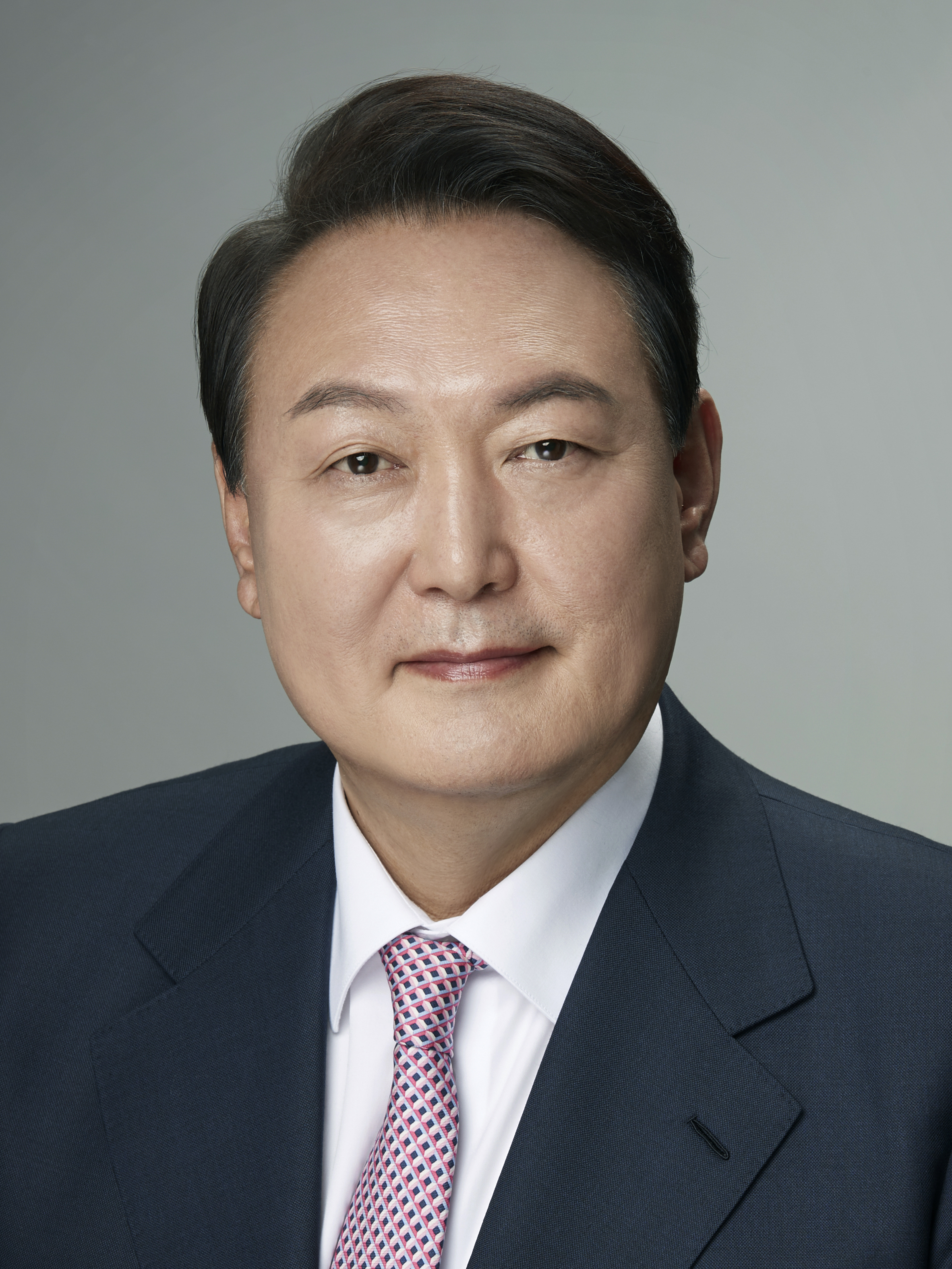
Yoon Suk-yeol (* 1960)

- Yoon, Yeo-jeong (* 1947), südkoreanische Schauspielerin
- Yoon, Yong-il (* 1973), südkoreanischer Tennisspieler
- Yoon, Young-geul (* 1987), südkoreanische Fußballtorhüterin
- Yoon, Young-suh (* 1995), südkoreanischer E-Sportler
- Yoon, Young-sun (* 1977), südkoreanische Go-Spielerin
- Yoona (* 1990), südkoreanische Sängerin und Schauspielerin
- Yoong, Alex (* 1976), malaysischer Formel-1-Rennfahrer
- Yoonki, Baek (* 1976), südkoreanischer Opern- und Konzertsänger in der Stimmlage Tenor

### Yoq
- Yoqubboyev, Nodirbek (* 2002), usbekischer Schachgroßmeister
- Yoqubboyeva, Nilufar (* 2000), usbekische Schachspielerin
- Yoqubova, Maryam (* 1931), usbekische Lehrerin

### Yor
- Yor, Marc (1949–2014), französischer Mathematiker
- Yoran, Victor (* 1937), russischer Cellist und Komponist
- Yorath, Terry (* 1950), walisischer Fußballspieler und -trainer
- Yoray, Alma (1941–2010), US-amerikanische Tänzerin, Sängerin und Yogalehrerin
- Yorbekov, Dilshod (* 1974), usbekischer Boxer
- Yorck von Wartenburg, Hans David Ludwig (1805–1865), preußischer Politiker, Majoratsherr, Kunstsammler
- Yorck von Wartenburg, Heinrich (1861–1923), preußischer Großgrundbesitzer und Politiker
- Yorck von Wartenburg, Irene (1913–1950), deutsche Widerstandskämpferin
- Yorck von Wartenburg, Ludwig (1759–1830), preußischer GeneralfeldmarschallLudwig Yorck von Wartenburg (1759–1830)

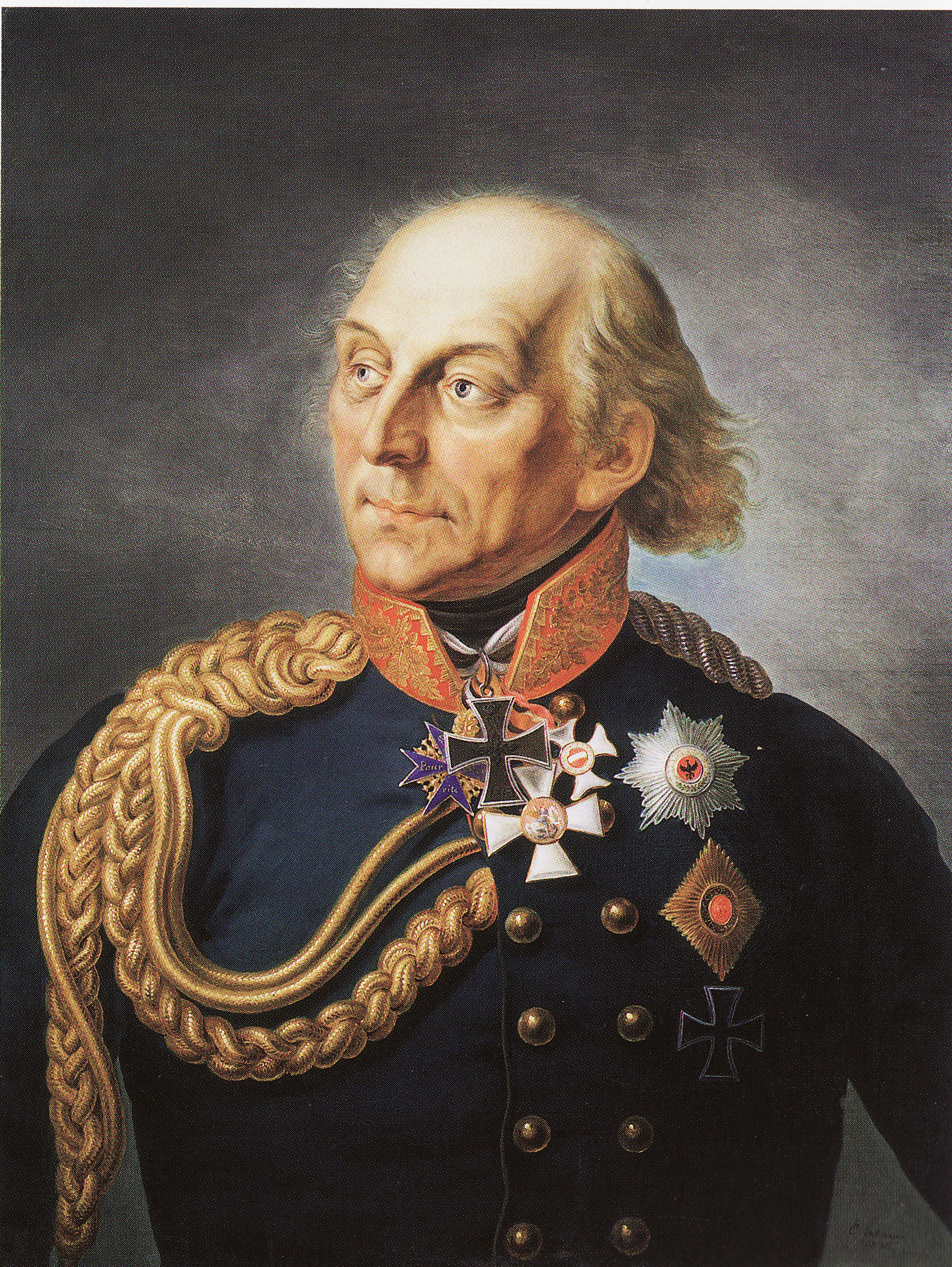
Ludwig Yorck von Wartenburg (1759–1830)

- Yorck von Wartenburg, Marion Gräfin (1904–2007), deutsche Richterin und Widerstandskämpferin
- Yorck von Wartenburg, Maximilian (1850–1900), preußischer Offizier, Militärattaché und Historiker
- Yorck von Wartenburg, Paul (1835–1897), deutscher Jurist und Philosoph sowie Majoratsherr des Gutes Klein-Öls
- Yorck von Wartenburg, Paul Graf (1902–2002), deutscher Diplomat, Widerstandskämpfer
- Yorck von Wartenburg, Peter Graf (1904–1944), deutscher Jurist und WiderstandskämpferPeter Graf Yorck von Wartenburg (1904–1944)

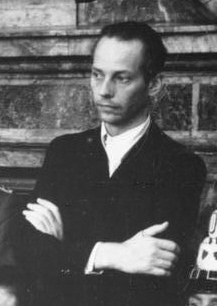
Peter Graf Yorck von Wartenburg (1904–1944)

- Yorck von Wartenburg, Wolfgang Graf (1899–1944), deutscher Politiker (NSDAP), MdR
- Yorck, Theodor (1830–1875), deutscher Gewerkschafter und Mitbegründer des Allgemeinen Deutschen Arbeitervereins (ADAV)
- Yordan, Philip (1914–2003), US-amerikanischer Drehbuchautor und Filmproduzent
- Yordanoff, Wladimir (1954–2020), französisch-monegassischer Theater- und Filmschauspieler
- Yore, Dante (* 1982), US-amerikanischer Kameramann und Filmschaffender
- Yorgancıoğlu, Özkan (* 1954), zyperntürkischer Politiker
- Yorgova-Ramanauskas, Elena (* 1977), deutsche politische Beamtin
- Yori, Adelmo (1928–2007), chilenischer Fußballspieler
- Yori, Sergio, chilenischer Fußballspieler
- Yorii, Ken (* 1984), japanischer Fußballspieler
- Yorinks, Arthur (* 1953), US-amerikanischer Kinderbuchautor, Dramatiker und Theaterregisseur
- Yorino, Takashi (* 1950), japanischer Autorennfahrer
- Yorio, Orlando (1932–2000), argentinischer Ordensgeistlicher
- York, afrikanischstämmiger Entdecker
- York von Wartenburg, Alexander (1927–2012), deutscher Diplomat
- York, Alissa (* 1970), kanadische Schriftstellerin
- York, Allen (* 1989), kanadischer Eishockeytorwart
- York, Alvin C. (1887–1964), US-amerikanischer SoldatAlvin C. York (1887–1964)

Alvin C. York (1887–1964)

- York, Annie (1904–1991), kanadische Ureinwohnerin und Schriftstellerin
- York, Bridget of (1480–1517), englische Prinzessin
- York, Cam (* 2001), US-amerikanischer Eishockeyspieler
- York, Carol Beach (1928–2013), US-amerikanische Autorin von Jugendliteratur
- York, Cecily of (1469–1507), englische Prinzessin und dritte Tochter von König Eduard IV. von England und dessen Frau Elizabeth Woodville
- York, Deborah (* 1964), britische Koloratursopranistin
- York, Dick (1928–1992), US-amerikanischer Film- und Fernsehschauspieler
- York, Eugen (1912–1991), deutscher Filmregisseur und Drehbuchautor
- York, Francine (1936–2017), US-amerikanische Schauspielerin
- York, Francis Lodowick (1861–1955), US-amerikanischer Organist, Komponist und Musikpädagoge
- York, Gabe (* 1993), US-amerikanischer Basketballspieler
- York, Harry (* 1974), kanadischer Eishockeyspieler
- York, Herbert (1921–2009), US-amerikanischer Kernphysiker
- York, Ingo, deutscher Rockmusiker, Produzent und Komponist
- York, James W. (* 1939), US-amerikanischer Physiker
- York, Jason (* 1970), kanadischer Eishockeyspieler
- York, Jed, US-amerikanischer Unternehmer und Mitbesitzer des NFL-Teams San Francisco 49ers
- York, Jeff (1912–1995), US-amerikanischer Schauspieler
- York, John (1800–1848), US-amerikanischer Offizier, Politiker und Farmer
- York, John (* 1946), US-amerikanischer Musiker
- York, Kathleen (* 1975), US-amerikanische Schauspielerin, Sängerin und Songwriterin
- York, Lawrence William (1687–1770), englischer Geistlicher
- York, Mark (1965–2021), US-amerikanischer Schauspieler
- York, Michael (* 1942), britischer SchauspielerMichael York (* 1942)

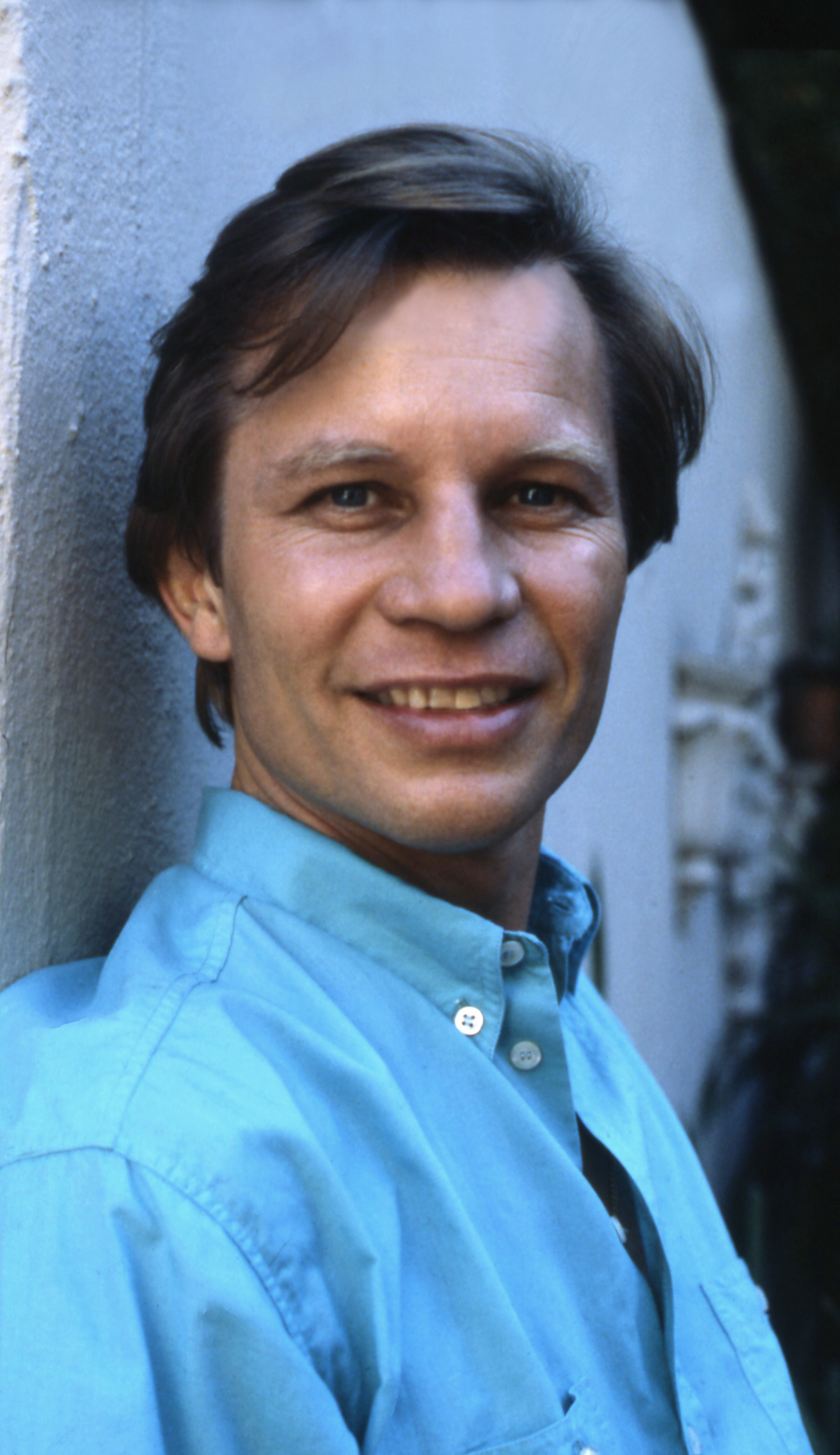
Michael York (* 1942)

- York, Michael (* 1967), australischer Hockeyspieler
- York, Mike (* 1978), US-amerikanischer Eishockeyspieler und -trainer
- York, Morgan (* 1993), US-amerikanische Kinderdarstellerin und Schauspielerin
- York, Pete (* 1942), britischer Rockmusiker, SchlagzeugerPete York (* 1942)

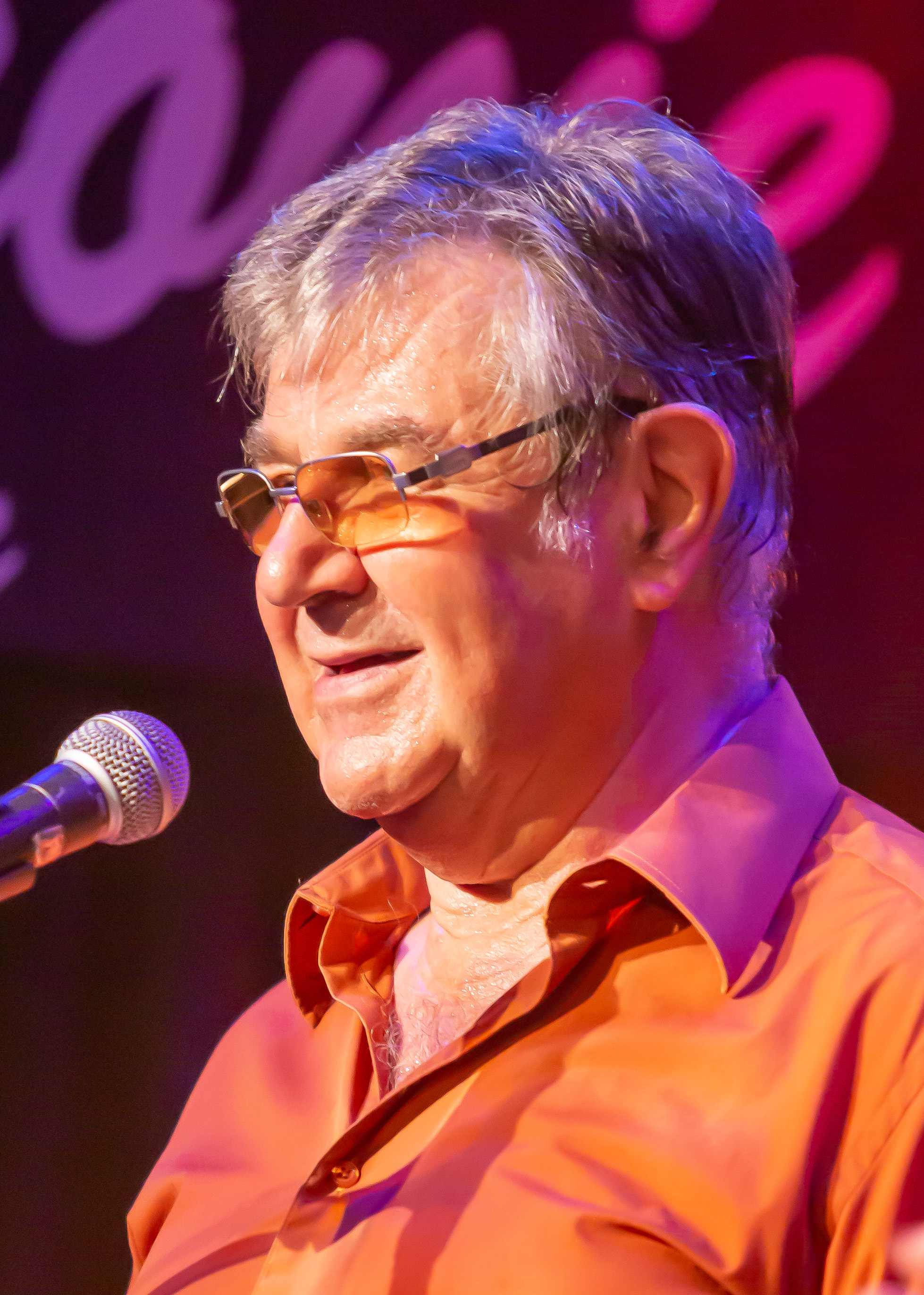
Pete York (* 1942)

- York, Philippa (* 1958), schottische Radsportkommentatorin und ehemaliger Radsportler
- York, Rachel (* 1971), US-amerikanische Schauspielerin
- York, Richard of 3. Duke of York (1411–1460), englischer Peer
- York, Robert H. (1913–1988), US-amerikanischer Offizier, Generalleutnant der US-Army
- York, Susannah (1939–2011), britische Filmschauspielerin und Autorin
- York, Taylor (* 1989), US-amerikanischer Rock-Gitarrist
- York, Tina (* 1954), deutsche Schlagersängerin
- York, Tyre (1836–1916), US-amerikanischer Politiker
- York, Ute (* 1943), deutsche Autorin
- York, William of († 1256), englischer Geistlicher und Richter
- Yorkas, Loukas (* 1986), griechisch-zypriotischer Sänger
- Yorke, Barbara (* 1951), britische Mediävistin
- Yorke, Billie (1910–2000), britische Tennisspielerin
- Yorke, Carl Gabriel (* 1952), US-amerikanischer Schauspieler
- Yorke, Charles (1722–1770), britischer Politiker und Lordkanzler
- Yorke, Charles Philip (1764–1834), britischer Politiker (Tories)
- Yorke, Charles, 4. Earl of Hardwicke (1799–1873), britischer Politiker der Conservative Party und Admiral der Royal Navy
- Yorke, Curtis (1854–1930), schottische Schriftstellerin
- Yorke, Dwight (* 1971), Fußballspieler aus Trinidad und TobagoDwight Yorke (* 1971)

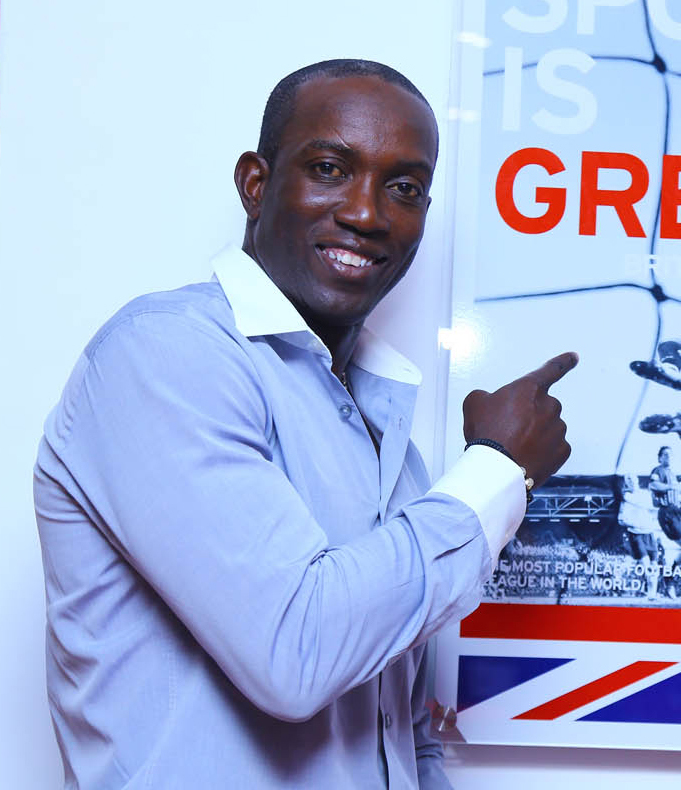
Dwight Yorke (* 1971)

- Yorke, Gerald Joseph (1901–1983), britischer Schriftsteller
- Yorke, James (* 1941), US-amerikanischer Physiker
- Yorke, Jemima, 2. Marchioness Grey (1723–1797), britische Peeress
- Yorke, Margaret (1924–2012), britische Schriftstellerin
- Yorke, Philip, 1. Earl of Hardwicke (1690–1764), britischer Anwalt, Politiker und Lordkanzler
- Yorke, Philip, 2. Earl of Hardwicke (1720–1790), britischer Peer, Politiker und Schriftsteller
- Yorke, Philip, 3. Earl of Hardwicke (1757–1834), britischer Peer und Politiker
- Yorke, Richard (1885–1914), britischer Hindernis- und Mittelstreckenläufer
- Yorke, Thom (* 1968), britischer Solomusiker und Sänger der britischen Rockgruppe RadioheadThom Yorke (* 1968)

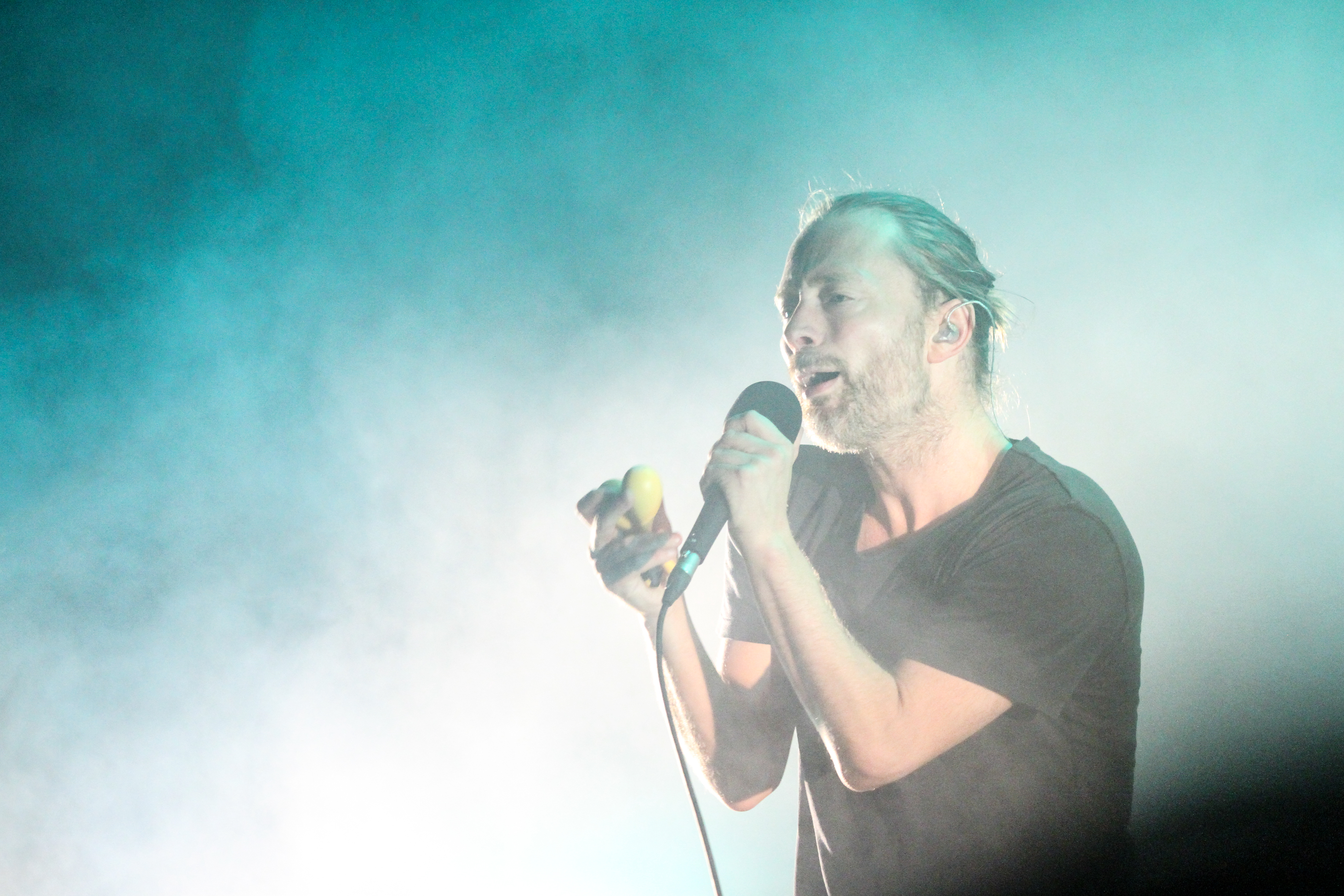
Thom Yorke (* 1968)

- Yorke, Thomas J. (1801–1882), US-amerikanischer Politiker
- Yorker, Jade (* 1985), US-amerikanischer Schauspieler
- Yorkey, Brian (* 1970), US-amerikanischer Dramatiker, Liedtexter und Pulitzer-Preisträger
- Yorkin, Bud (1926–2015), US-amerikanischer Regisseur, Produzent
- Yorn, Julie (* 1966), US-amerikanische Filmproduzentin
- Yorn, Pete (* 1974), US-amerikanischer Singer-Songwriter
- Yoro, Leny (* 2005), französisch-ivorischer Fußballspieler
- Yoroizaka, Tetsuya (* 1990), japanischer Langstreckenläufer
- Yorozu, Tetsugorō (1885–1927), japanischer Maler im Yōga-Stil
- Yorozuya, Kinnosuke (1932–1997), japanischer Kabuki- und Filmschauspieler
- Yorry, Georg von (1870–1956), deutscher Offizier und Hofbeamter
- Yorton, Chester (1940–2020), US-amerikanischer Bodybuilder
- Yorty, Sam (1909–1998), US-amerikanischer Politiker
- Yörük, Burak (* 1995), türkischer Schauspieler
- Yörük, İlay (* 2001), türkische Tennisspielerin
- Yörük, Talat, türkischer Fußballspieler
- Yörük, Yener (* 1963), türkischer Mediziner; Rektor der Trakya-Universität Edirne
- Yörüklü, Ela (* 1998), türkische Schauspielerin
- Yorulmaz, Bahtiyar (* 1955), türkischer Fußballspieler
- Yorzyk, William (1933–2020), US-amerikanischer Schwimmer

### Yos

#### Yosa
- Yosa, Buson (1716–1784), japanischer Dichter und Maler
- Yōsai, Nobukazu (1872–1944), japanischer Holzschnittkünstler der Meiji-Zeit
- Yosano, Akiko (1878–1942), japanische Dichterin, Feministin, Kritikerin
- Yosano, Kaoru (1938–2017), japanischer Politiker
- Yosano, Tekkan (1873–1935), japanischer Lyriker und Literaturkritiker

#### Yose
- Yosef, Dov (1899–1980), israelischer Politiker
- Yosef, Jwan (* 1984), schwedischer Maler, Objekt- und Konzeptkünstler
- Yosef, Reuven (* 1957), israelischer Verhaltensökologe und Naturschutzbiologe
- Yosef, Ron (* 1974), israelischer Rabbiner
- Yosef, Tomer (* 1975), israelischer Sänger, Schauspieler und Regisseur
- Yoset, Bruno (* 2001), uruguayischer Leichtathlet
- Yoseyama, Sumiko, japanische Jazzsängerin

#### Yosf
- Yosfiah, Mohammad Yunus (* 1944), indonesischer Militär und Minister

#### Yosh

##### Yoshi
- Yoshi Tatsu (* 1977), japanischer Wrestler

###### Yoshid
- Yoshida Kanetomo (1435–1511), religiöser Reformer Japans
- Yoshida Shigeru (1878–1967), japanischer PremierministerYoshida Shigeru (1878–1967)

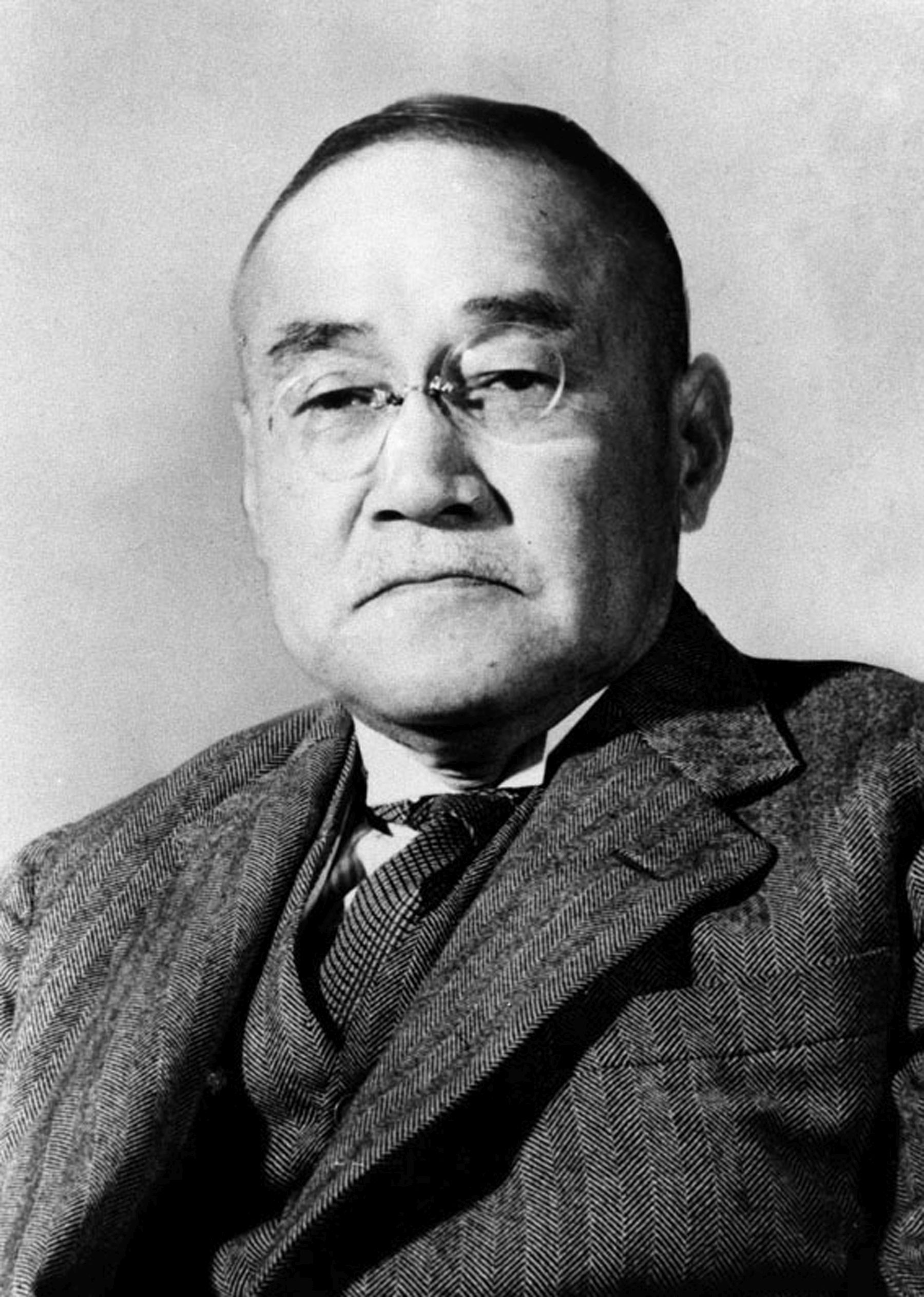
Yoshida Shigeru (1878–1967)

- Yoshida, Akihiro (* 1975), japanischer Fußballspieler
- Yoshida, Akimi (* 1956), japanische Manga-Zeichnerin
- Yoshida, Akio (* 1986), japanischer Fußballspieler
- Yoshida, Akiyoshi (* 1966), japanischer Fußballspieler
- Yoshida, Arata (* 2000), japanischer Fußballspieler
- Yoshida, Aya (* 1971), japanische Organistin und Kirchenmusikerin
- Yoshida, Bungorō IV. (1869–1962), japanischer Bunraku-Spieler
- Yoshida, Chika (* 1970), japanische Sportfunktionärin
- Yoshida, Eiza I. (1872–1945), japanischer Bunraku-Spieler
- Yoshida, Eri (* 1992), japanische Baseballspielerin
- Yoshida, Fumiko (1913–2001), japanische Architektin
- Yoshida, Fumiyo (* 1981), japanische Leichtathletin
- Yoshida, Fumiyuki (1915–2004), japanischer Graveur und Kunsthandwerker
- Yoshida, Gentaro (* 2000), japanischer Fußballspieler
- Yoshida, Hana (* 2005), japanische Eiskunstläuferin
- Yoshida, Haruki (* 2001), japanischer Fußballspieler
- Yoshida, Haruki (* 2003), japanischer Fußballspieler
- Yoshida, Harumi (* 1972), japanischer Politiker
- Yoshida, Hayato (* 1989), japanischer Radrennfahrer
- Yoshida, Hidehiko (* 1969), japanischer JudokaHidehiko Yoshida (* 1969)

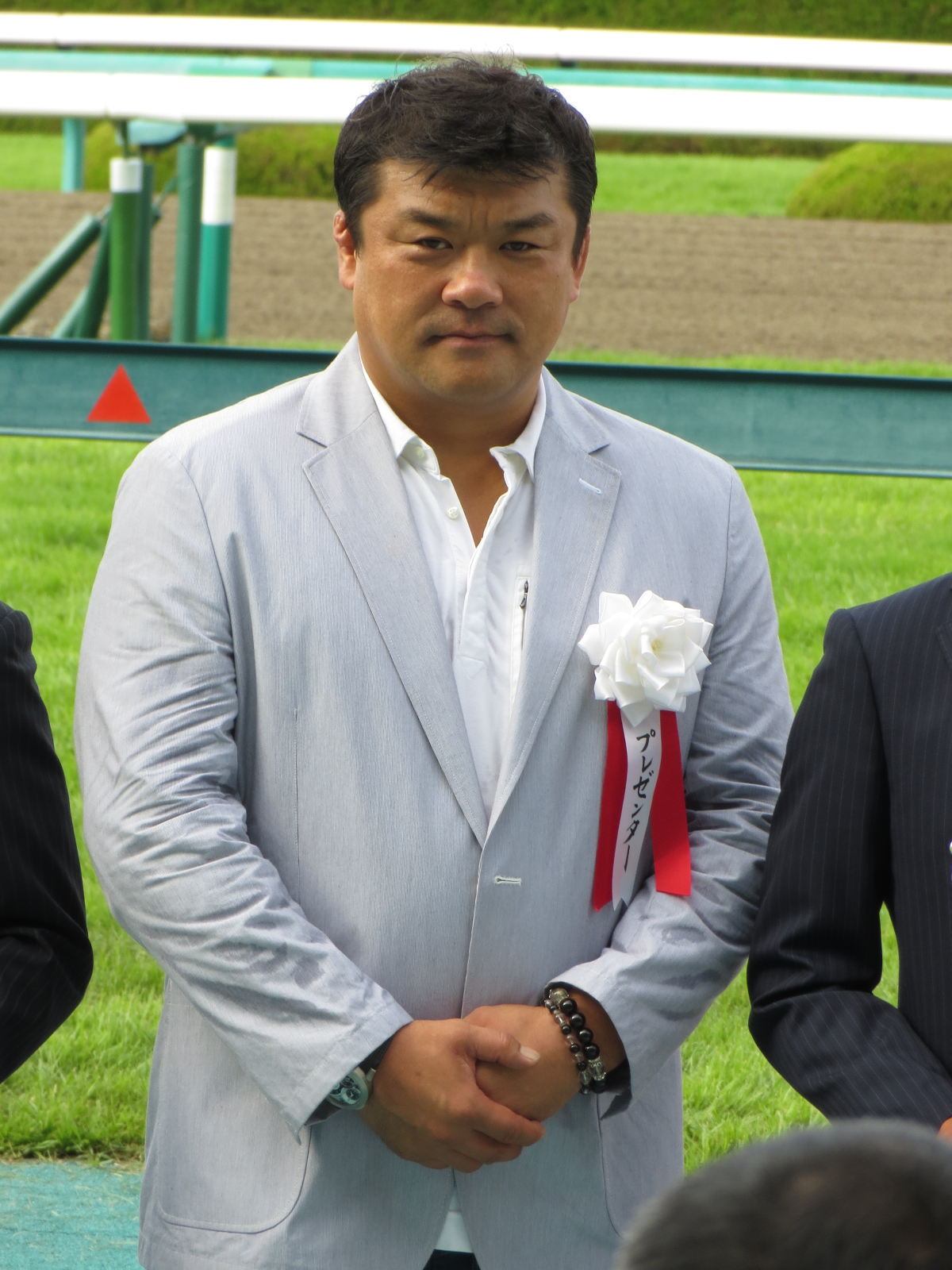
Hidehiko Yoshida (* 1969)

- Yoshida, Hidekazu (1913–2012), japanischer Kritiker und Essayist
- Yoshida, Hideo (1903–1963), japanischer Unternehmer
- Yoshida, Hirofumi (* 1968), japanischer Dirigent
- Yoshida, Hiromichi (* 1999), japanischer Weitspringer
- Yoshida, Hiroshi (1876–1950), japanischer MalerYoshida Hiroshi (1876–1950)

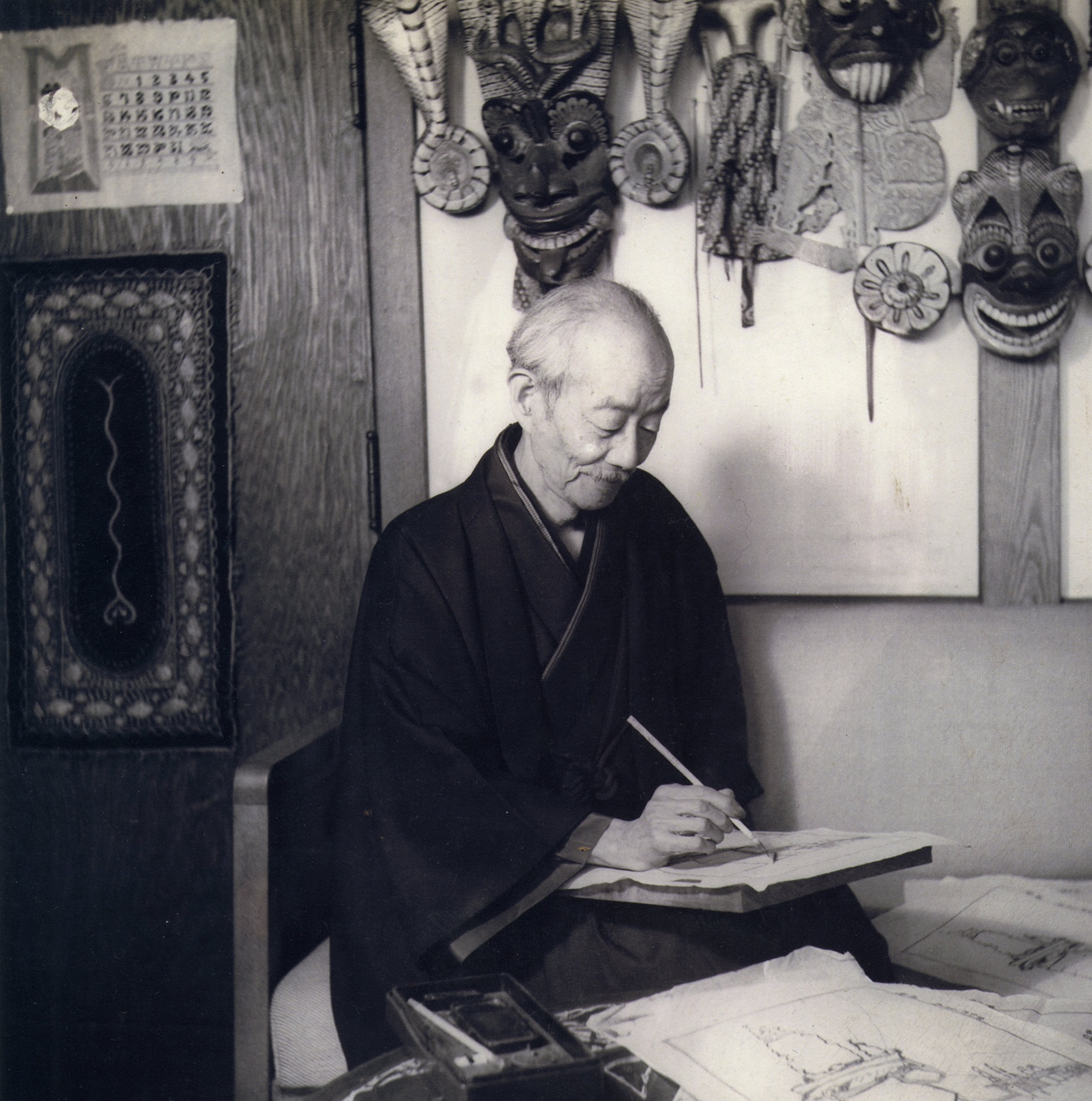
Yoshida Hiroshi (1876–1950)

- Yoshida, Hiroshi (* 1958), japanischer Fußballspieler und -trainer
- Yoshida, Hiroyuki (* 1969), japanischer Fußballspieler
- Yoshida, Ibuki (* 1997), japanischer Fußballspieler
- Yoshida, Isoya (1894–1974), japanischer Architekt
- Yoshida, Issui (1898–1973), japanischer Poet und Literaturkritiker
- Yoshida, Jimpei (* 2003), japanischer Fußballspieler
- Yoshida, Jun-ichi (1954–2019), japanischer Chemiker
- Yoshida, Kaii (* 1981), chinesisch-japanischer Tischtennisspieler
- Yoshida, Kaori (* 1981), japanische Marathonläuferin
- Yoshida, Kazuaki (* 1987), japanischer Hürdenläufer
- Yoshida, Keishin (* 1987), japanischer Skilangläufer
- Yoshida, Ken (* 1970), japanischer Fußballspieler
- Yoshida, Ken’ichi (1912–1977), japanischer Schriftsteller
- Yoshida, Kenkō († 1350), japanischer Autor und buddhistischer Mönch
- Yoshida, Kentarō (* 1980), japanischer Fußballspieler
- Yoshida, Kōtarō (1883–1966), japanischer Kampfsportler des Daitō-ryū
- Yoshida, Kurumi (* 1991), japanische Synchronschwimmerin
- Yoshida, Makito (* 1992), japanischer Fußballspieler
- Yoshida, Manato (* 2001), japanischer Fußballspieler
- Yoshida, Masafumi (* 1985), japanischer Fußballspieler
- Yoshida, Masaki (* 1984), japanischer Fußballspieler
- Yoshida, Masako, japanische Fußballspielerin
- Yoshida, Masao (1955–2013), japanischer Nuklearingenieur und AtomkraftwerksdirektorMasao Yoshida (1955–2013)

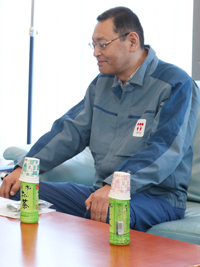
Masao Yoshida (1955–2013)

- Yoshida, Masataka (* 1993), japanischer Baseballspieler
- Yoshida, Masaya (* 1996), japanischer Fußballspieler
- Yoshida, Masayoshi (* 1982), japanischer Fußballspieler
- Yoshida, Maya (* 1988), japanischer Fußballspieler
- Yoshida, Megumu (* 1973), japanischer Fußballspieler und -trainer
- Yoshida, Minato (* 1992), japanischer Fußballspieler
- Yoshida, Minato (* 2008), japanischer Fußballspieler
- Yoshida, Minoru (1935–2010), japanischer Avantgarde-Künstler und Performer
- Yoshida, Mitsuko, japanische Badmintonspielerin
- Yoshida, Mitsunori (* 1962), japanischer Fußballspieler
- Yoshida, Mitsuyoshi (1598–1672), Autor eines japanischen Rechenbuches
- Yoshida, Miyako (* 1965), japanische Balletttänzerin
- Yoshida, Motohiro (* 1974), japanischer Fußballspieler
- Yoshida, Naoki (* 1973), japanischer SpieleentwicklerNaoki Yoshida (* 1973)

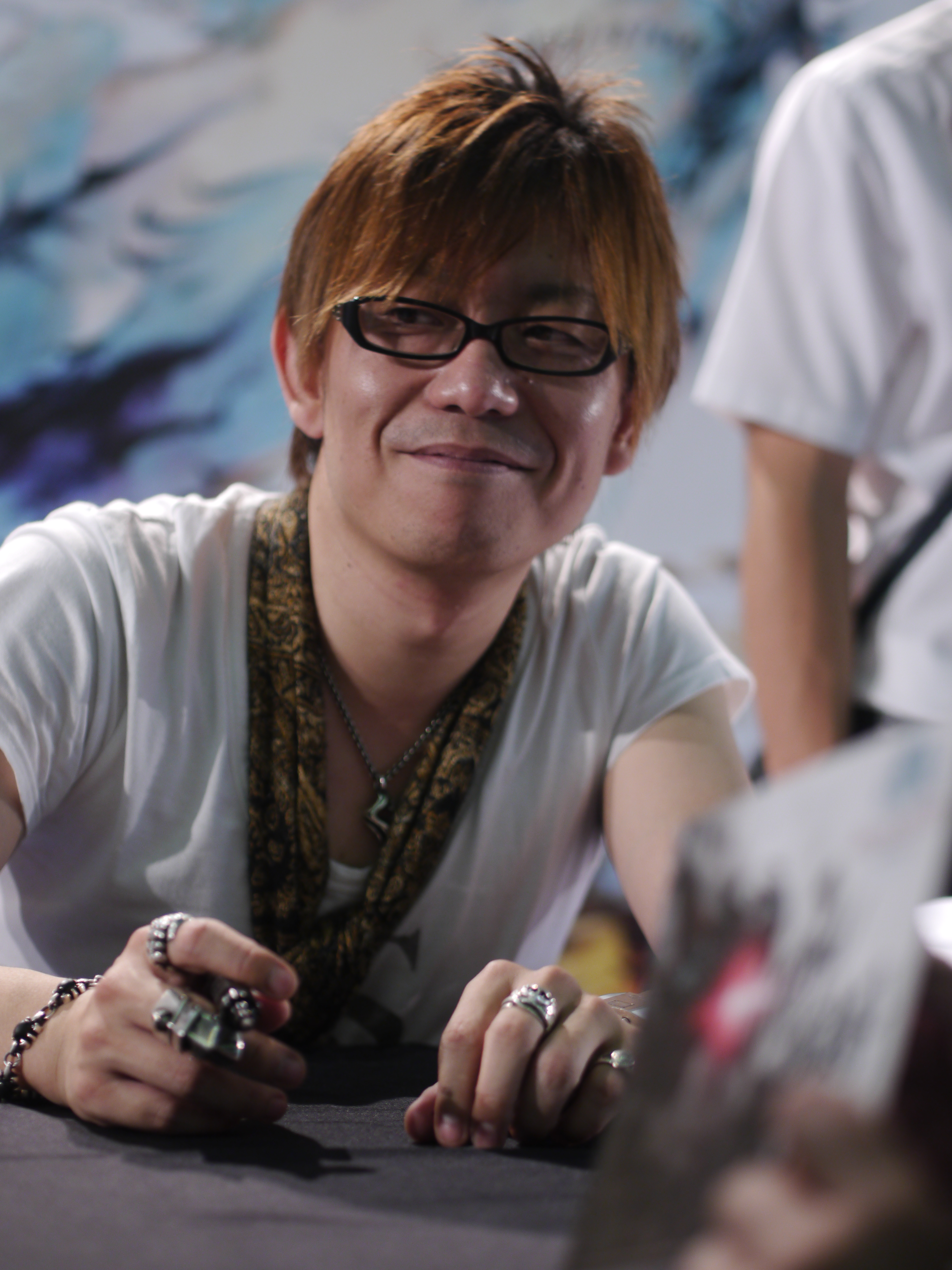
Naoki Yoshida (* 1973)

- Yoshida, Naoya (* 1994), japanischer Fußballspieler
- Yoshida, Reiko (* 1967), japanische Drehbuchautorin und Mangaka
- Yoshida, Ryūichi (* 1971), japanischer Jazzmusiker
- Yoshida, Sachio (* 1980), japanischer Fußballspieler
- Yoshida, Saori (* 1982), japanische Ringerin
- Yoshida, Satoru (* 1970), japanischer Fußballspieler
- Yoshida, Satoshi (* 1990), japanischer Fußballspieler
- Yoshida, Seiichi (1908–1984), japanischer Literaturwissenschaftler
- Yoshida, Shigetsugu (* 1931), japanischer Regisseur und Animator
- Yoshida, Shōin (1830–1859), japanischer Intellektueller und RevolutionärYoshida Shōin (1830–1859)

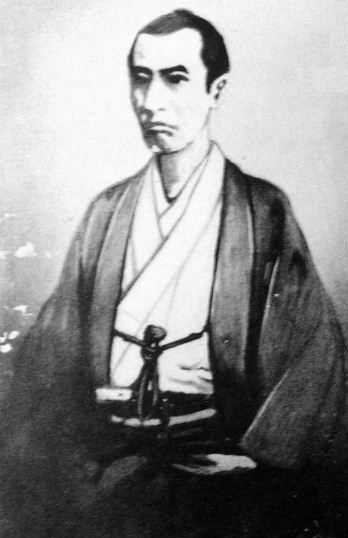
Yoshida Shōin (1830–1859)

- Yoshida, Shūhei, japanischer Manager und Spieleproduzent
- Yoshida, Shūichi (* 1968), japanischer Schriftsteller
- Yoshida, Shūichi (* 2001), japanischer Handballspieler
- Yoshida, Shūkō (1887–1946), japanischer Maler der Nihonga-Richtung
- Yoshida, Shun (* 1996), japanischer Fußballspieler
- Yoshida, Tadao (1908–1993), japanischer Unternehmer
- Yoshida, Tadatomo (* 1956), japanischer Politiker
- Yoshida, Taiju (* 2000), japanischer Fußballspieler
- Yoshida, Takako (1910–1956), japanische Komponistin, Autorin und Aktivistin
- Yoshida, Takayuki (* 1977), japanischer Fußballtrainer
- Yoshida, Tamao (1919–2006), japanischer Bunraku Spieler
- Yoshida, Tatsuma (* 1974), japanischer Fußballspieler
- Yoshida, Tatsuo (1932–1977), japanischer Manga-Zeichner, Drehbuchautor und Gründer von Tatsunoko Production
- Yoshida, Tatsuya (* 1961), japanischer Rock- und Fusionmusiker (Schlagzeug, Komposition)
- Yoshida, Tetsurō (1894–1956), japanischer Architekt
- Yoshida, Tōgo (1864–1918), japanischer Historiker und Geograph
- Yoshida, Tomizō (1903–1973), japanischer Mediziner (Pathologie) und Krebsforscher
- Yoshida, Tomohisa (* 1984), japanischer Fußballspieler
- Yoshida, Tomoki (* 1998), japanischer Fußballspieler
- Yoshida, Tomoko (* 1934), japanische Schriftstellerin
- Yoshida, Tomoyasu (* 1997), japanischer Fußballspieler
- Yoshida, Tōru (* 1965), japanischer Fußballspieler
- Yoshida, Tōshi (1911–1995), japanischer Holzschnittkünstler
- Yoshida, Toshio (1928–1997), japanischer Künstler
- Yoshida, Tōyō (1816–1862), japanischer Samurai und Reformer der Verwaltung der Tosa-Domäne
- Yoshida, Toyoko, japanische Badmintonspielerin
- Yoshida, Tsukasa (* 1995), japanische Judoka
- Yoshida, Yasuhiro (* 1969), japanischer Fußballspieler
- Yoshida, Yasushi (* 1960), japanischer Fußballspieler
- Yoshida, Yasutaka (* 1966), japanischer Fußballspieler
- Yoshida, Yoshikatsu (* 1941), japanischer Ringer
- Yoshida, Yoshio (* 1940), japanisch-deutscher Grafiker, Zeichner und Maler
- Yoshida, Yoshishige (1933–2022), japanischer Filmregisseur und Drehbuchautor
- Yoshida, Yūji (* 2002), japanischer Fußballspieler
- Yoshida, Yuka (* 1976), japanische Tennisspielerin
- Yoshida, Yuki (1914–1996), japanisch-kanadische Filmeditorin und Filmproduzentin
- Yoshida, Yukino (* 2003), japanische Eisschnellläuferin
- Yoshida, Yurika (* 1993), japanische Curlerin
- Yoshida, Yutaka (* 1990), japanischer Fußballspieler
- Yoshida, Zengo (1885–1966), japanischer Admiral und Politiker

###### Yoshig
- Yoshigaki, Yasuhiro (* 1959), japanischer Jazzmusiker
- Yoshigasaki, Kenjirō (1951–2021), japanischer Aikidō-Lehrer

###### Yoshih
- Yoshihama, Ryōhei (* 1992), japanischer Fußballspieler
- Yoshihara, Hideo (1931–2007), japanischer Künstler
- Yoshihara, Jirō (1905–1972), japanischer Maler
- Yoshihara, Kōta (* 1978), japanischer Fußballspieler
- Yoshihara, Masato (* 1991), japanischer Fußballspieler
- Yoshihara, Michio (1933–1996), japanischer Künstler
- Yoshihara, Sachiko (1932–2002), japanische Dichterin
- Yoshihara, Shin’ya (* 1978), japanischer Fußballspieler
- Yoshihira, Tsubasa (* 1998), japanischer Fußballspieler
- Yoshihiro, Mitsuyuki (* 1985), japanischer Fußballspieler
- Yoshihisa, Kitashirakawa (1847–1895), japanischer General

###### Yoshii
- Yoshii, Isamu (1886–1960), japanischer Schriftsteller
- Yoshii, Junji (1904–2004), japanischer Maler
- Yoshii, Kōsuke (* 1986), japanischer Fußballspieler
- Yoshii, Masato (* 1965), japanischer Baseballspieler
- Yoshii, Naoto (* 1987), japanischer Fußballspieler
- Yoshii, Sayuri (* 1984), japanische Eisschnellläuferin
- Yoshii, Yūsuke (* 1995), japanischer Fußballspieler
- Yoshiizumi, Yoshiko (* 1980), japanische Skispringerin

###### Yoshik
- Yoshikawa, Akimasa (1842–1920), japanischer Regierungsbeamter und Politiker
- Yoshikawa, Eiji (1892–1962), japanischer SchriftstellerYoshikawa Eiji (1892–1962)

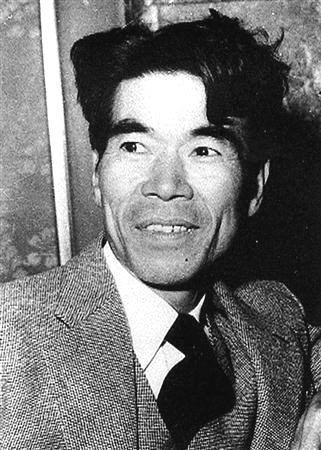
Yoshikawa Eiji (1892–1962)

- Yoshikawa, Hajime (* 1966), japanischer Politiker
- Yoshikawa, Kampō (1894–1979), japanischer Holzschnittkünstler
- Yoshikawa, Kenta (* 1986), japanischer Fußballspieler
- Yoshikawa, Kōjirō (1904–1980), japanischer Sinologe
- Yoshikawa, Koretari (1616–1695), japanischer Shintō-Experte und Gründer des „Yoshikawa-Shintō“
- Yoshikawa, Kyōsuke (* 1978), japanischer Fußballspieler
- Yoshikawa, Mika (* 1984), japanische Langstreckenläuferin
- Yoshikawa, Miki (* 1982), japanische Comiczeichnerin
- Yoshikawa, Naoki (* 2002), japanischer Fußballspieler
- Yoshikawa, Shizuko (1934–2019), Schweizer Künstlerin und Grafikdesignerin
- Yoshikawa, Shōgo (* 1995), japanischer Fußballspieler
- Yoshikawa, Takeo (1912–1993), japanischer Spion
- Yoshikawa, Takuya (* 1988), japanischer Fußballspieler
- Yoshikawa, Tomiko (* 1954), japanische Autorennfahrerin
- Yoshikawa, Toriko (* 1977), japanische Schriftstellerin
- Yoshikawa, Tōru (* 1961), japanischer Fußballspieler
- Yoshikawa, Yōichirō (* 1957), japanischer Komponist und Filmproduzent
- Yoshikawa, Yoshihisa (1936–2019), japanischer Sportschütze
- Yoshiki, Masao (1908–1993), japanischer Schiffbauingenieur

###### Yoshim
- Yoshimaru, Kenshin (* 1996), japanischer Fußballspieler
- Yoshimasu, Gōzō (* 1939), japanischer Lyriker
- Yoshimasu, Tōdō (1702–1773), japanischer Mediziner
- Yoshimatsu Shigetarō (1859–1935), japanischer Seeoffizier, Admiral der Kaiserlich-Japanischen Marine
- Yoshimatsu, Takashi (* 1953), japanischer Komponist zeitgenössischer klassischer Musik
- Yoshimatsu, Yoshihiko (1920–1988), japanischer Judoka
- Yoshimi, Issei (* 1982), japanischer Fußballspieler
- Yoshimi, Kazuki (* 1984), japanischer Baseballspieler
- Yoshimitsu, Daisuke (* 1993), japanischer Fußballspieler
- Yoshimitsu, Yoshihiko (1904–1945), japanischer römisch-katholischer Philosoph
- Yoshimizu, Norio (* 1946), japanischer Fußballspieler
- Yoshimoto Teiichi (1887–1945), japanischer Offizier, General der Kaiserlich-Japanischen Armee
- Yoshimoto, Atsushi (* 1982), japanischer Fußballspieler
- Yoshimoto, Banana (* 1964), japanische SchriftstellerinBanana Yoshimoto (* 1964)

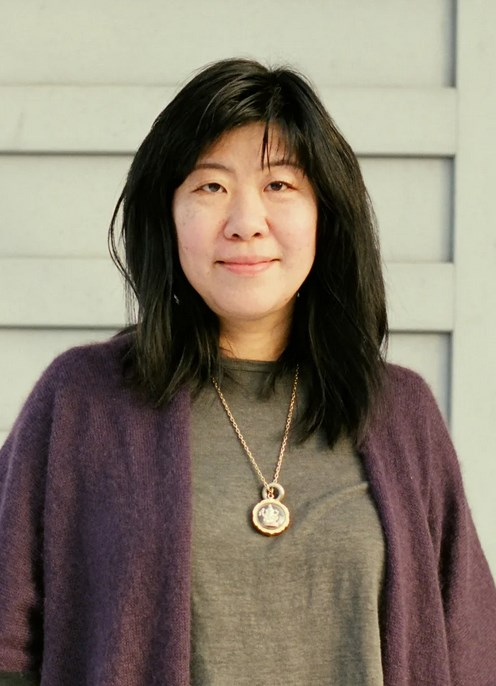
Banana Yoshimoto (* 1964)

- Yoshimoto, Carl M. (1922–2011), US-amerikanischer Entomologe und Parasitologe
- Yoshimoto, Hikari (* 1990), japanische Leichtathletin
- Yoshimoto, Hiroki (* 1980), japanischer Rennfahrer und Rocksänger
- Yoshimoto, Kazunori (* 1988), japanischer Fußballspieler
- Yoshimoto, Kinji (1966–2021), japanischer Autor und Filmregisseur
- Yoshimoto, Natsuki (* 2003), japanische Tennisspielerin
- Yoshimoto, Takaaki (1924–2012), japanischer Lyriker, Literaturkritiker und Philosoph
- Yoshimoto, Takafumi (* 1978), japanischer Fußballspieler
- Yoshimura, Akira (1927–2006), japanischer Schriftsteller
- Yoshimura, Daishirō (1947–2003), japanischer Fußballspieler
- Yoshimura, Fumio (1926–2002), japanisch-amerikanischer zeitgenössischer Künstler
- Yoshimura, Himari (* 2011), japanische Geigerin
- Yoshimura, Hirofumi (* 1975), japanischer Politiker
- Yoshimura, Junki Kenn (* 2004), singapurischer Fußballspieler
- Yoshimura, Junzō (1908–1997), japanischer Architekt
- Yoshimura, Kazuhiro (* 1996), japanischer Tischtennisspieler
- Yoshimura, Kazuo (* 1951), japanischer Judoka
- Yoshimura, Keiji (* 1979), japanischer Fußballspieler
- Yoshimura, Kōji (* 1976), japanischer Fußballspieler
- Yoshimura, Kōzaburō (1911–2000), japanischer Filmregisseur
- Yoshimura, Maharu (* 1993), japanischer Tischtennisspieler
- Yoshimura, Manichi (* 1961), japanischer Schriftsteller
- Yoshimura, Masahiro (1936–2003), japanischer Schwimmer
- Yoshimura, Mieko (* 1951), japanische Politikerin und Gouverneurin von Yamagata
- Yoshimura, Miho (* 1997), japanische Degenfechterin
- Yoshimura, Misuzu (* 1979), japanische Skeletonfahrerin
- Yoshimura, Reimi (* 2000), japanische Hindernisläuferin
- Yoshimura, Shinkichi (1907–1947), japanischer Limnologe
- Yoshimura, Shoko (* 1968), japanischer Ringer
- Yoshimura, Tadao (1898–1952), japanischer Maler der Nihonga-Richtung
- Yoshimura, Toshihiro (* 1971), japanischer Fußballspieler
- Yoshimura, Yuzuru (* 1996), japanischer Fußballspieler

###### Yoshin
- Yoshinaga, Fumi (* 1971), japanische Manga-Zeichnerin
- Yoshinaga, Hiroshi (* 1996), japanischer Fußballspieler
- Yoshinaga, Kazuaki (* 1968), japanischer Fußballspieler
- Yoshinaga, Kazuki (* 1999), japanischer Shorttracker
- Yoshinaga, Mahiro (* 2002), japanischer Fußballspieler
- Yoshinaga, Sayuri (* 1945), japanische Filmschauspielerin
- Yoshinaga, Shōi (* 2000), japanischer Fußballspieler
- Yoshinare, Takaya (* 2001), japanischer Fußballspieler
- Yoshinari, Kōji (* 1974), japanischer Fußballspieler
- Yoshino, Akira (* 1948), japanischer IngenieurAkira Yoshino (* 1948)

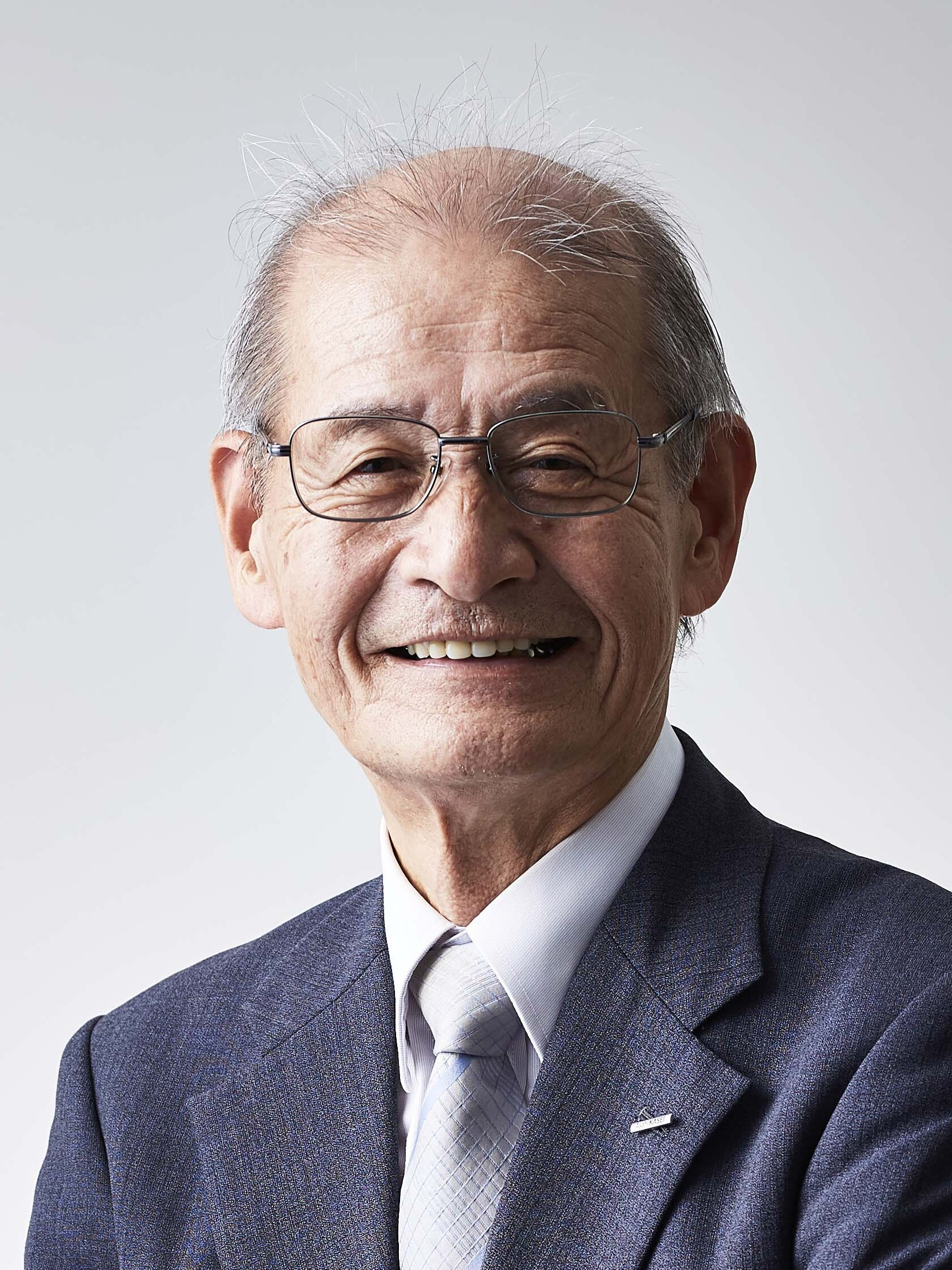
Akira Yoshino (* 1948)

- Yoshino, Hideo (1902–1967), japanischer Schriftsteller
- Yoshino, Hiroshi (1926–2014), japanischer Lyriker
- Yoshino, Kenji (* 1969), US-amerikanischer Autor
- Yoshino, Kimika (* 1975), japanisches Modell, Schauspielerin und Popsängerin
- Yoshino, Kyōhei (* 1994), japanischer Fußballspieler
- Yoshino, Sakuzō (1878–1933), japanischer Politikwissenschaftler, Historiker und Autor
- Yoshino, Satsuki (* 1985), japanische Mangaka und Illustratorin
- Yoshino, Takamitsu (* 1989), japanischer Fußballspieler
- Yoshino, Tomoyuki (* 1980), japanischer Fußballspieler
- Yoshino, Toyoko (1920–2015), japanische Diskuswerferin, Kugelstoßerin und Speerwerferin
- Yoshino, Yūtarō (* 1996), japanischer Fußballspieler

###### Yoshio
- Yoshio, Kaina (* 1998), japanischer Fußballspieler
- Yoshio, Kōju (* 2001), japanischer Fußballspieler
- Yoshio, Kōsaku (1724–1800), japanischer Dolmetscher, Pionier der "Hollandkunde" (Rangaku)
- Yoshioka, Hideki (* 1972), japanischer Fußballspieler
- Yoshioka, Kazuya (* 1978), japanischer Skispringer
- Yoshioka, Keita (* 1997), japanischer Fußballspieler
- Yoshioka, Kenji (1906–1990), japanischer Maler
- Yoshioka, Kisa (* 2000), japanische Tennisspielerin
- Yoshioka, Kōhei (* 1985), japanischer Fußballspieler
- Yoshioka, Masakazu (* 1995), japanischer Fußballspieler
- Yoshioka, Miho (* 1980), japanische Schauspielerin und Model
- Yoshioka, Miho (* 1990), japanische Regattaseglerin
- Yoshioka, Mikiko (* 1964), japanische Skeletonpilotin
- Yoshioka, Minami (* 1992), japanische Volleyballspielerin
- Yoshioka, Naoki (* 2002), japanischer Fußballspieler
- Yoshioka, Satoshi (* 1987), japanischer Fußballspieler
- Yoshioka, Takayoshi (1909–1984), japanischer Sprinter
- Yoshioka, Tokujin (* 1967), japanischer Industrie-, Möbel- und Grafikdesigner
- Yoshioka, Yayoi (1871–1959), japanische Ärztin, Pädagogin und Frauenrechtsaktivistin

###### Yoshit
- Yoshitake, Rio (* 1997), japanischer Fußballspieler
- Yoshitake, Tsuyoshi (* 1981), japanischer Fußballspieler
- Yoshitomi, Aiko (* 1993), japanische Tennisspielerin
- Yoshitomi, Keiko (* 1975), japanische Badmintonspielerin
- Yoshitomo (1869–1935), deutscher Komponist, Chorleiter und Dirigent

###### Yoshiy
- Yoshiya, Nobuko (1896–1973), japanische Schriftstellerin
- Yoshiyuki, Junnosuke (1924–1994), japanischer Schriftsteller
- Yoshiyuki, Kazuko (* 1935), japanische Filmschauspielerin und Synchronsprecherin
- Yoshiyuki, Kōhei (1946–2022), japanischer Mode- und Kunstfotograf
- Yoshiyuki, Mizuko (* 1932), japanische Mammalogin
- Yoshiyuki, Rie (1939–2006), japanische Schriftstellerin

###### Yoshiz
- Yoshizaka, Takamasa (1917–1980), japanischer Architekt
- Yoshizaki, Yūsuke (* 1981), japanischer Fußballspieler
- Yoshizawa, Akira (1911–2005), japanischer Origami-MeisterAkira Yoshizawa (1911–2005)

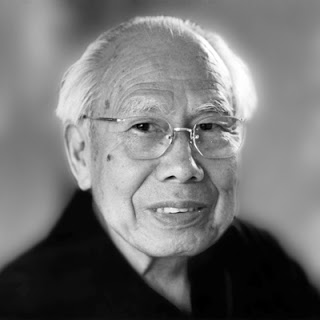
Akira Yoshizawa (1911–2005)

- Yoshizawa, Coco (* 2009), japanische Skateboarderin
- Yoshizawa, Hideo (* 1972), japanischer Fußballspieler
- Yoshizawa, Hiroshi (1931–2013), japanischer Skisportler
- Yoshizawa, Hisashi (* 1978), japanischer Schauspieler
- Yoshizawa, Jumpei (* 1985), japanischer Shorttracker
- Yoshizawa, Kenkichi (1874–1965), japanischer Diplomat
- Yoshizawa, Mika (* 1959), japanische Malerin und Hochschullehrerin
- Yoshizawa, Motoharu (1931–1998), japanischer Jazzbassist
- Yoshizawa, Shu (* 1998), japanischer Fußballspieler
- Yoshizawa, Yūya (* 1986), japanischer Fußballspieler
- Yoshizumi, Kosaburō IV. (1876–1972), japanischer Balladensänger
- Yoshizumi, Wataru (* 1963), japanische Manga-Zeichnerin

#### Yosi
- Yosida, Kōsaku (1909–1990), japanischer Mathematiker
- Yosief, Ambesager (* 1984), eritreischer Fußballspieler
- Yosip Khnanisho (1893–1977), irakischer Geistlicher, Metropolit und Patriarchatsverwalter der autokephalen ostsyrischen Kirche des Ostens

#### Yoso
- Yosozumi, Sakura (* 2002), japanische Skateboarderin und Olympiasiegerin

#### Yoss
- Yossaran Phrawong (* 2000), thailändischer Fußballspieler
- Yossef, Elie (* 1956), israelischer Erzieher und politischer Aktivist

#### Yost
- Yost, Charles Woodruff (1907–1981), US-amerikanischer Diplomat
- Yost, Christopher (* 1973), US-amerikanischer Film-, Fernseh-, Animations- und Comic-Autor
- Yost, David (* 1969), US-amerikanischer SchauspielerDavid Yost (* 1969)

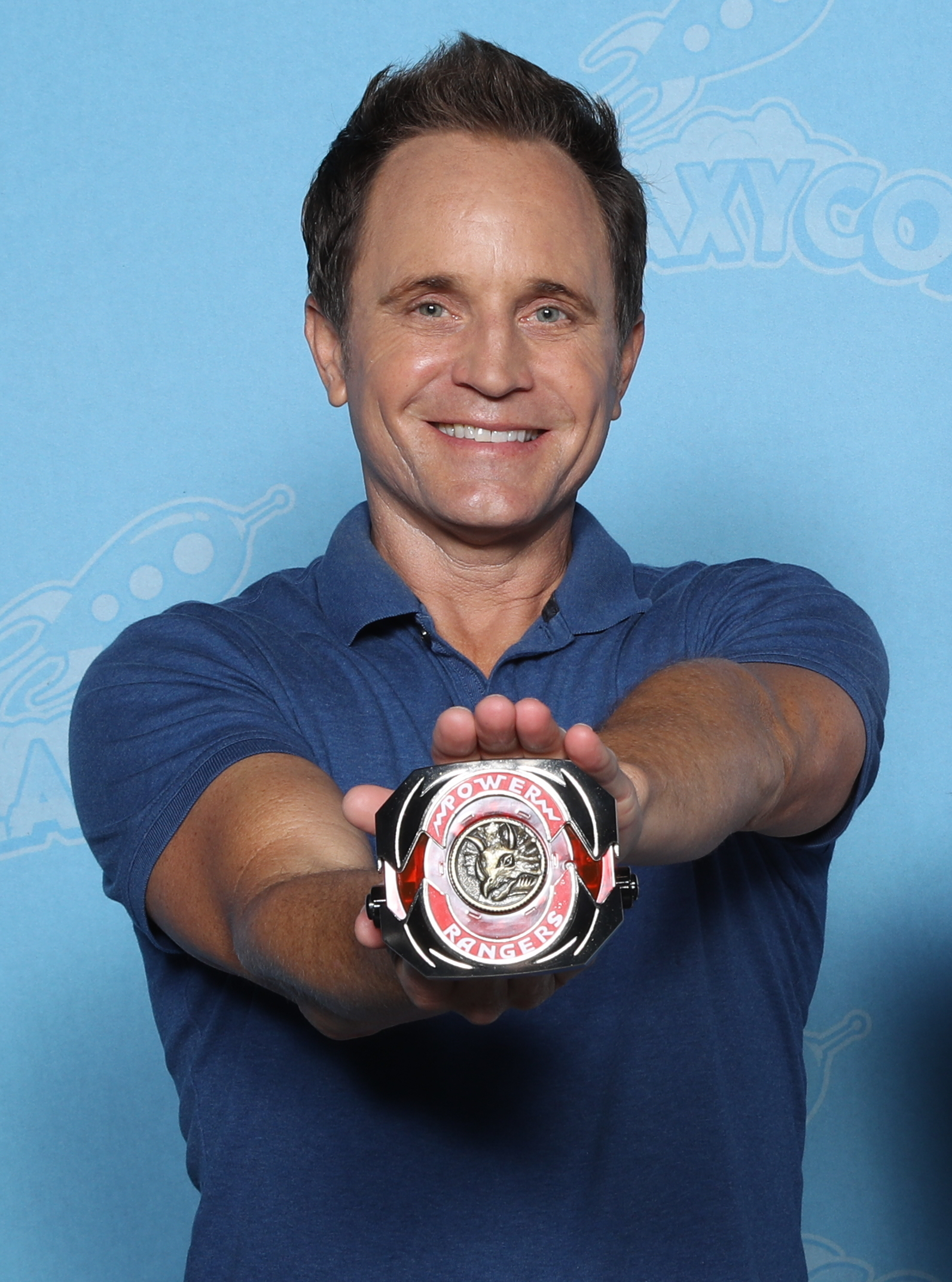
David Yost (* 1969)

- Yost, Dorothy (1899–1967), US-amerikanische Drehbuchautorin
- Yost, Elvy (* 1987), US-amerikanische Schauspielerin
- Yost, Graham (* 1959), kanadischer Drehbuchautor
- Yost, Jacob (1853–1933), US-amerikanischer Politiker
- Yost, Jacob Senewell (1801–1872), US-amerikanischer Politiker
- Yost, Michel (1754–1786), französischer Klarinettenvirtuose und Komponist
- Yost, Tibor (1896–1968), ungarischer Drehbuchautor
- Yostos († 1716), Kaiser von Äthiopien

### Yot
- Yot Chiang Rai, König des Königreichs Lan Na
- Yot Fa († 1548), König des Reiches Ayutthaya
- Yota, Marta (* 1997), bahrainische Leichtathletin äthiopischer Herkunft
- Yothers, Tina (* 1973), US-amerikanische Schauspielerin
- Yotsakon Burapha (* 2005), thailändischer Fußballspieler
- Yotsakorn Natthasit (* 2004), thailändischer Fußballspieler
- Yotsapon Teangdar (* 1992), thailändischer Fußballspieler
- Yotta, Bastian (* 1976), deutscher Unternehmer und Buchautor
- Yotún, Yoshimar (* 1990), peruanischer Fußballspieler

### You
- You († 771 v. Chr.), chinesischer König der Zhou-Dynastie
- You Wenhui (* 1979), chinesische Beachvolleyballspielerin
- You, Cheng (* 1991), chinesischer Sprinter
- You, Do-hee (* 1991), südkoreanische Rennrodlerin
- You, Dominique († 1830), französischer Freibeuter
- You, Dominique (* 1955), französischer Geistlicher, Bischof von Santíssima Conceição do Araguaia
- You, Eun Yee, südkoreanische Opernsängerin (Sopran)
- You, Hao (* 1992), chinesischer Kunstturner
- You, In-tak (* 1958), südkoreanischer Ringer
- You, Ji-yeoun (* 1978), koreanische Pianistin
- You, Jia (* 1987), chinesische Fußballspielerin
- You, Lazarus Heung-sik (* 1951), südkoreanischer Geistlicher, Kurienkardinal der römisch-katholischen KircheLazarus You Heung-sik (* 1951)

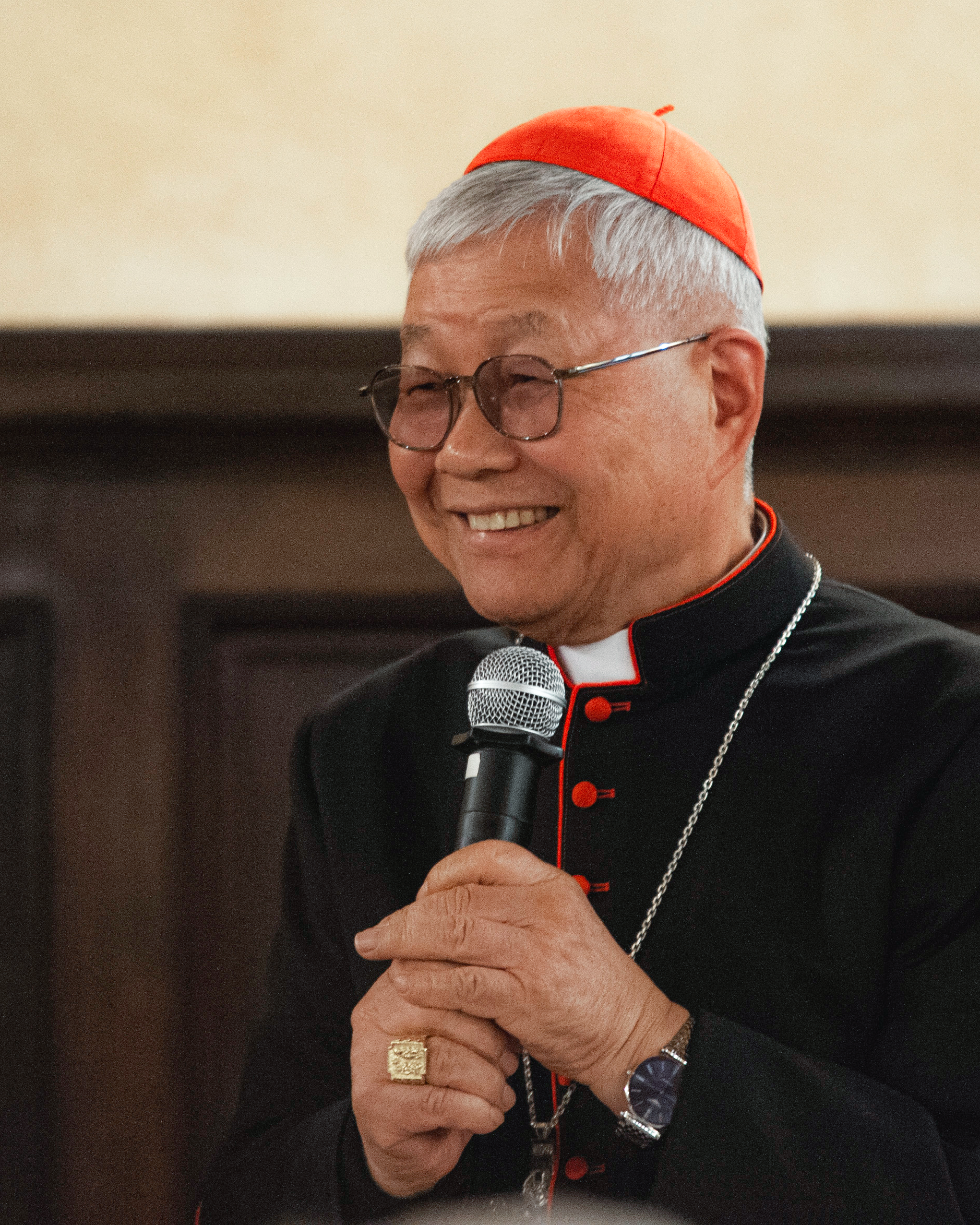
Lazarus You Heung-sik (* 1951)

- You, Mao (1127–1194), chinesischer Dichter
- You, Si-kun (* 1948), taiwanischer Politiker und Premierminister
- You, Xiaodi (* 1996), chinesische Tennisspielerin
- You, Yabby (1946–2010), jamaikanischer Reggae-Sänger und Produzent
- You, Yanuarius Teofilus Matopai (* 1961), indonesischer Geistlicher, römisch-katholischer Bischof von Jayapura
- You, Young (* 2004), südkoreanische Eiskunstläuferin

#### Youa
- Youakim, Eftimios (1886–1972), melkitischer Erzbischof von Zahlé und Furzol im Libanon
- Youakim, Saba (1914–2003), libanesischer Geistlicher, Erzbischof von Petra und Philadelphia
- Youan, Élie (* 1999), französischer Fußballspieler
- Youanga, Henriette (* 1958), zentralafrikanische Bogenschützin

#### Youd
- Youddiph (* 1973), russische Sängerin
- Youde, Edward (1924–1986), britischer Diplomat und Politiker

#### Youf
- Youfang, Emmanuel Dessi (* 1967), kamerunischer Geistlicher und römisch-katholischer Bischof von Bafia
- Youfeigane, Dominique (* 2000), zentralafrikanisch-französischer Fußballtorwart

#### Youg
- Yougbaré, Dieudonné (1917–2011), burkinischer Geistlicher, römisch-katholischer Bischof von Koupéla

#### Youh
- Youha, Yaqoub Mohamed al- (* 1993), kuwaitischer Hürdenläufer

#### Youk
- Youkhana, Sargon (* 1967), deutscher Schriftsteller
- Youkhanna, Donny George (1950–2011), irakischer Prähistorischer Archäologe, Anthropologe, Museumsleiter und Wissenschaftsorganisator
- Youkilis, Kevin (* 1979), US-amerikanischer BaseballspielerKevin Youkilis (* 1979)

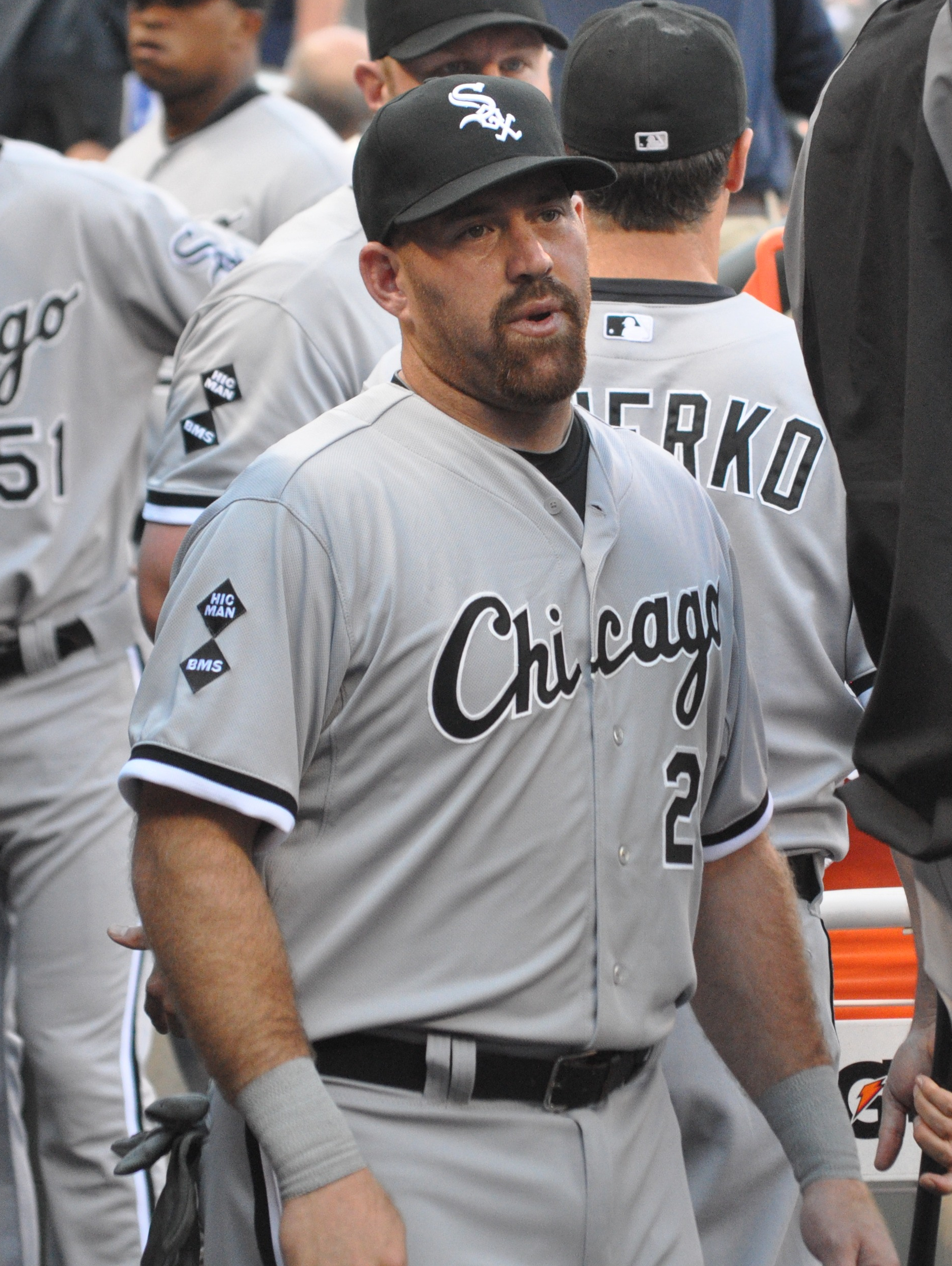
Kevin Youkilis (* 1979)

#### Youl
- Youl, Simon (* 1965), australischer Tennisspieler
- Youla, Benjamin (* 1975), kongolesischer Sprinter
- Youla, Mamady (* 1961), guineischer Politiker
- Youla, Nabi (1918–2014), guineischer Diplomat und Staatssekretär für Information und Tourismus
- Youla, Souleymane (* 1981), guineischer Fußballspieler
- Youle, Richard J. (* 1952), US-amerikanischer Neurobiologe und Molekularbiologe
- Youliang, Chen (1320–1363), Gründer des Rebellenstaates Dahan (大漢) und Herausforderer der Yuan-Dynastie
- Youlo, Alexis Touably (* 1959), ivorischer Bischof von Agboville der römisch-katholischen Kirche
- Youlou, Fulbert (1917–1972), kongolesischer Politiker, Präsident der Republik KongoFulbert Youlou (1917–1972)

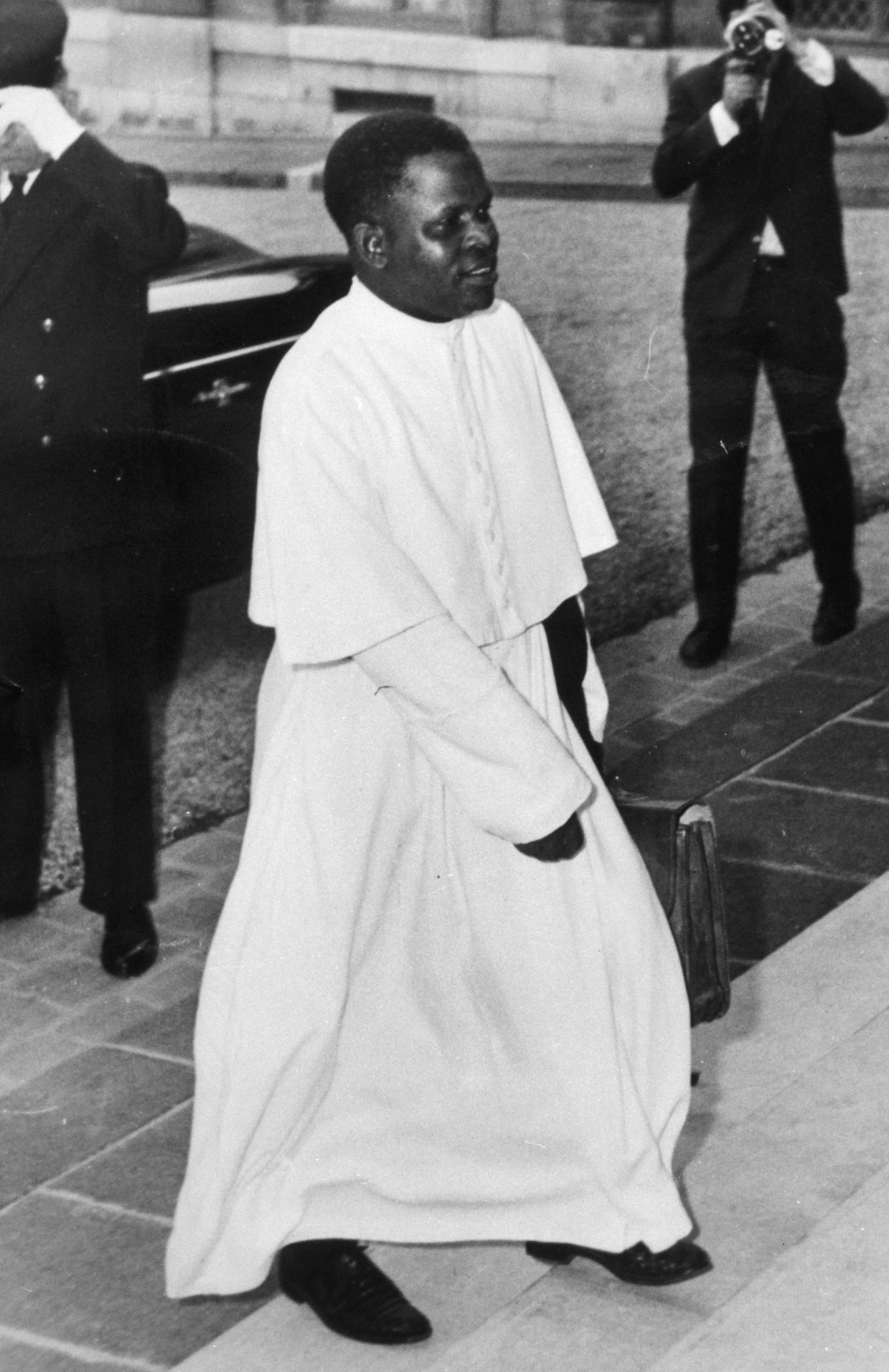
Fulbert Youlou (1917–1972)

#### Youm
- Youm, Jung-hwan (1985–2014), südkoreanischer Radrennfahrer
- Youmans, Edward Livingston (1821–1887), US-amerikanischer Autor und Herausgeber populärwissenschaftlicher Literatur
- Youmans, Henry M. (1832–1920), US-amerikanischer Politiker
- Youmans, Phillip (* 2000), US-amerikanischer Filmschauspieler, Regisseur, Drehbuchautor, Kameramann und Filmeditor
- Youmans, Vincent (1898–1946), US-amerikanischer Komponist und Broadway-Produzent
- Youmbi, Hervé (* 1973), zentralafrikanischer Installations- und Videokünstler

#### Youn
- Youn, In-wan (* 1976), südkoreanischer Manhwazeichner
- Youn, Kwangchul (* 1966), südkoreanischer Opernsänger (Bass)
- Youn, Michaël (* 1973), französischer Schauspieler, Musiker und Komiker
- Youn, Samuel (* 1971), südkoreanischer Opernsänger (Bassbariton)
- Youn, Victorinus Kong-hi (* 1924), südkoreanischer katholischer Geistlicher, Erzbischof von Gwangju

##### Youna
- Younan, Ignatius Joseph III. (* 1944), syrischer Geistlicher, syrisch-katholischer Patriarch
- Younan, Munib (* 1950), palästinensischer evangelisch-lutherischer Geistlicher und Bischof
- Younane, Doris (* 1963), australische Schauspielerin

##### Younc
- Younce, George (1930–2005), US-amerikanischer Country-Sänger, Komponist und Bandleader
- Younce, Len (1917–2000), US-amerikanischer American-Football-Spieler und -Trainer

##### Youne
- Younee, südkoreanische Pianistin, Sängerin und Komponistin
- Younes, Amin (* 1993), deutsch-libanesischer FußballspielerAmin Younes (* 1993)

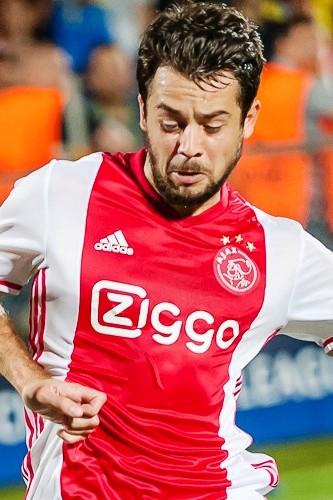
Amin Younes (* 1993)

- Younes, Lincoln (* 1992), australischer Schauspieler
- Younesi, Ali (* 1955), iranischer Geheimdienstminister
- Younessi, Rodin (* 1969), US-amerikanischer Automobilrennfahrer

##### Young

###### Young B
- Young Buck (* 1981), US-amerikanischer Rapper

###### Young D
- Young Deenay (* 1979), deutsche Rapperin und Psychologin
- Young Dirty Bastard, US-amerikanischer Rapper
- Young Dolph (1985–2021), US-amerikanischer Rapper und Musikverleger
- Young Dro (* 1979), US-amerikanischer Rapper

###### Young K
- Young Kira (* 1993), deutscher Hip-Hop-Produzent und Rapper

###### Young M
- Young M.A (* 1992), US-amerikanische Rapperin
- Young MC (* 1967), Rapper

###### Young N
- Young Noble (1978–2025), US-amerikanischer RapperYoung Noble (1978–2025)

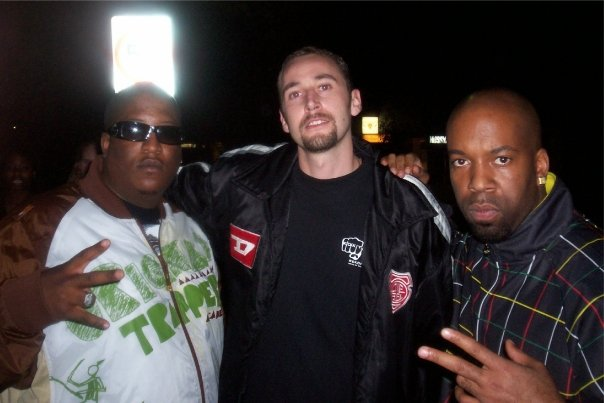
Young Noble (1978–2025)

###### Young S
- Young Suh Lee, Carol (* 2001), papua-neuguineische Tennisspielerin

###### Young, A
- Young, Adam (* 1986), US-amerikanischer Rockmusiker
- Young, Aden (* 1972), australisch-kanadischer Schauspieler
- Young, Alan (1919–2016), kanadisch-britischer Schauspieler
- Young, Albert (1877–1940), US-amerikanischer Boxer im Weltergewicht
- Young, Albert (* 1962), französischer Schriftsteller und Dichter
- Young, Alex (1937–2017), schottischer Fußballspieler
- Young, Alex (* 1994), US-amerikanischer Hammerwerfer
- Young, Alexander (1938–1997), schottischer Musiker
- Young, Alfred (1873–1940), englischer Mathematiker
- Young, Allan Peter (* 1948), britischer Physiker
- Young, Alse († 1647), US-amerikanische Frau, als Hexe hingerichtet
- Young, America (* 1984), US-amerikanische Schauspielerin, Synchronsprecherin, Regisseurin, Stuntfrau und Stuntkoordinatorin
- Young, Anastasia (* 1988), US-amerikanische Rennrodlerin
- Young, Andrea, US-amerikanischer Festkörperphysiker
- Young, Andrew (* 1932), US-amerikanischer Bürgerrechtsaktivist und Politiker (Demokratische Partei)
- Young, Andrew (* 1960), US-amerikanischer Filmregisseur, Kameramann und Produzent
- Young, Andrew (* 1992), britischer Skilangläufer
- Young, Angus (* 1955), australisch-schottischer Musiker (AC/DC)Angus Young (* 1955)

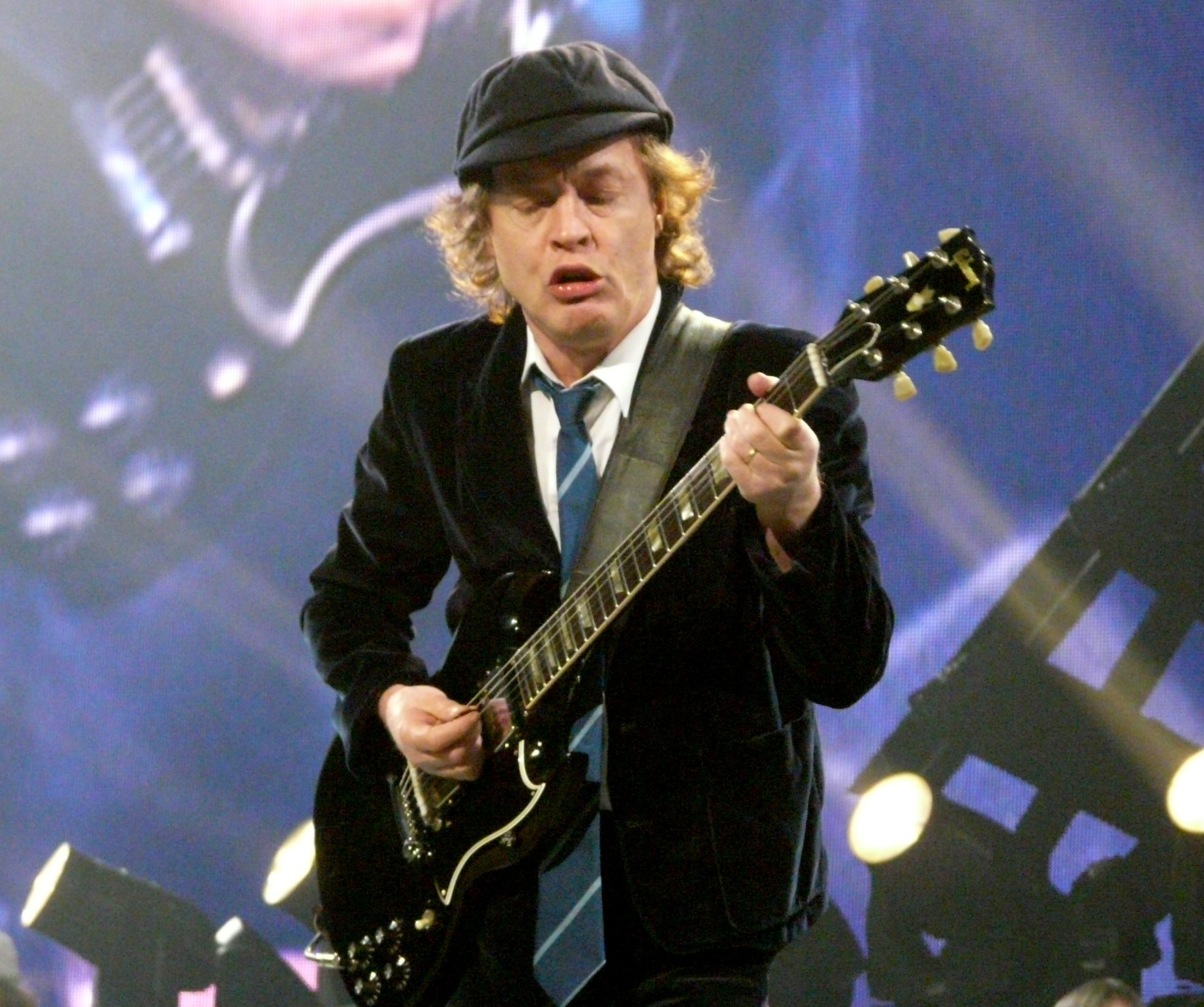
Angus Young (* 1955)

- Young, Anne Sewell (1871–1961), US-amerikanische Astronomin und Hochschullehrerin
- Young, Anthony (1900–1970), US-amerikanischer Radrennfahrer
- Young, Anthony, Baron Young of Norwood Green (* 1942), britischer Politiker (Labour)
- Young, Arthur (1741–1820), englischer Agrarwissenschaftler und Publizist
- Young, Arthur (1904–1965), britischer Jazzmusiker
- Young, Arthur Primrose (1885–1977), britischer Industriemanager und Geheimdiplomat
- Young, Ashley (* 1985), englischer Fußballspieler
- Young, Audrey (1922–2012), US-amerikanische Schauspielerin
- Young, Augustus (1784–1857), US-amerikanischer Politiker
- Young, Augustus (* 1943), irischer Arzt und Schriftsteller
- Young, Austin (* 1890), US-amerikanischer Jazz-Musiker (Kontrabass, auch Posaune)

###### Young, B
- Young, B. J. (1977–2005), US-amerikanischer Eishockeyspieler
- Young, Barbara, Baroness Young of Old Scone (* 1948), britische Politikerin (ehemals Labour Party) und Life Peeress
- Young, Bellamy (* 1970), US-amerikanische Schauspielerin und FilmproduzentinBellamy Young (* 1970)

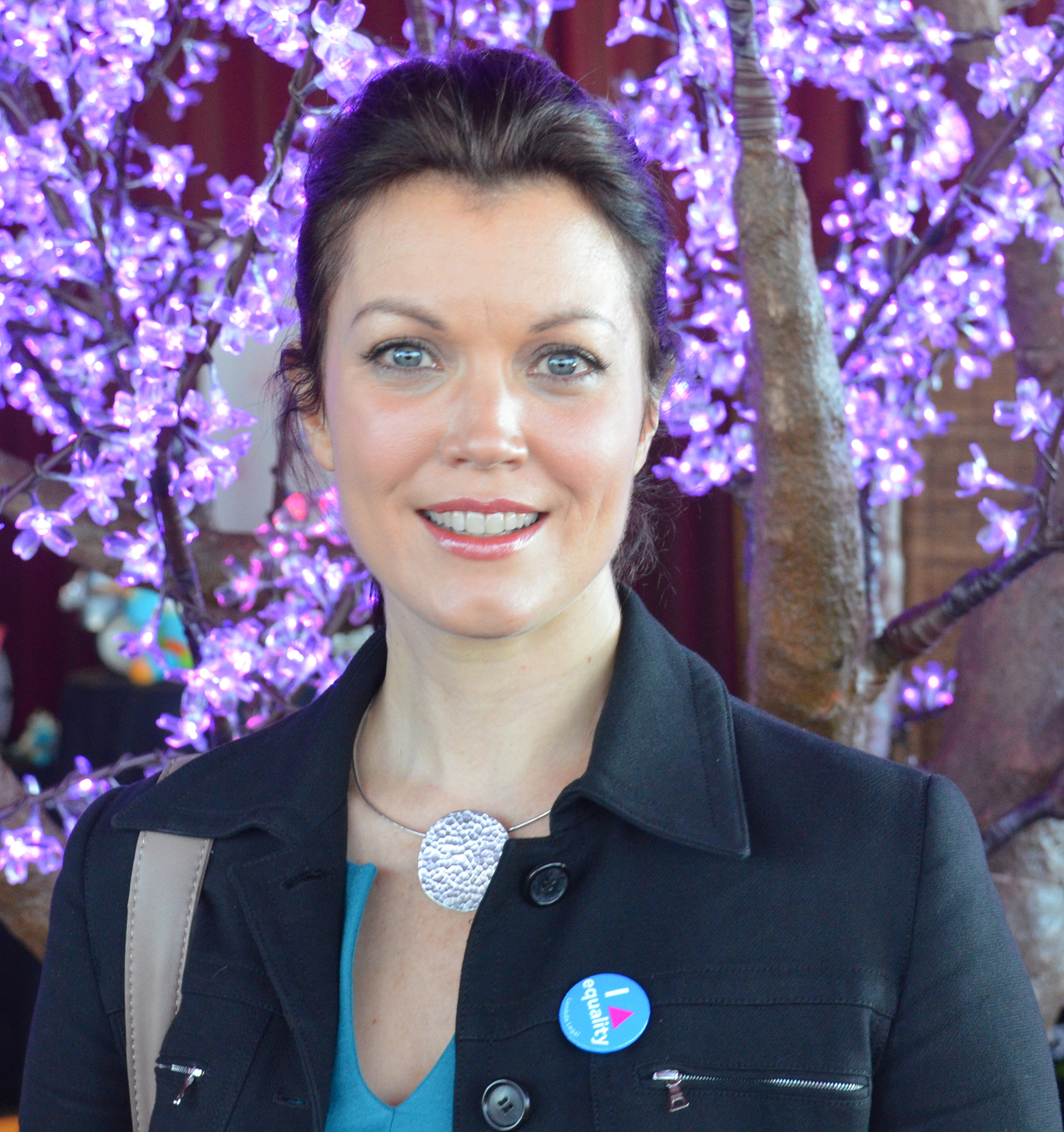
Bellamy Young (* 1970)

- Young, Bernie, US-amerikanischer Jazzmusiker
- Young, Betty (1832–1887), ungarische Dramatikerin und (Bühnen-)Schriftstellerin
- Young, Bill (1930–2013), US-amerikanischer Politiker (Republikaner)
- Young, Bill (* 1950), australischer Schauspieler
- Young, Bob (* 1945), britischer Künstler und Texter/Komponist der Rockgruppe Status Quo
- Young, Bradford (* 1977), US-amerikanischer Kameramann
- Young, Brett (* 1981), US-amerikanischer Countrysänger
- Young, Brian, Filmproduzent
- Young, Brian (* 1958), kanadischer Eishockeyspieler
- Young, Brigham (1801–1877), zweiter Präsident und Prophet der Kirche Jesu Christi der Heiligen der Letzten TageBrigham Young (1801–1877)

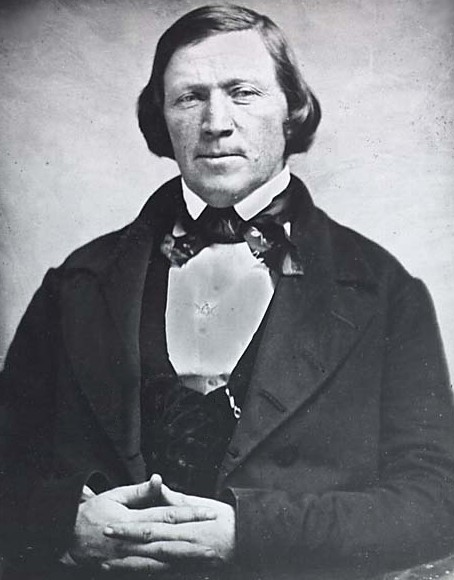
Brigham Young (1801–1877)

- Young, Brigitte (* 1946), US-amerikanische Politologin
- Young, Britney, US-amerikanische Schauspielerin
- Young, Bruce A. (* 1956), US-amerikanischer Schauspieler
- Young, Bryan (* 1986), südkoreanisch-kanadischer Eishockeyspieler
- Young, Bryan Rust (1800–1882), US-amerikanischer Politiker
- Young, Bryce (* 2001), US-amerikanischer American-Football-Spieler
- Young, Buck (1920–2000), US-amerikanischer Schauspieler
- Young, Burt (1940–2023), US-amerikanischer Schauspieler

###### Young, C
- Young, C. C. (1869–1947), US-amerikanischer Politiker, 26. Gouverneur von Kalifornien
- Young, C. J. (* 1968), US-amerikanischer Eishockeyspieler
- Young, Candy (* 1962), US-amerikanische Hürdenläuferin
- Young, Carleton (1905–1994), US-amerikanischer Schauspieler
- Young, Carlson (* 1990), US-amerikanische Schauspielerin und Filmregisseurin
- Young, Cassin (1894–1942), US-amerikanischer Offizier
- Young, Cathy (* 1963), US-amerikanische Journalistin und Autorin
- Young, Cecilia (1712–1789), englische Sopranistin
- Young, Charles (1864–1922), US-amerikanischer Offizier, Militärattaché, erster afroamerikanischer Oberst
- Young, Charles (1935–2012), US-amerikanischer Schauspieler
- Young, Charles Augustus (1834–1908), US-amerikanischer Astronom
- Young, Charokee (* 2000), jamaikanische Sprinterin
- Young, Chase (* 1999), US-amerikanischer American-Football-SpielerChase Young (* 1999)

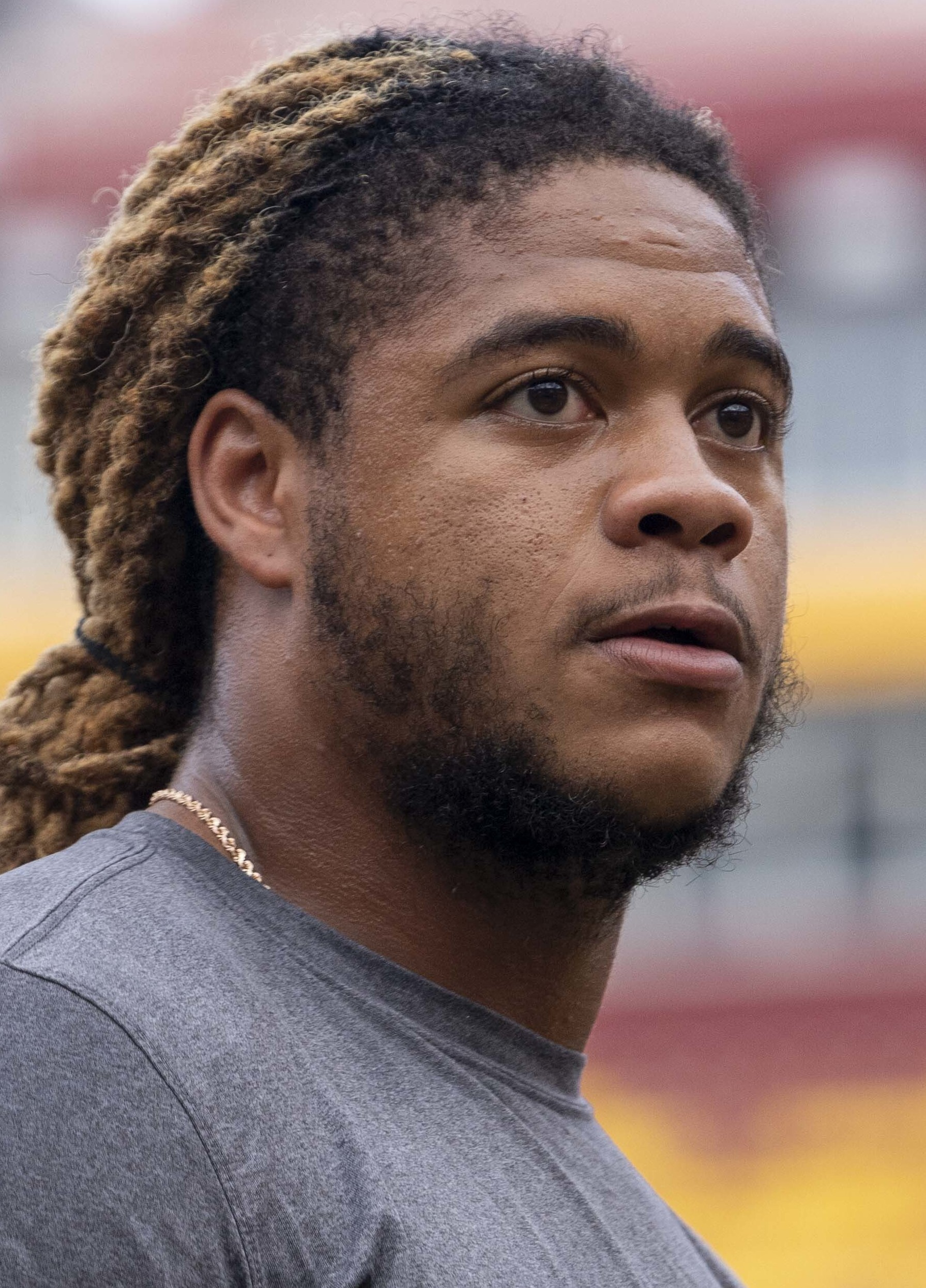
Chase Young (* 1999)

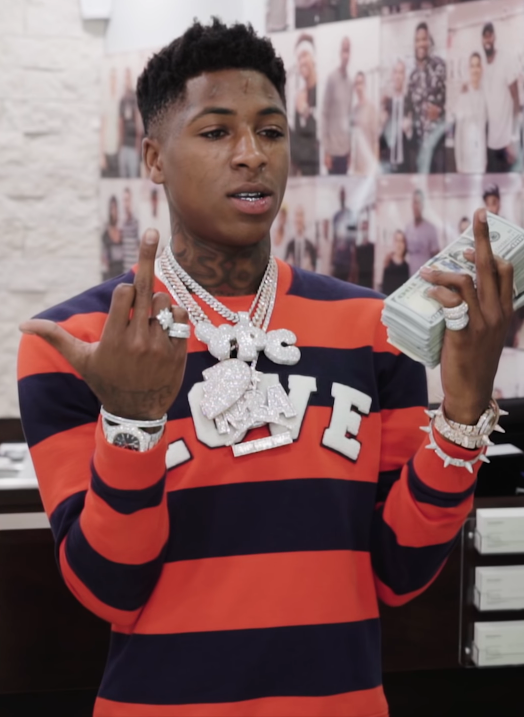
YoungBoy Never Broke Again (* 1999)

- Young, Chic (1901–1973), US-amerikanischer Cartoonist und Comiczeichner
- Young, Chris (* 1971), US-amerikanischer Schauspieler, Filmproduzent und Filmregisseur
- Young, Chris (* 1985), US-amerikanischer Countrysänger
- Young, Christopher (* 1957), US-amerikanischer Komponist
- Young, Clarence Clifton (1922–2016), US-amerikanischer Jurist und Politiker
- Young, Claude, US-amerikanischer Techno-DJ und Technoproduzent
- Young, Clayton (* 1969), deutsch-kanadischer Eishockeyspieler
- Young, Cliff (1922–2003), australischer Landwirt und Leichtathlet
- Young, Cole (* 2002), US-amerikanischer Volleyballspieler
- Young, Colville (* 1932), belizischer Politiker und Generalgouverneur von Belize
- Young, Connie (* 1969), US-amerikanische Schauspielerin
- Young, Craig (* 1990), irischer Cricketspieler
- Young, Crawford, amerikanischer Lautenist und Musikwissenschaftler mit Wohnsitz in Basel
- Young, Cy (1867–1955), US-amerikanischer Baseballspieler und -trainer
- Young, Cy (1928–2017), US-amerikanischer Speerwerfer

###### Young, D
- Young, Dai (* 1967), walisischer Rugby-Union-Spieler
- Young, Damian (* 1961), US-amerikanischer SchauspielerDamian Young (* 1961)

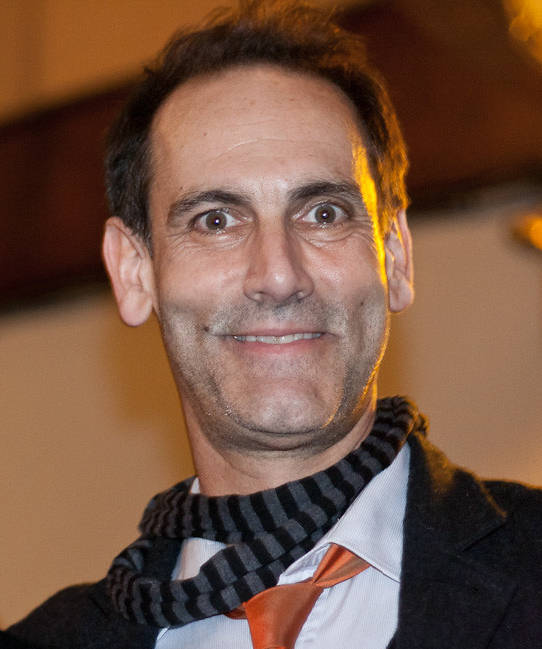
Damian Young (* 1961)

- Young, Daphne (1915–1993), englische Badmintonspielerin
- Young, Darin (* 1973), US-amerikanischer Dartspieler
- Young, Darius (1938–2021), US-amerikanischer Sportschütze
- Young, Dave (* 1940), kanadischer Kontrabassist
- Young, David (1907–1988), US-amerikanischer Schwimmer
- Young, David (1931–2008), britischer Theologe und Bischof von Ripon
- Young, David (1933–2009), US-amerikanischer Jazzmusiker
- Young, David (* 1946), kanadischer Schriftsteller
- Young, David (* 1968), US-amerikanischer Politiker
- Young, David Allan (1915–1991), US-amerikanischer Entomologe
- Young, David, Baron Young of Graffham (1932–2022), britischer Geschäftsmann und Politiker (Conservative Party)
- Young, Dean (* 2002), schottischer Snookerspieler
- Young, Dennis (1938–2008), papua-neuguineischer Politiker
- Young, Dey (* 1955), US-amerikanische Filmschauspielerin
- Young, Dick, US-amerikanischer Dokumentar- und Werbefilmer
- Young, Don (1933–2022), amerikanischer Politiker
- Young, Donald (* 1989), US-amerikanischer Tennisspieler
- Young, Donald Ramsey (1898–1977), US-amerikanischer Soziologe
- Young, Donnell (1888–1989), US-amerikanischer Sprinter
- Young, Douglas (* 1950), australischer römisch-katholischer Ordensgeistlicher, emeritierter Erzbischof von Mount Hagen

###### Young, E
- Young, Earl (* 1941), US-amerikanischer Sprinter und Olympiasieger
- Young, Ebenezer (1783–1851), US-amerikanischer Politiker
- Young, Eduard von (1815–1886), preußischer Landrat
- Young, Edward († 1800), britischer Seefahrer, Meuterer
- Young, Edward (1683–1765), englischer Dichter
- Young, Edward (1823–1882), österreichischer Maler und Zeichner
- Young, Edward (1831–1896), britischer Afrikaforscher
- Young, Edward Lunn (1920–2017), US-amerikanischer Politiker
- Young, Edward, Baron Young of Old Windsor (* 1966), Privatsekretär von Elizabeth II. und Charles III.
- Young, Edwin (1947–2006), US-amerikanischer Wasserspringer
- Young, Eldee (1936–2007), US-amerikanischer R&B- und Jazzmusiker
- Young, Ella (1867–1956), irische Autorin, Theosophin und Freiheitskämpferin
- Young, Ella Flagg (1845–1918), US-amerikanische Schulverwaltungsreformerin, erste Frau in der Position eines Superintendenten
- Young, Emily (* 1951), britische Bildhauerin und Malerin
- Young, Emily Mae (* 1990), US-amerikanische Schauspielerin
- Young, Eric (* 1979), kanadischer WrestlerEric Young (* 1979)

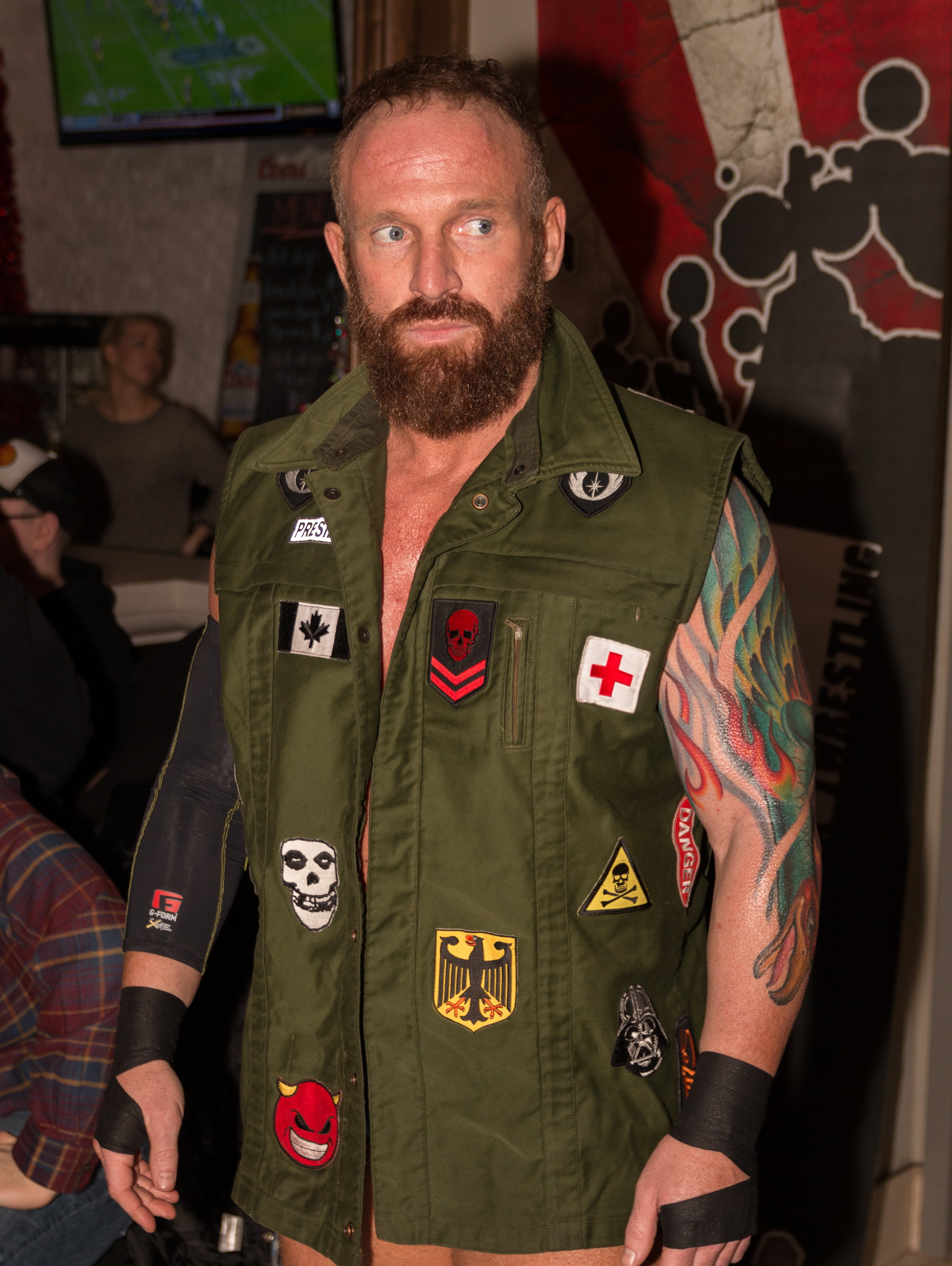
Eric Young (* 1979)

- Young, Eric (* 1989), US-amerikanischer Radrennfahrer
- Young, Ernie (1892–1962), englischer Fußballspieler
- Young, Eugene S., US-amerikanischer Diplomat

###### Young, F
- Young, Faron (1932–1996), US-amerikanischer Country-Sänger
- Young, Francis (1884–1954), britischer Schriftsteller und Komponist
- Young, Frank (* 1940), US-amerikanischer Bildhauer
- Young, Freddie (1902–1998), britischer Kameramann und Filmregisseur

###### Young, G
- Young, G. Gordon (1908–1963), britischer Journalist und Sachbuchautor
- Young, Gabby (* 1984), britische Sängerin, Songwriterin und Bandleaderin
- Young, Geoffrey Winthrop (1876–1958), englischer Alpinist, Schriftsteller und Pädagoge
- Young, George, britischer Mediziner
- Young, George († 1803), britischer Chirurg und Begründer des Botanischen Gartens von St. Vincent und den Grenadinen
- Young, George (1777–1848), britischer Geistlicher, Lokalhistoriker und Geologe
- Young, George (1937–2022), US-amerikanischer Leichtathlet
- Young, George (* 1941), britischer Politiker (Conservative Party), Mitglied des House of Commons
- Young, George (1946–2017), australischer Rockmusiker und MusikproduzentGeorge Young (1946–2017)

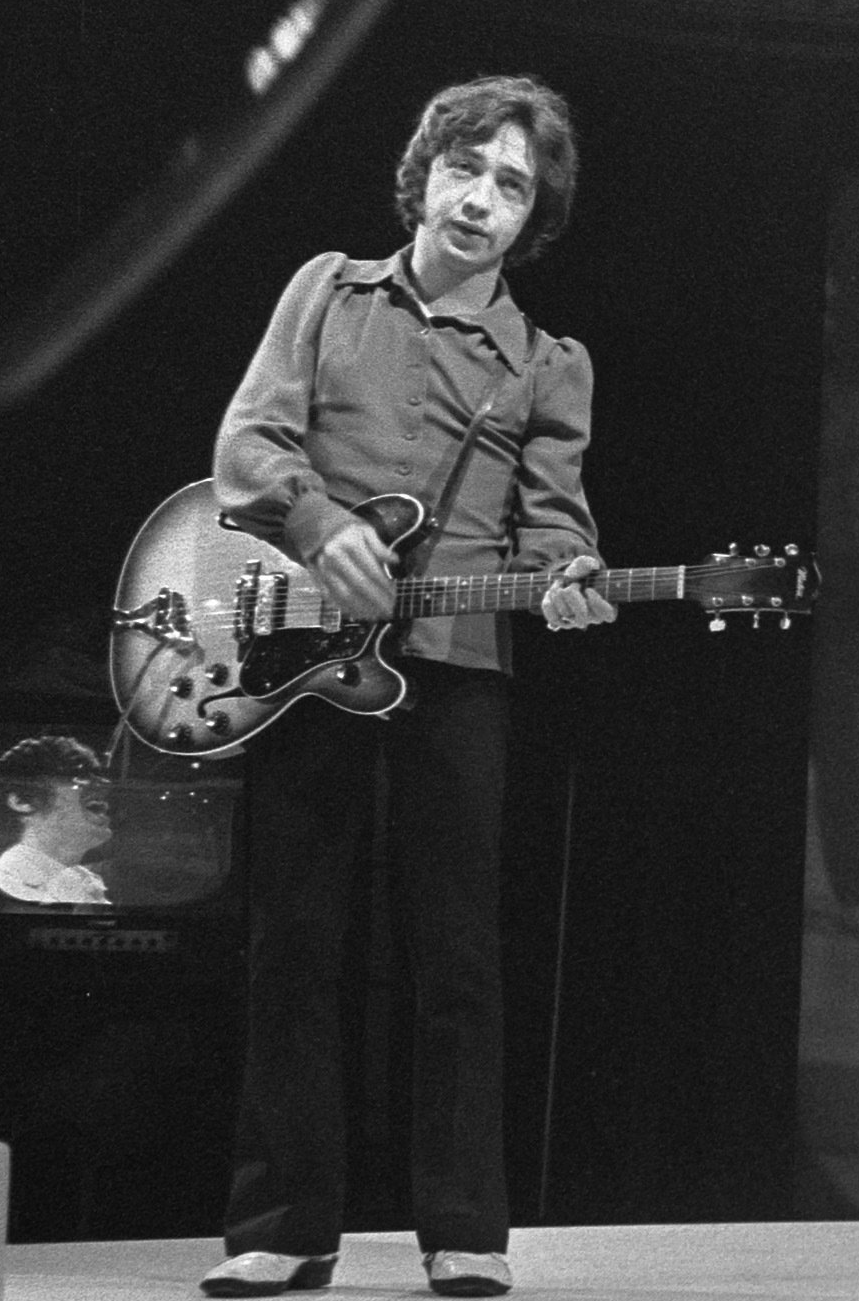
George Young (1946–2017)

- Young, George Alexander (1876–1957), britisch-amerikanischer Psychiater und Psychoanalytiker
- Young, George Douglas (1910–1980), US-amerikanischer presbyterianischer Pfarrer, Theologe und Hochschullehrer
- Young, George M. (1870–1932), kanadisch-amerikanischer Politiker
- Young, Georgiana (1924–2007), US-amerikanische Filmschauspielerin
- Young, Gig (1913–1978), US-amerikanischer Schauspieler
- Young, Grace Chisholm (1868–1944), englische Mathematikerin
- Young, Graham (* 1945), britischer Geher
- Young, Guilford Clyde (1916–1988), australischer römisch-katholischer Geistlicher und Erzbischof von Hobart

###### Young, H
- Young, H. Casey (1828–1899), US-amerikanischer Politiker
- Young, H. Olin (1850–1917), US-amerikanischer Politiker
- Young, Harold (1897–1972), US-amerikanischer Filmregisseur, Filmeditor, Theater- und Filmschauspieler
- Young, Harrison (1930–2005), US-amerikanischer Film- und Fernseh-Schauspieler
- Young, Henry (1803–1870), Gouverneur von South Australia und Tasmanien
- Young, Herman F., vincentischer Politiker
- Young, Hilton, 1. Baron Kennet (1879–1960), britischer Politiker, Unterhausabgeordneter und Peer
- Young, Hugh (1870–1945), US-amerikanischer Urologe und Chirurg

###### Young, I
- Young, Ian (1911–2003), britischer Sprinter
- Young, Ian (1943–2019), schottischer Fußballspieler
- Young, Iris Marion (1949–2006), US-amerikanische Politologin und HochschullehrerinIris Marion Young (1949–2006)

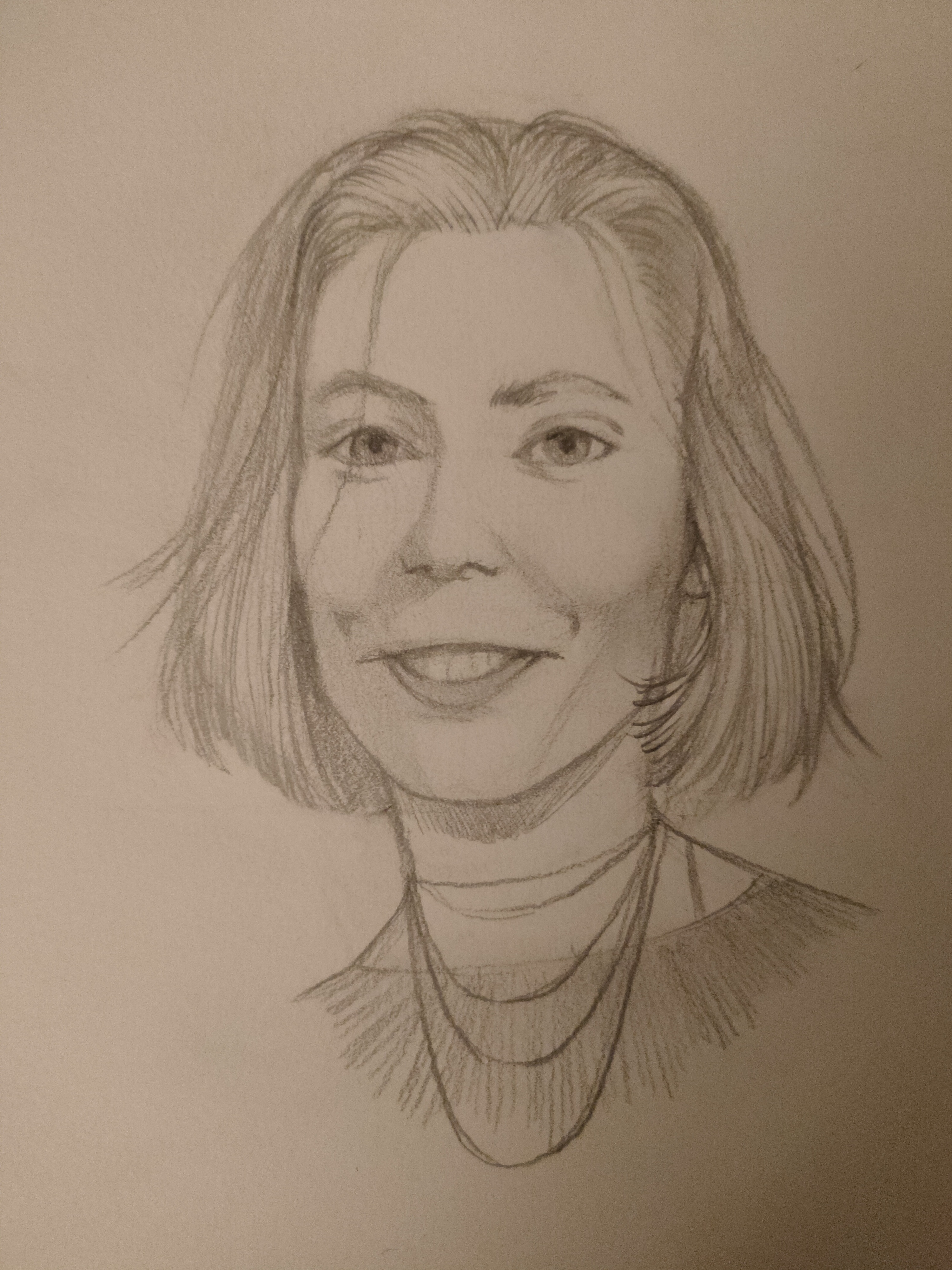
Iris Marion Young (1949–2006)

- Young, Irma (1912–1993), US-amerikanische Jazzmusikerin (Saxophon, Tanz, Gesang)
- Young, Isaac D. (1849–1927), US-amerikanischer Politiker
- Young, Isaiah (* 1998), US-amerikanischer Fußballspieler
- Young, Izzy (1928–2019), US-amerikanisch-schwedischer Musikmanager

###### Young, J
- Young, J. Smith (1834–1916), US-amerikanischer Politiker
- Young, Jack (* 1954), US-amerikanischer Politiker (Demokratische Partei)
- Young, Jackie (* 1997), US-amerikanische Basketballspielerin
- Young, Jackson (* 2001), kanadischer Volleyballspieler
- Young, Jacob (* 1970), norwegischer Jazzmusiker
- Young, James (1800–1878), US-amerikanischer Politiker
- Young, James (1811–1883), schottischer Chemiker und Unternehmer
- Young, James (1866–1942), US-amerikanischer Politiker
- Young, James (1872–1948), US-amerikanischer Filmregisseur, Schauspieler und Drehbuchautor
- Young, James, US-amerikanischer Politiker
- Young, James (* 1995), US-amerikanischer Basketballspieler
- Young, James E. (* 1951), US-amerikanischer Sprachwissenschaftler und Judaist
- Young, James R. (1847–1924), US-amerikanischer Politiker
- Young, Janet Young, Baroness (1926–2002), britische Politikerin (Conservative Party)
- Young, Jason (* 1972), deutsch-kanadischer Eishockeyspieler
- Young, Jason (* 1991), jamaikanischer Sprinter
- Young, Jaymes (* 1991), US-amerikanischer Singer-SongwriterJaymes Young (* 1991)

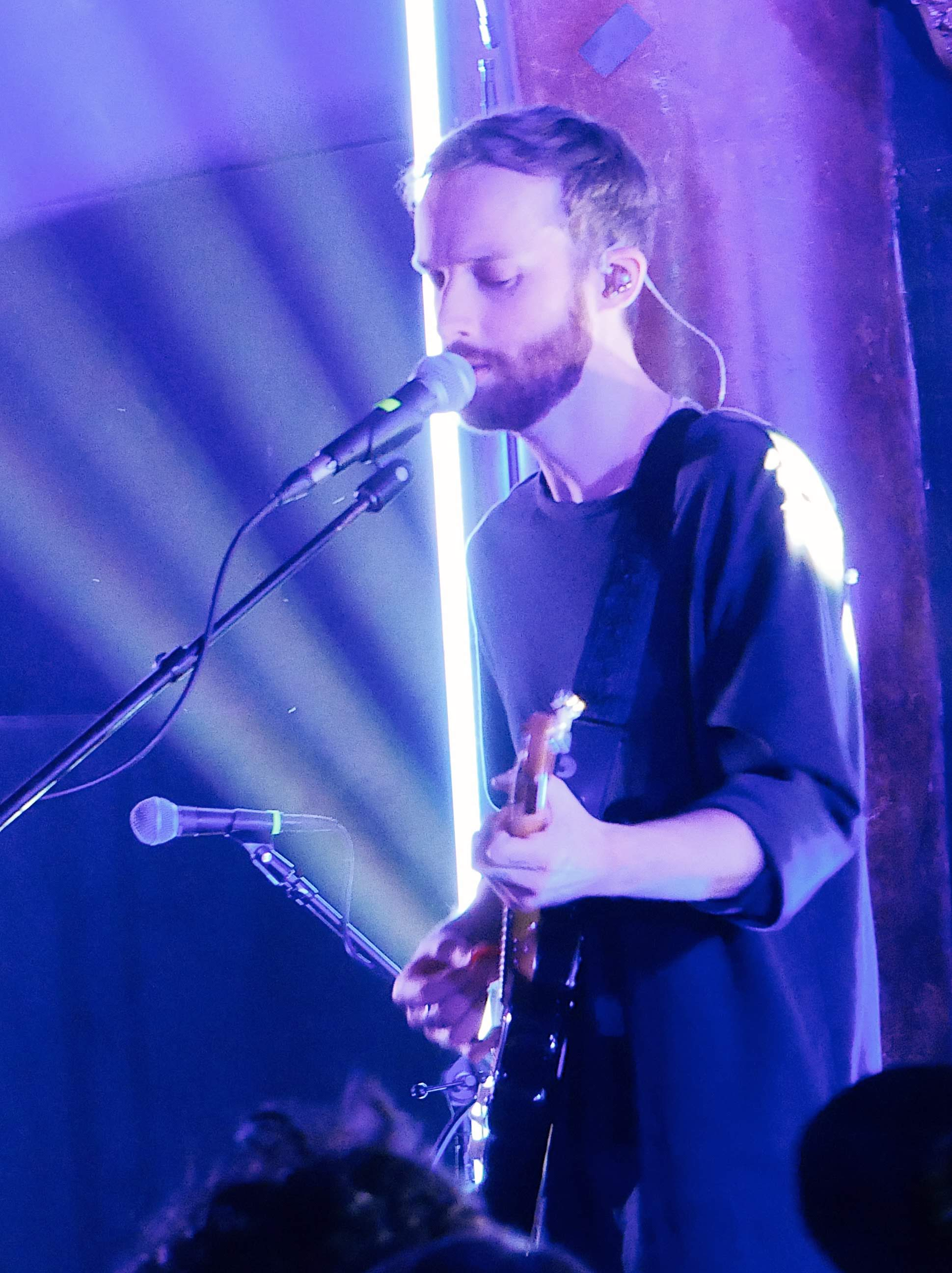
Jaymes Young (* 1991)

- Young, Jeffrey E. (* 1950), US-amerikanischer Psychologe und Psychotherapeut
- Young, Jerome (* 1976), US-amerikanischer Leichtathlet
- Young, Jimmy (1921–2016), britischer Sänger, Discjockey und Hörfunkmoderator
- Young, Jimmy (1948–2005), US-amerikanischer Boxer
- Young, Jocelin Winthrop (1919–2012), britischer Pädagoge, Internatsleiter und Offizier der Royal Navy
- Young, Jock (1942–2013), britischer Soziologe und Kriminologe
- Young, Joe (1889–1939), US-amerikanischer Liedtexter
- Young, John, britischer Politiker (Jersey)
- Young, John (1802–1852), US-amerikanischer Politiker
- Young, John (1835–1902), schottischer Arzt und Paläontologe
- Young, John (1916–1996), schottischer Schauspieler
- Young, John (1930–2011), schottischer Politiker
- Young, John (* 1956), chinesisch-australischer Künstler
- Young, John Andrew (1916–2002), US-amerikanischer Politiker
- Young, John Duncan (1823–1910), US-amerikanischer Politiker
- Young, John Lloyd (* 1975), US-amerikanischer Schauspieler und Sänger
- Young, John Merritt (1922–2008), US-amerikanischer Jazzmusiker
- Young, John Paul (* 1950), australischer PopsängerJohn Paul Young (* 1950)

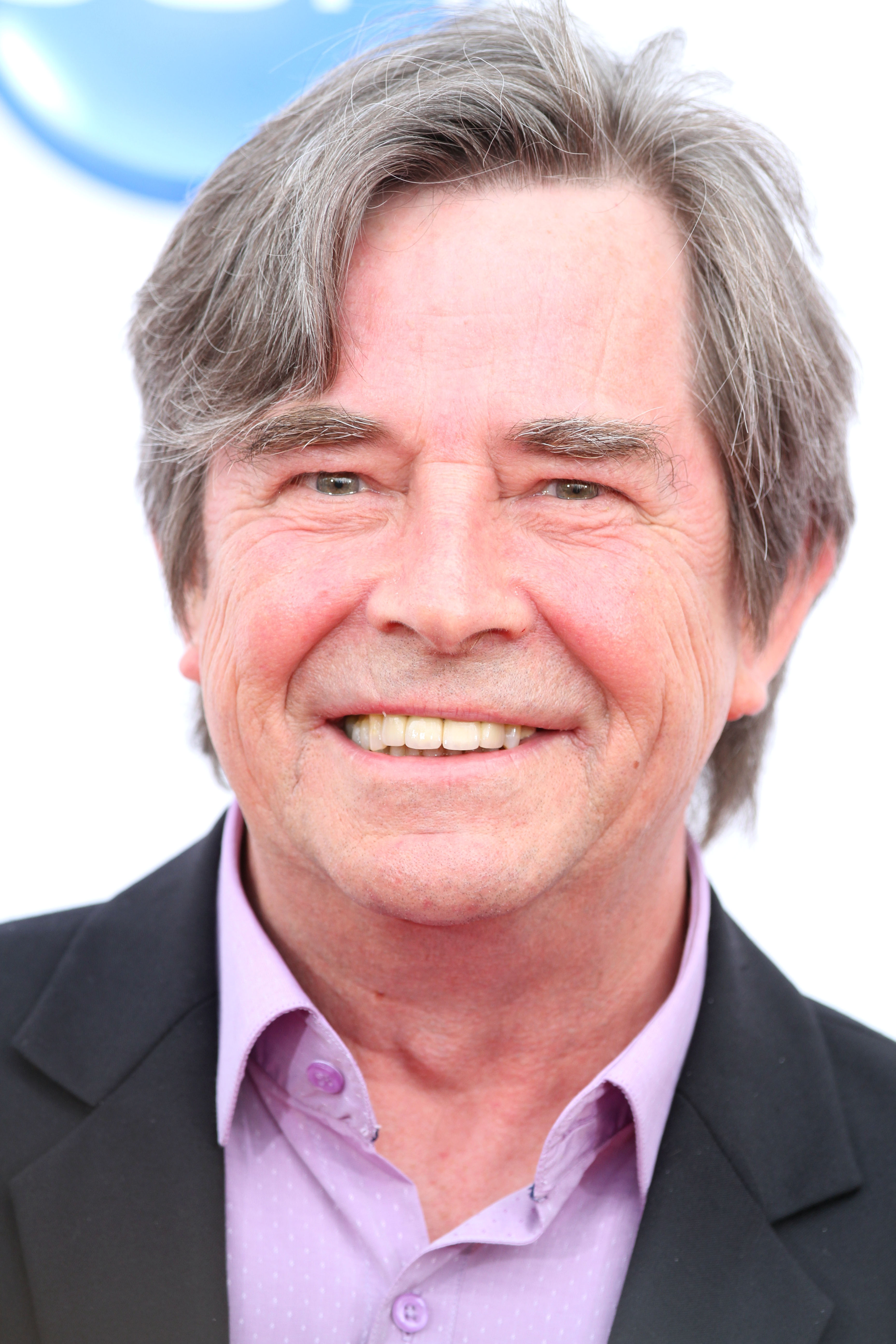
John Paul Young (* 1950)

- Young, John Russell (1840–1899), US-amerikanischer Journalist, Schriftsteller und Diplomat
- Young, John Russell (1882–1967), US-amerikanischer Politiker
- Young, John Watts (1930–2018), US-amerikanischer AstronautJohn Watts Young (1930–2018)

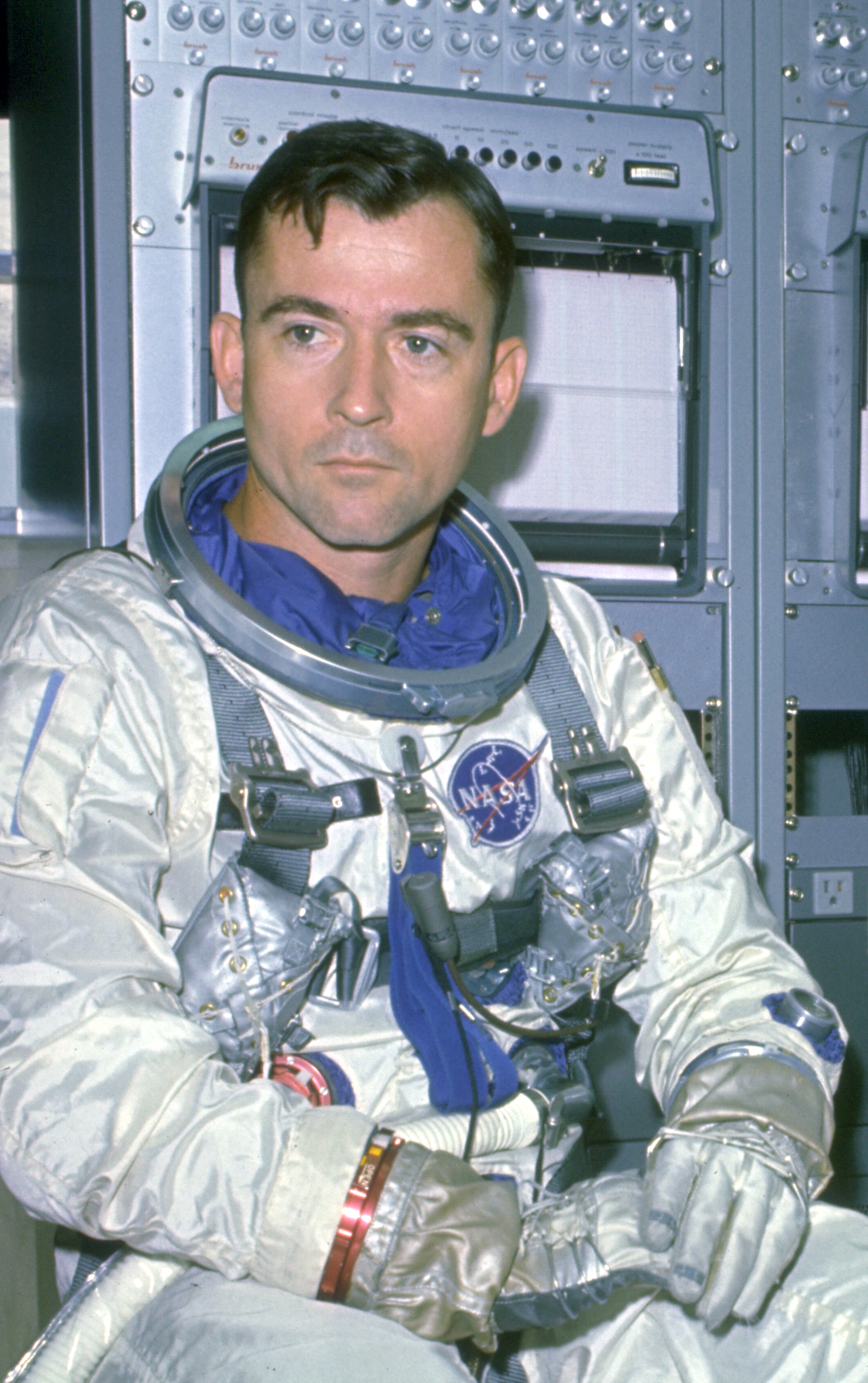
John Watts Young (1930–2018)

- Young, John Wesley (1879–1932), US-amerikanischer Mathematiker
- Young, John Zachary (1907–1997), britischer Zoologe, Anatom und Neurobiologe
- Young, John, 1. Baron Lisgar (1807–1876), britischer Kolonialbeamter und Politiker, Mitglied des House of Commons, Generalgouverneur von Kanada
- Young, Johnny (* 1947), australischer Sänger und Moderator mit niederländischen Wurzeln
- Young, Jonathon (* 1973), kanadischer Schauspieler
- Young, Josh (* 1988), US-amerikanischer Basketballspieler
- Young, Joshua Maria (1808–1866), US-amerikanischer römisch-katholischer Geistlicher
- Young, Juan Lucas (* 1963), argentinischer Architekt

###### Young, K
- Young, Karen (* 1946), britische Folk-Sängerin
- Young, Karen (1951–1991), US-amerikanische Disco-Sängerin und Pianistin
- Young, Karen (* 1951), kanadische Sängerin und Songwriterin
- Young, Karen (* 1958), US-amerikanische Schauspielerin
- Young, Karl (1879–1943), US-amerikanischer Theaterwissenschaftler, Mediävist und Universitätsprofessor
- Young, Katherine (* 1980), US-amerikanische Improvisationsmusikerin und Komponistin
- Young, Kathy (* 1945), US-amerikanische Popsängerin
- Young, Keone (* 1947), US-amerikanischer Schauspieler und Synchronsprecher
- Young, Kevin (* 1966), US-amerikanischer Leichtathlet
- Young, Kimball (1893–1972), US-amerikanischer Sozialpsychologe und Soziologe
- Young, Kit (* 1994), britischer SchauspielerKit Young (* 1994)

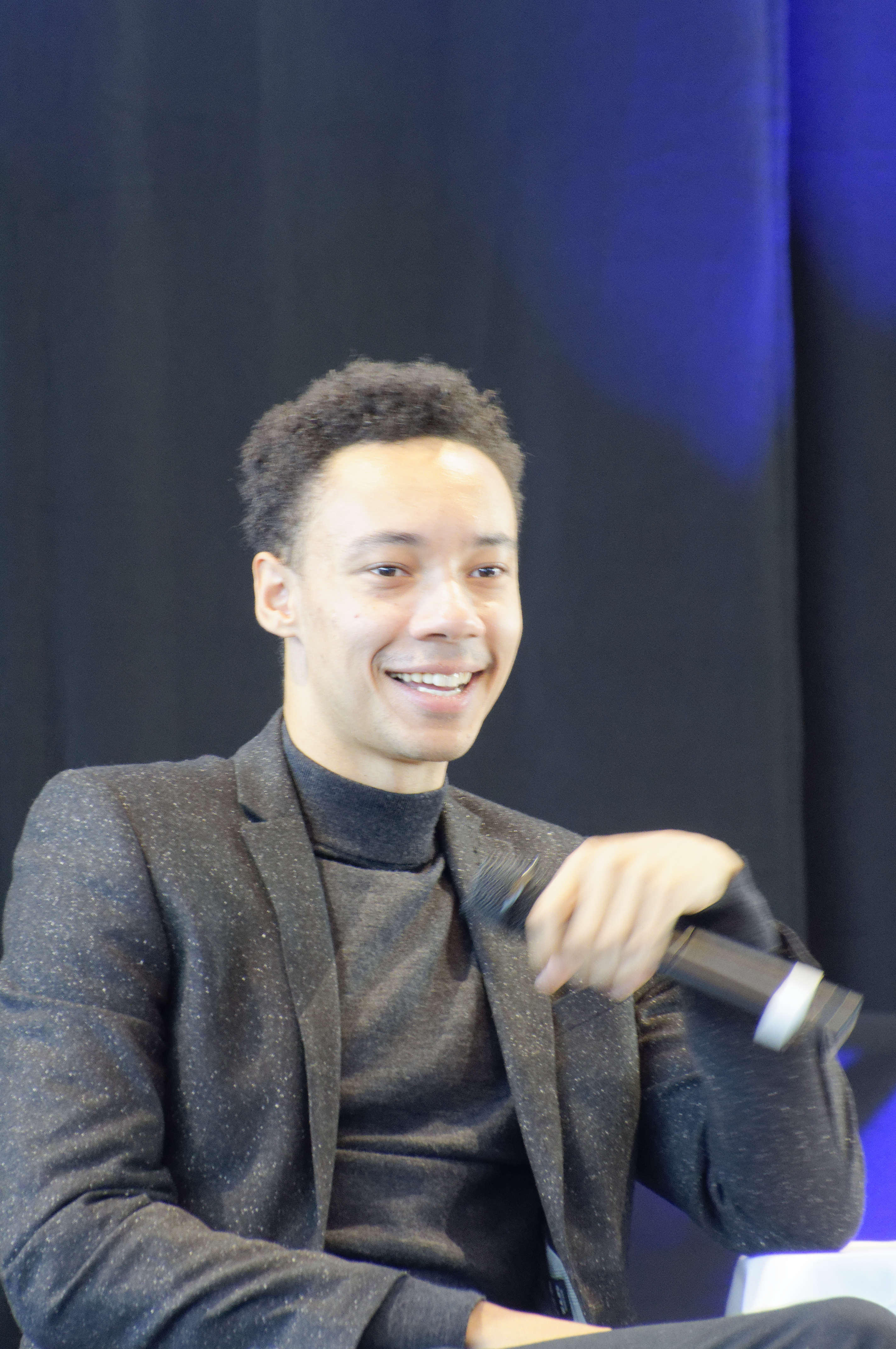
Kit Young (* 1994)

- Young, Kristeen (* 1975), US-amerikanische Sängerin

###### Young, L
- Young, La Monte (* 1935), US-amerikanischer Musiker
- Young, Lafayette (1848–1926), US-amerikanischer Politiker
- Young, Lai-Sang (* 1952), US-amerikanische Mathematikerin
- Young, Larry (1940–1978), US-amerikanischer Jazzmusiker (Organist, Komponist)
- Young, Larry (* 1943), US-amerikanischer Geher
- Young, Leanne Khol, kanadische Schauspielerin
- Young, Lee (1914–2008), US-amerikanischer Jazzschlagzeuger und Musikproduzent
- Young, Lee Thompson (1984–2013), US-amerikanischer Schauspieler
- Young, Leo C. (1891–1981), US-amerikanischer Radio-Pionier und Mitarbeiter des United States Naval Research Laboratory
- Young, Lester (1909–1959), US-amerikanischer Tenorsaxophonist und Klarinettist
- Young, Liam de (* 1981), australischer Hockeyspieler
- Young, Lola (* 2001), britische Singer-SongwriterinLola Young (* 2001)

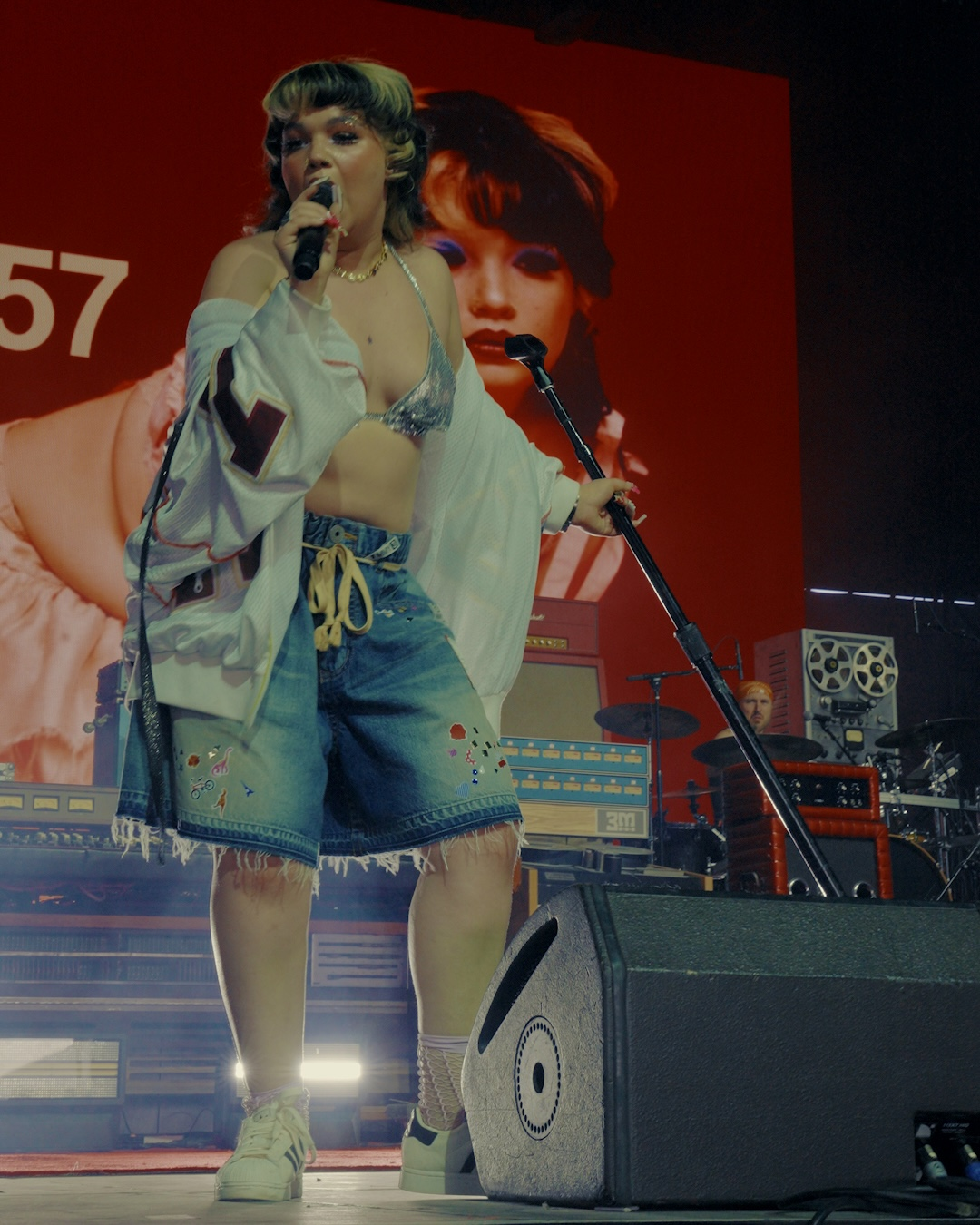
Lola Young (* 2001)

- Young, Lola, Baroness Young of Hornsey (* 1951), britische Künstlerin, Autorin und Life Peeress
- Young, Loretta (1913–2000), US-amerikanische Schauspielerin
- Young, Louisa (* 1960), britische Schriftstellerin
- Young, Louise (* 1960), US-amerikanische Historikerin und Japanologin
- Young, Luke (* 1979), englischer Fußballspieler
- Young, Lyman (1893–1984), US-amerikanischer Cartoonist und Comiczeichner

###### Young, M
- Young, Madison (* 1980), US-amerikanische Pornodarstellerin und Regisseurin
- Young, Mae (1923–2014), US-amerikanische Wrestlerin
- Young, Malcolm (1953–2017), australischer Musiker (AC/DC)
- Young, Mark Aitchison (1886–1974), britischer Kolonialbeamter
- Young, Mary Helen (1883–1945), schottische Krankenpflegerin und Widerstandskämpferin im Zweiten Weltkrieg
- Young, Maurus (* 1933), französischer Schriftsteller und Dichter
- Young, Megan (* 1990), philippinisches Model und Miss World
- Young, Melissa (* 1967), US-amerikanische Schauspielerin
- Young, Michael (* 1961), US-amerikanischer Basketballspieler
- Young, Michael Dunlop (1915–2002), britischer Soziologe und Politiker
- Young, Michael W. (* 1949), US-amerikanischer Chronobiologe und Professor an der Rockefeller University
- Young, Mighty Joe (1927–1999), US-amerikanischer Blues-Gitarrist, Sänger und Songschreiber
- Young, Milton (1897–1983), US-amerikanischer Politiker

###### Young, N
- Young, Nedrick (1914–1968), US-amerikanischer Filmschauspieler und Drehbuchautor
- Young, Neil (1944–2011), englischer Fußballspieler
- Young, Neil (* 1945), kanadisch-US-amerikanischer MusikerNeil Young (* 1945)

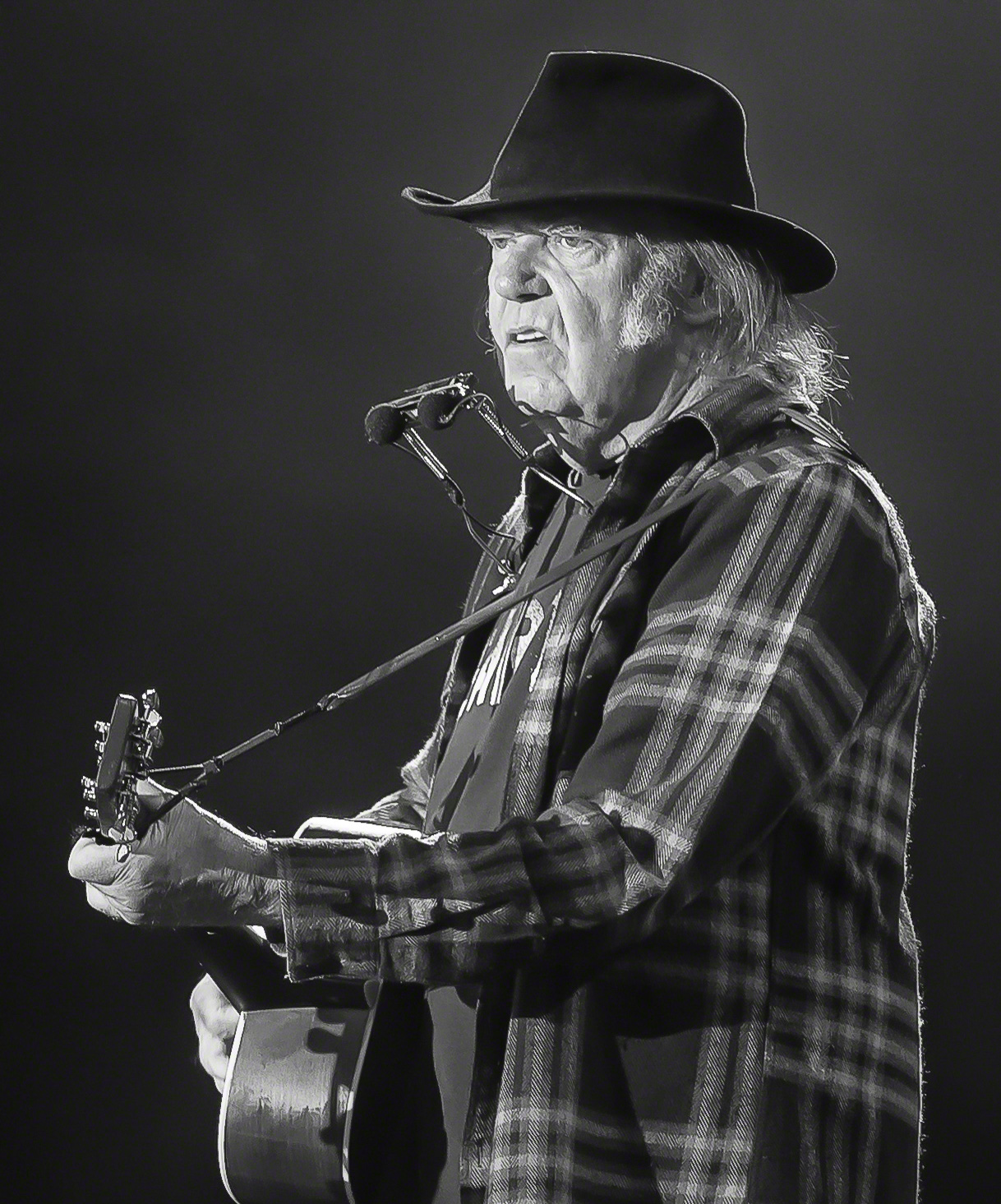
Neil Young (* 1945)

- Young, Neil (* 1973), englischer Fußballspieler und -trainer
- Young, Nick (* 1985), US-amerikanischer Basketballspieler
- Young, Nico (* 2002), US-amerikanischer Langstreckenläufer
- Young, Nigel (* 1938), britisch-US-amerikanischer Politologe und Friedensaktivist
- Young, Noah (1887–1958), US-amerikanischer Schauspieler

###### Young, O
- Young, Odessa (* 1998), australische Filmschauspielerin
- Young, Otis (1932–2001), US-amerikanischer Schauspieler und Friedensaktivist
- Young, Owen D. (1874–1962), US-amerikanischer Geschäftsmann und Diplomat

###### Young, P
- Young, P. C., US-amerikanischer Filmtechniker
- Young, Pamela, neuseeländische Biologin
- Young, Parker (* 1988), US-amerikanischer Schauspieler
- Young, Patricia (* 1954), kanadische Schriftstellerin und Dichterin
- Young, Patrick (1584–1652), britischer Geistlicher und Gelehrter
- Young, Paul, Regisseur und Synchronsprecher von Animationsfilmen
- Young, Paul (1947–2000), britischer Sänger
- Young, Paul (* 1956), britischer Sänger und SongschreiberPaul Young (* 1956)

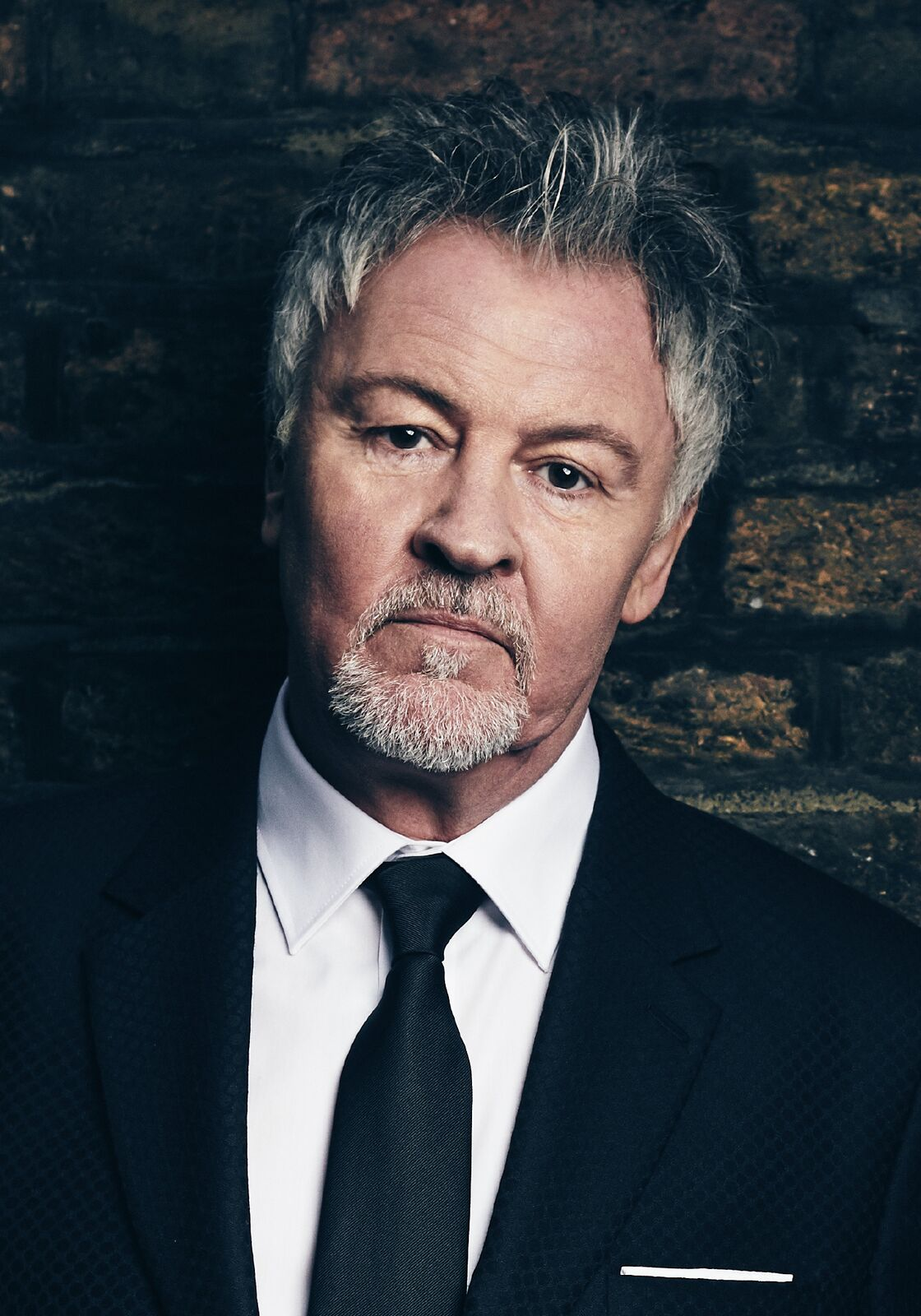
Paul Young (* 1956)

- Young, Paul Thomas (1892–1978), US-amerikanischer Psychologe
- Young, Pauline V. (1896–1977), US-amerikanische Soziologin und Sozialarbeiterin
- Young, Pearl (1895–1968), US-amerikanische Physikerin
- Young, Pegi (1952–2019), US-amerikanische Sängerin und Songwriterin
- Young, Percy (1912–2004), britischer Musikschriftsteller, Herausgeber und Komponist
- Young, Peter (* 1940), US-amerikanischer Maler und Zeichner
- Young, Peter, britischer Filmausstatter
- Young, Peyton (* 1945), US-amerikanischer Mathematiker und Ökonom
- Young, Pierce Manning Butler (1836–1896), US-amerikanischer Kongressabgeordneter und Generalmajor im Sezessionskrieg
- Young, Polly Ann (1908–1997), US-amerikanische Filmschauspielerin
- Young, Purvis (1943–2010), US-amerikanischer Künstler bahamaischer Abstammung

###### Young, R
- Young, Ramon, chinesischer Badmintonspieler (Hongkong)
- Young, Reinhard (* 2001), nigerianischer Fußballspieler
- Young, Richard (1846–1935), irisch-amerikanischer Jurist und Politiker
- Young, Richard (* 1955), US-amerikanischer Filmschauspieler
- Young, Richard M. (1798–1861), US-amerikanischer Jurist und Politiker
- Young, Rida Johnson (1875–1926), amerikanische Dramatikerin, Liedermacherin und Librettistin
- Young, Rob († 2023), kanadischer Tonmeister
- Young, Robert (1907–1998), amerikanischer SchauspielerRobert Young (1907–1998)

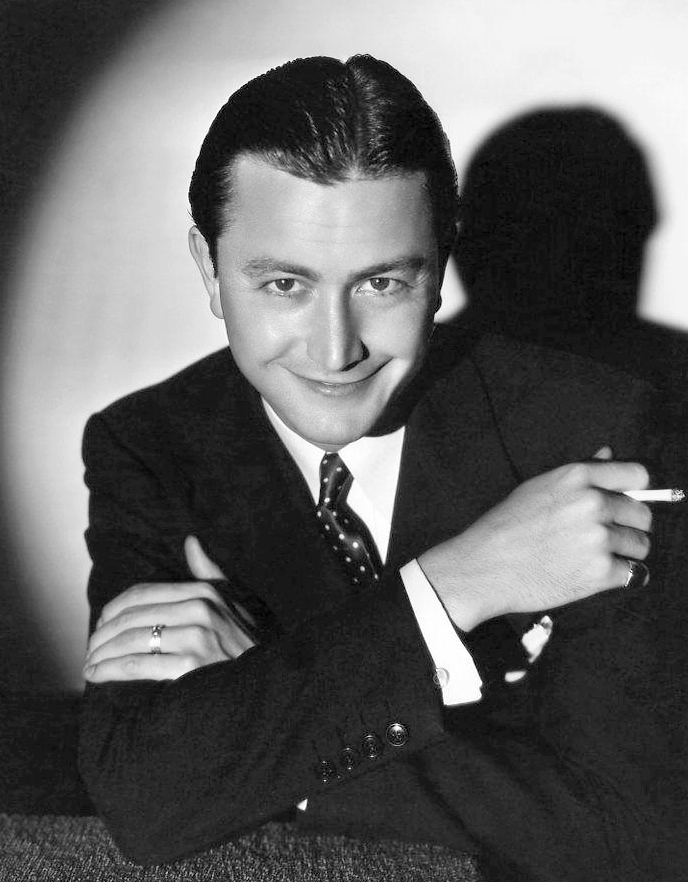
Robert Young (1907–1998)

- Young, Robert (1916–2011), US-amerikanischer Sprinter
- Young, Robert (* 1933), britischer Film- und Fernsehregisseur
- Young, Robert (1950–2017), kanadischer Politikwissenschaftler
- Young, Robert A. (1923–2007), US-amerikanischer Politiker
- Young, Robert Clark (* 1960), US-amerikanischer Autor
- Young, Robert F. (1915–1986), US-amerikanischer Autor von Science Fiction
- Young, Robert Nicholas (1900–1964), US-amerikanischer Generalleutnant der US Army
- Young, Robyn (* 2000), eswatinische Schwimmerin
- Young, Rodger (1918–1943), US-amerikanischer Kriegsheld
- Young, Roger (* 1942), US-amerikanischer Regisseur und Drehbuchautor
- Young, Roger (* 1953), US-amerikanischer Radsportler
- Young, Roger Arliner (1889–1964), US-amerikanische Zoologin und Hochschullehrerin
- Young, Roland (1887–1953), US-amerikanisch-britischer Schauspieler
- Young, Ron, australischer Badmintonspieler
- Young, Rory (1972–2021), irischer Wildtierschützer und Anti-Poaching Stratege
- Young, Rosa (1890–1971), US-amerikanische Pädagogin
- Young, Roy A. (1882–1960), US-amerikanischer Bankmanager, Chef des Federal Reserve System (1927–1930)
- Young, Rupert (* 1978), britischer Schauspieler
- Young, Rusty (1946–2021), US-amerikanischer Musiker und Pedal-Steel-Gitarrist

###### Young, S
- Young, Samuel (1779–1850), US-amerikanischer Jurist und Politiker
- Young, Samuel (1822–1918), irischer Politiker
- Young, Samuel Baldwin Marks (1840–1924), US-amerikanischer Offizier, Generalleutnant der US Army
- Young, Samuel H. (1922–2017), US-amerikanischer Politiker
- Young, Sandy (1880–1959), schottischer Fußballspieler
- Young, Sarah (1946–2023), US-amerikanische Schriftstellerin
- Young, Sarah (* 1971), britische Pornodarstellerin
- Young, Sarah (1975–2016), britische Seglerin und Unternehmerin
- Young, Scott (* 1967), amerikanischer Eishockeyspieler, -trainer und -funktionär
- Young, Sean (* 1959), US-amerikanische SchauspielerinSean Young (* 1959)

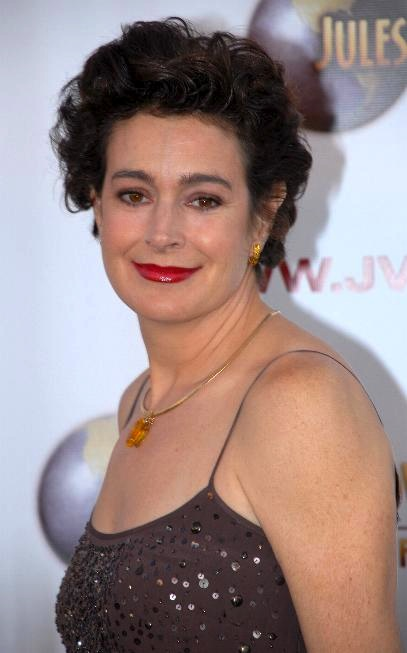
Sean Young (* 1959)

- Young, Shalanda (* 1977), US-amerikanische Regierungsbeamtin
- Young, Sheila (* 1950), US-amerikanische Eisschnellläuferin und Radrennfahrerin
- Young, Sidney (1857–1937), britischer Chemiker (Physikalische Chemie)
- Young, Simone (* 1961), australische Dirigentin, Opernintendantin und Hochschullehrerin
- Young, Snooky (1919–2011), US-amerikanischer Jazz-Trompeter
- Young, Sophia (* 1983), vincentische Basketballspielerin
- Young, Stella (1982–2014), australische Journalistin, Comedian und Behindertenrechtsaktivistin
- Young, Stephen G. (* 1952), US-amerikanischer Mediziner
- Young, Stephen M. (1889–1984), US-amerikanischer Politiker (Demokratische Partei)
- Young, Steve (* 1961), US-amerikanischer Footballspieler
- Young, Stevie (* 1956), schottischer GitarristStevie Young (* 1956)

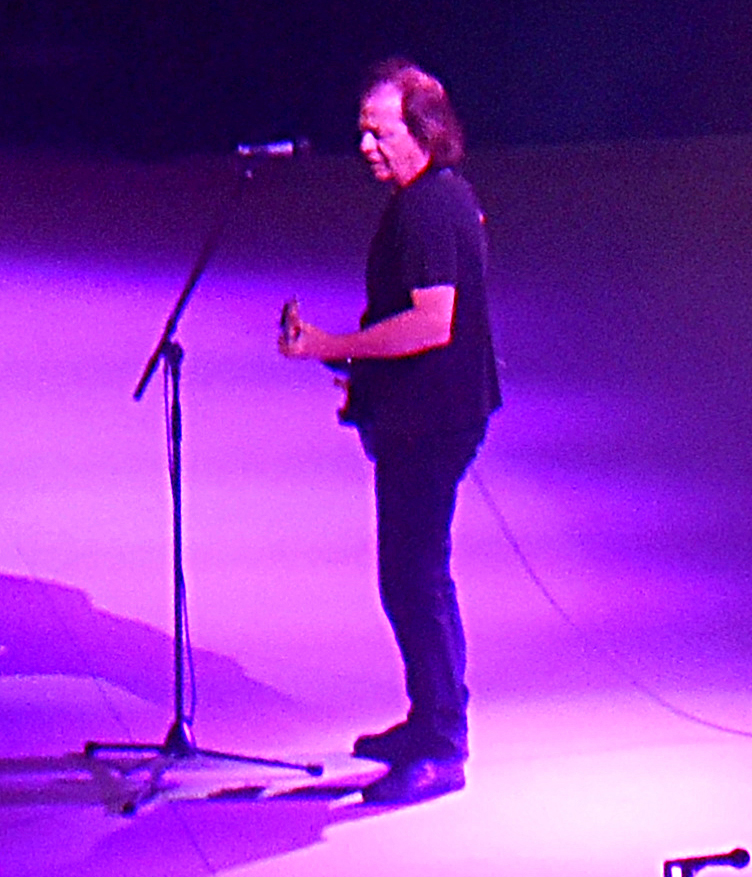
Stevie Young (* 1956)

- Young, Stuart (* 1975), trinidadischer Politiker

###### Young, T
- Young, Tamera (* 1986), US-amerikanische Basketballspielerin
- Young, Tata (* 1980), thailändische Popsängerin
- Young, Terence (1915–1994), britischer Regisseur
- Young, Thaddeus (* 1988), US-amerikanischer Basketballspieler
- Young, Thomas (1507–1568), englischer Geistlicher, Bischof von St Davids sowie Erzbischof von York
- Young, Thomas (1731–1777), US-amerikanischer Arzt und Patriot
- Young, Thomas (1773–1829), englischer Augenarzt und PhysikerThomas Young (1773–1829)

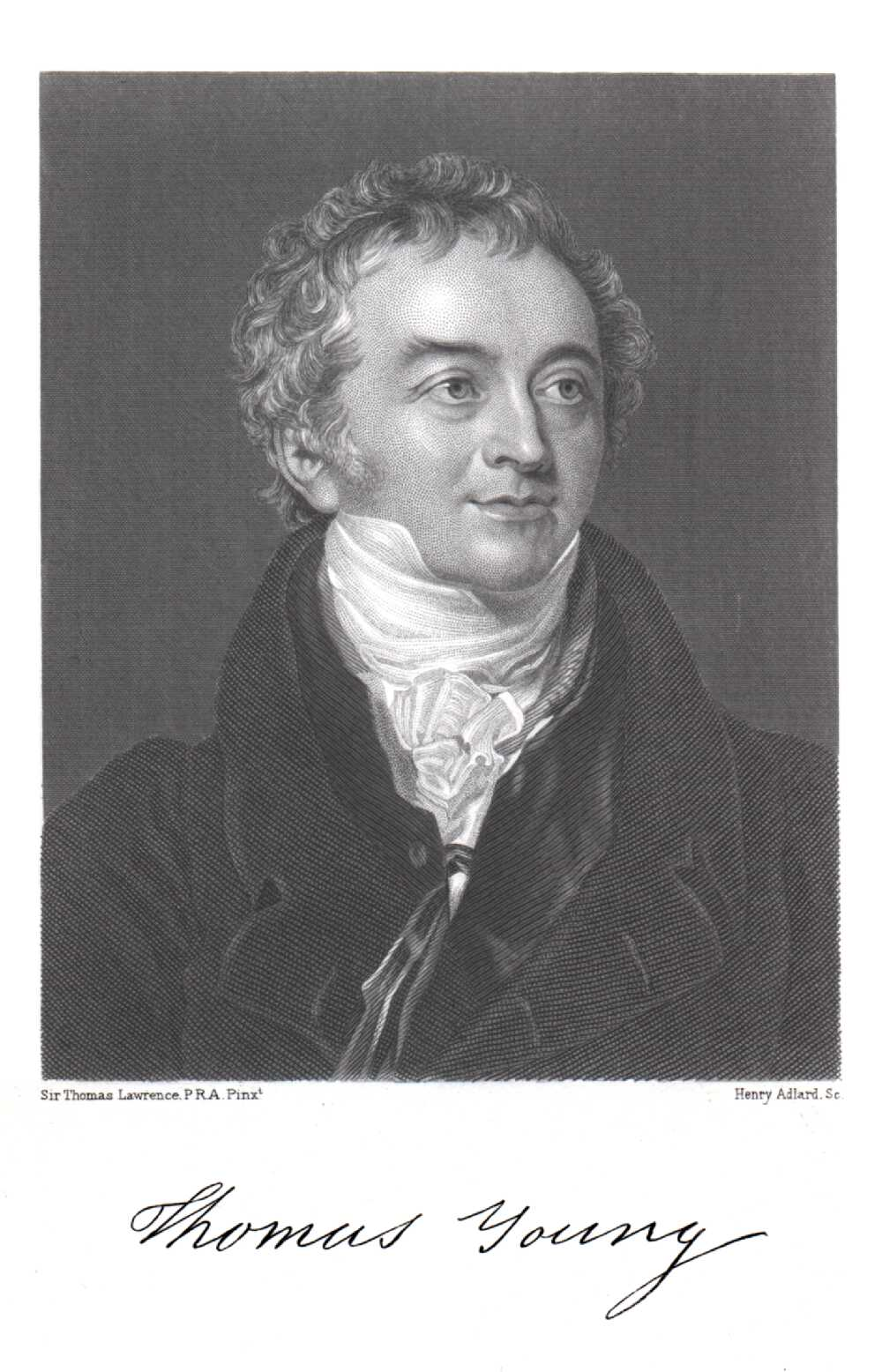
Thomas Young (1773–1829)

- Young, Thomas L. (1832–1888), US-amerikanischer Anwalt
- Young, Tiffany (* 1989), südkoreanisch-amerikanische Sängerin der Band Girls’ Generation
- Young, Tim (* 1955), kanadischer Eishockeyspieler
- Young, Tim (* 1968), US-amerikanischer Ruderer
- Young, Timothy R. (1811–1898), US-amerikanischer Politiker
- Young, Todd (* 1972), US-amerikanischer Politiker
- Young, Tomas (1979–2014), amerikanischer Veteran des Irakkrieges
- Young, Tony (1937–2002), US-amerikanischer Schauspieler
- Young, Trae (* 1998), US-amerikanischer Basketballspieler
- Young, Trummy (1912–1984), US-amerikanischer Jazzposaunist

###### Young, V
- Young, Valerie (* 1937), neuseeländische Kugelstoßerin und Diskuswerferin
- Young, Victor (1900–1956), US-amerikanischer Violinist, Komponist und Bandleader
- Young, Vince (* 1983), US-amerikanischer American-Football- und Canadian-Football-Spieler
- Young, Vincent (* 1965), US-amerikanischer Filmschauspieler

###### Young, W
- Young, Waldemar (1878–1938), US-amerikanischer Drehbuchautor
- Young, Walter (1913–2004), kanadischer Marathonläufer
- Young, Wayland, 2. Baron Kennet (1923–2009), britischer Politiker, MdEP und Publizist
- Young, Webster (1932–2003), amerikanischer Jazz-Trompeter und Kornettist
- Young, Webster A., US-amerikanischer Opern- und Ballettkomponist
- Young, Wendell (* 1963), kanadischer Eishockeytorwart, -trainer und -funktionär
- Young, Whitney (1921–1971), US-amerikanischer Bürgerrechtler
- Young, Will (* 1979), britischer Sänger und SchauspielerWill Young (* 1979)

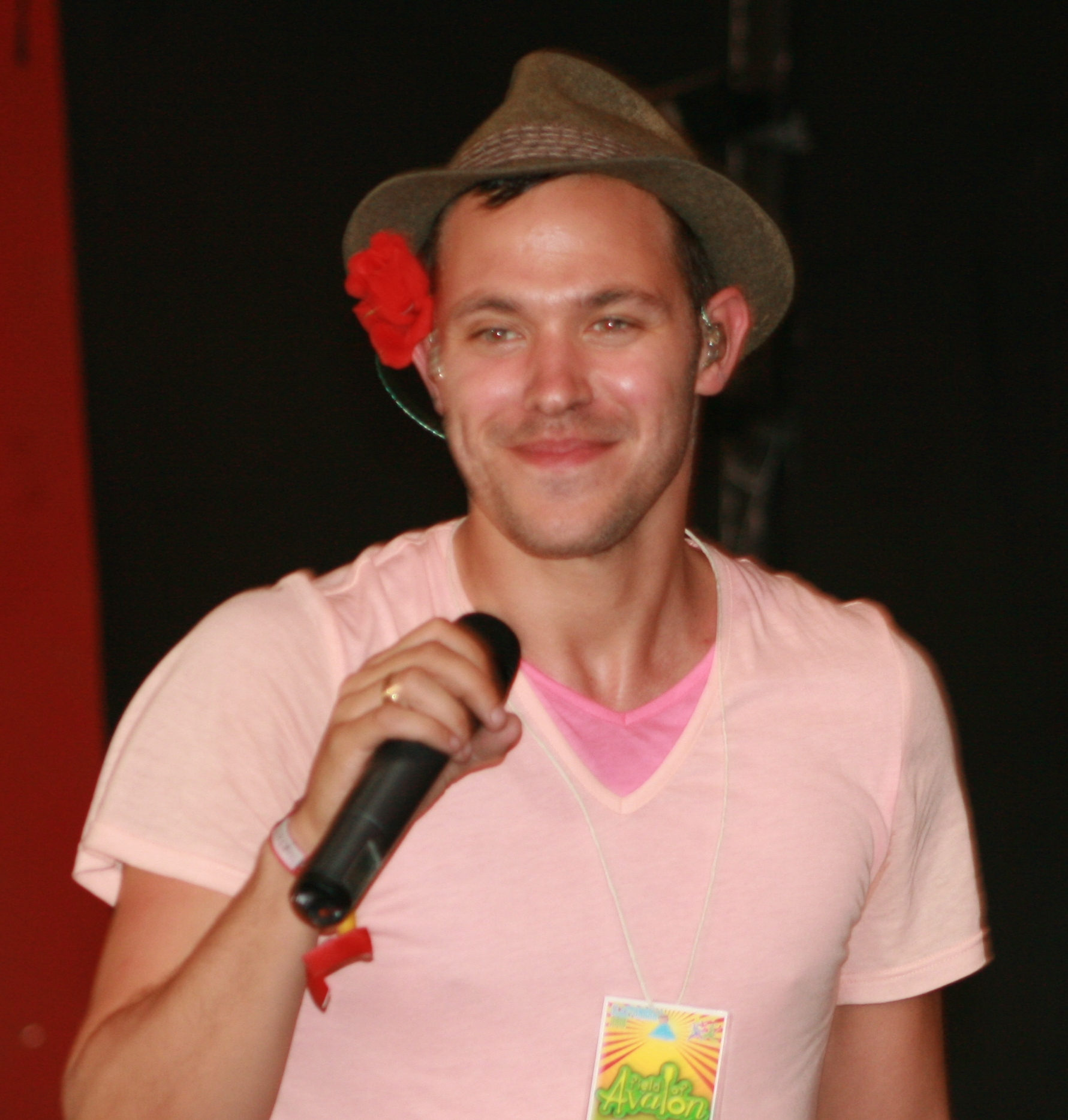
Will Young (* 1979)

- Young, Will (* 1992), neuseeländischer Cricketspieler
- Young, William († 1662), englischer Komponist und Gambist
- Young, William Albin (1860–1928), US-amerikanischer Politiker
- Young, William Allen (* 1954), US-amerikanischer Schauspieler und Regisseur
- Young, William Douglas (1859–1943), britischer Kolonialbeamter, Gouverneur der Falklandinseln
- Young, William Gould (1902–1980), US-amerikanischer Chemiker
- Young, William Henry (1863–1942), englischer Mathematiker
- Young, William Hilary (1913–2003), britischer Botschafter
- Young, William Hugh (1838–1901), Brigadegeneral des Heeres der Konföderierten Staaten von Amerika im Sezessionskrieg
- Young, William John (1878–1942), britisch-australischer Biochemiker
- Young, William P. (* 1955), kanadischer BestsellerautorWilliam P. Young (* 1955)

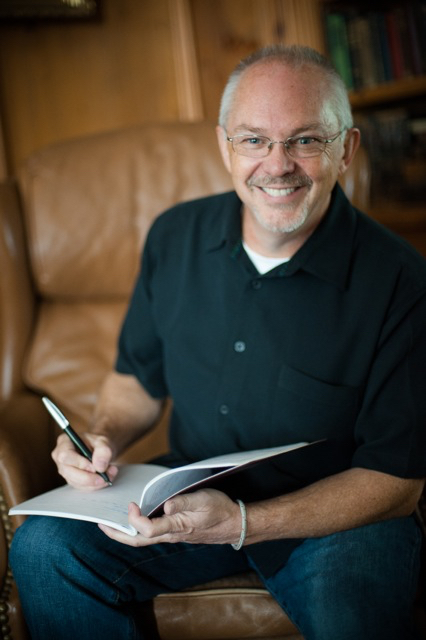
William P. Young (* 1955)

- Young, William Singleton (1790–1827), US-amerikanischer Politiker
- Young, Willie (* 1973), US-amerikanischer Basketballtrainer
- Young, Willis († 1943), US-amerikanischer Jazzmusiker, Bandleader und Musikpädagoge

###### Young, Y
- Young, Yasha, deutsch-amerikanische Kuratorin, Museumsdirektorin, Galeristin und Kunstagentin

###### Young, Z
- Young, Zora (* 1948), US-amerikanische Blues-Sängerin

###### Young-B
- Young-Bruehl, Elisabeth (1946–2011), US-amerikanische Psychotherapeutin und Autorin

###### Young-S
- Young-Stone, Dannette (* 1964), US-amerikanische Sprinterin

###### Younga
- Younga-Mouhani, Macchambes (* 1974), deutscher Fußballspieler

###### Youngb
- Youngberg, Jane (* 1948), kanadische Badmintonspielerin
- Youngblood, Harold F. (1907–1983), US-amerikanischer Politiker
- Youngblood, Luke (* 1986), britischer Schauspieler
- Youngblood, Mary, US-amerikanische Sängerin und Flötistin
- Youngblood, Robert (* 1969), US-amerikanisch-englischer Basketballspieler
- Youngblood, Rudy (* 1982), US-amerikanischer Schauspieler, Tänzer, Powwow-Sänger und Künstler
- Youngblood, Sydney (* 1960), US-amerikanischer Sänger
- Youngblood, William, US-amerikanischer Politiker
- Youngblut, Nancy (* 1953), US-amerikanische Film-, Fernseh- und Theaterschauspielerin sowie Bühnenregisseurin
- YoungBoy Never Broke Again (* 1999), US-amerikanischer RapperYoungBoy Never Broke Again (* 1999)

###### Youngd
- Youngdahl, Luther (1896–1978), US-amerikanischer Jurist und Politiker
- Youngdahl, Oscar (1893–1946), US-amerikanischer Politiker

###### Younge
- Younger Lady, Mutter von Tutanchamun, Tochter von Amenophis III. und Teje
- Younger, Alex (* 1963), britischer Nachrichtendienstler und Leiter des britischen Secret Intelligence Service (MI6)
- Younger, Brandee (* 1983), US-amerikanische Jazzmusikerin (Harfe, Komposition)
- Younger, Cole (1844–1916), US-amerikanischer Revolvermann
- Younger, Drake (* 1984), US-amerikanischer Ringrichter im Wrestling, ehemaliger Wrestler
- Younger, George, 1. Viscount Younger of Leckie (1851–1929), britischer Politiker (Conservative Party)
- Younger, George, 4. Viscount Younger of Leckie (1931–2003), schottischer Politiker (Conservative Party), Mitglied des House of Commons
- Younger, J. Arthur (1893–1967), US-amerikanischer Politiker
- Younger, James, 5. Viscount Younger of Leckie (* 1955), britischer Politiker (Conservative Party) und Peer
- Younger, Johl (* 1978), australischer Snooker- und Poolbillardspieler
- Younger, Kenneth G. (1908–1976), britischer Rechtsanwalt und Politiker der Labour Party
- Younger, Robert, Baron Blanesburgh (1861–1946), britischer Jurist
- Younger, Tommy (1930–1984), schottischer Fußballspieler auf der Position eines Torwarts

###### Youngh
- Younghans, Tom (* 1953), US-amerikanischer Eishockeyspieler, -trainer und -scout
- Younghusband, Adele (1878–1969), neuseeländische Malerin und Fotografin
- Younghusband, Francis (1863–1942), britischer Offizier und ForschungsreisenderFrancis Younghusband (1863–1942)

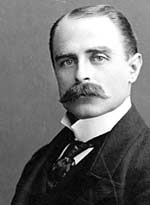
Francis Younghusband (1863–1942)

- Younghusband, James (* 1986), britisch-philippinischer Fußballspieler
- Younghusband, Phil (* 1987), englisch-philippinischer Fußballspieler

###### Youngk
- Youngkin, Glenn (* 1966), US-amerikanischer Politiker und Geschäftsmann

###### Youngm
- Youngman, Betsy (* 1959), US-amerikanische Skilangläuferin
- Youngman, Bill, Berliner Technoproduzent und Liveact mit amerikanischen Wurzeln
- Youngman, Stuart (* 1965), englischer Fußballspieler
- Youngman, William S. (1872–1934), US-amerikanischer Politiker

###### Youngs
- Youngs, Ben (* 1989), englischer Rugbyspieler
- Youngs, Elaine (* 1970), US-amerikanische Beachvolleyballspielerin
- Youngs, J. W. T. (1910–1970), US-amerikanischer Mathematiker
- Youngs, Jenny Owen (* 1981), US-amerikanische Sängerin und Songwriterin
- Youngson, Robert (1917–1974), US-amerikanischer britischer Drehbuchautor, Regisseur und Filmproduzent
- Youngsun-gun (1870–1917), Vater des Königs Gojong

###### Youngw
- Youngwood, Sarah (* 1974), US-amerikanisch-französische Bankmanagerin

##### Younh
- Younha (* 1988), südkoreanische Musikerin, K-Pop- und J-Pop-Sängerin und Klavierspielerin

##### Youni
- Younis Idris, Mohamed (* 1989), sudanesischer Hochspringer
- Younis, Ala (* 1974), kuwaitische Künstlerin, Filmemacherin, Kuratorin und Sektionsleiterin bei den Internationalen Filmfestspielen Berlin
- Younis, Hassan Ahmed (* 1943), ägyptischer Politiker
- Younis, Robert (* 1985), australischer Fußballspieler
- Younis, Waqar (* 1971), pakistanischer Cricketspieler und ehemaliger Test- und ODI-Kapitän

##### Youno
- Younousmi, Adoum (* 1962), tschadischer Politiker, Premierminister (2007)
- Younousse, Cherif (* 1995), katarischer Beachvolleyballspieler senegalesischer Herkunft

##### Yount
- Yount, Barton Kyle (1884–1949), US-amerikanischer Generalleutnant der US Army Air Forces
- Yount, Don (* 1968), US-amerikanischer Unternehmer und Autorennfahrer
- Yount, Harry (1837–1924), erster Park Ranger im Yellowstone-Nationalpark

#### Your
- Yourcenar, Marguerite (1903–1987), belgisch-amerikanische Schriftstellerin
- Youre, Nicky (* 1999), US-amerikanischer Sänger und Songwriter
- Youree (* 1997), deutscher DJ
- Yourgrau, Wolfgang (1908–1979), US-amerikanischer Sozialpsychologe, Physiker und Journalist
- Youriévitch, Serge (1876–1969), französischer Bildhauer, Politiker und Autor

#### Yous
- Yousaf, Humza (* 1985), schottischer Politiker (SNP)
- Yousafzai, Malala (* 1997), pakistanische Bloggerin und KinderrechtsaktivistinMalala Yousafzai (* 1997)

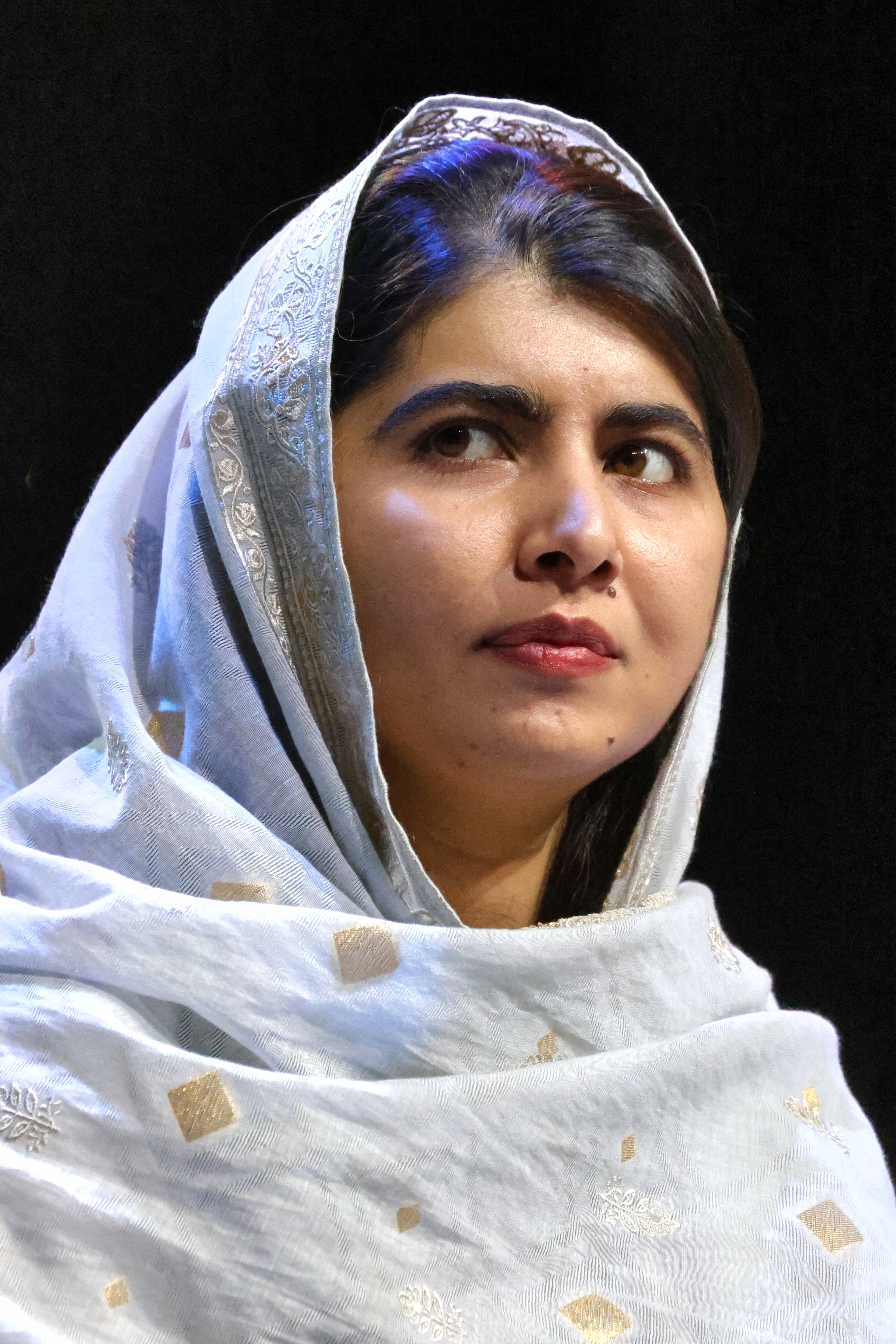
Malala Yousafzai (* 1997)

- Youschidsch, Nima (1897–1960), iranischer Dichter
- Yousef, Ashour (1858–1915), Opfer des Völkermords an den Aramäern
- Yousef, Hassan (* 1955), palästinensischer Muslimbruder und Mitbegründer der Terrororganisation Hamas
- Yousef, Jalal (1979–2021), venezolanischer Poolbillardspieler
- Yousef, Mosab Hassan (* 1978), palästinensischer Informant des israelischen Inlandsgeheimdienstes Schin BetMosab Hassan Yousef (* 1978)

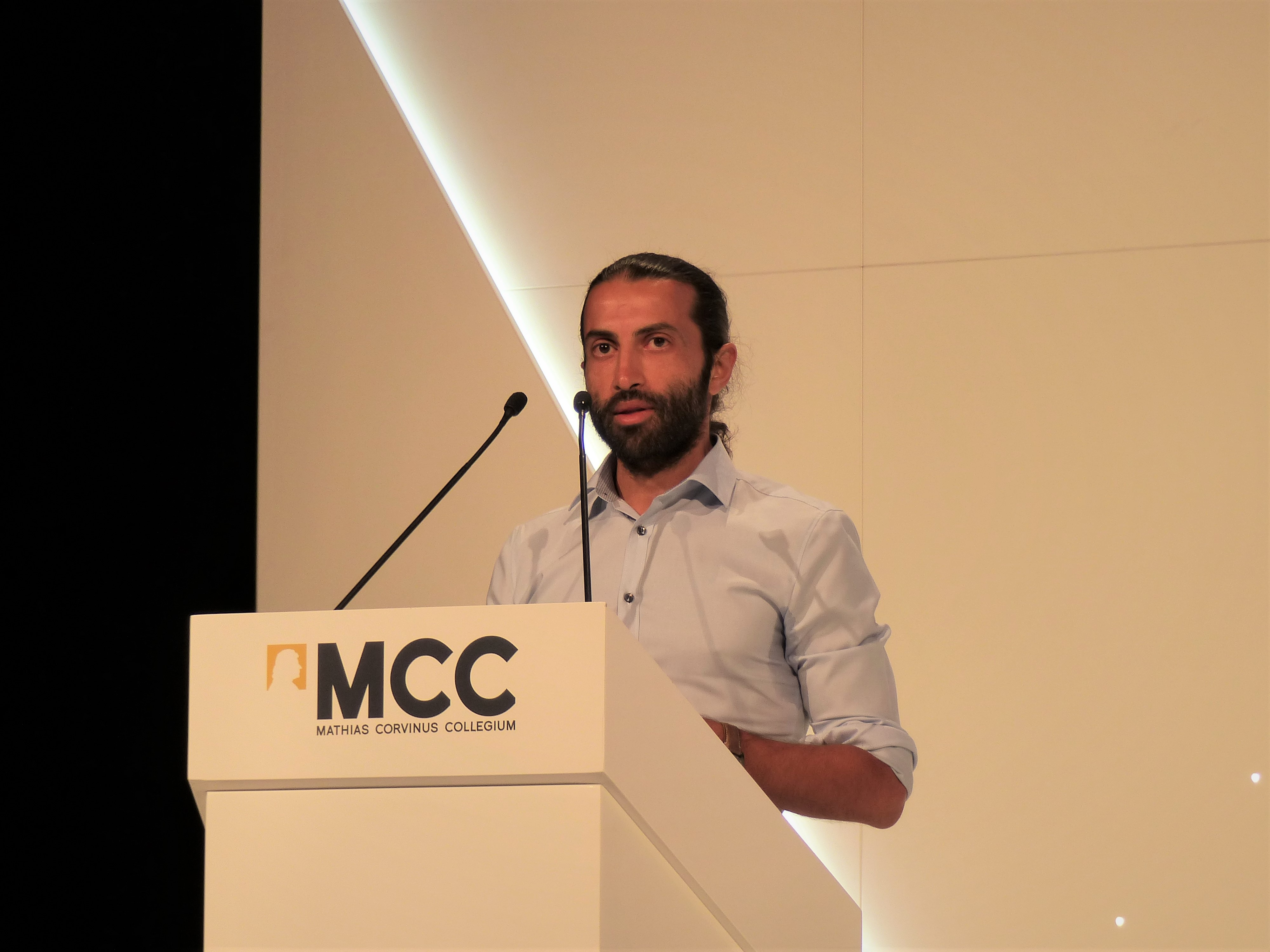
Mosab Hassan Yousef (* 1978)

- Yousef, Rafik (1974–2015), irakischer Islamist und Terrorist
- Yousef, Ramzi Ahmed (* 1967), kuwaitischer Terrorist
- Yousefi, Babak (* 1984), schwedischer Schauspieler und Drehbuchautor
- Yousefi, Helena (* 2006), deutsche Schauspielerin
- Yousfi, Youcef (* 1941), algerischer Politiker, Minister
- Youshimatz, José Manuel (* 1962), mexikanischer Radrennfahrer
- Yousif, Rabah (* 1986), britischer Sprinter sudanesischer Herkunft
- Yousif, Revon, US-amerikanischer Schauspieler
- Yousif, Yehia (* 1958), Islamist ägyptischer Abstammung
- Yousif, Zeinab Elobeid (1952–2016), sudanesische Luftfahrtingenieurin
- Yousry, Amina (* 2000), ägyptische Squashspielerin
- Youssef bin Alawi bin Abdullah (* 1945), omanischer Politiker, Außenminister
- Youssef Farhat, Ragai (* 1932), ägyptischer Turner
- Youssef, Alisar (* 2005), syrische Sprinterin
- Youssef, Bassem (* 1974), ägyptischer Herzchirurg und PolitsatirikerBassem Youssef (* 1974)

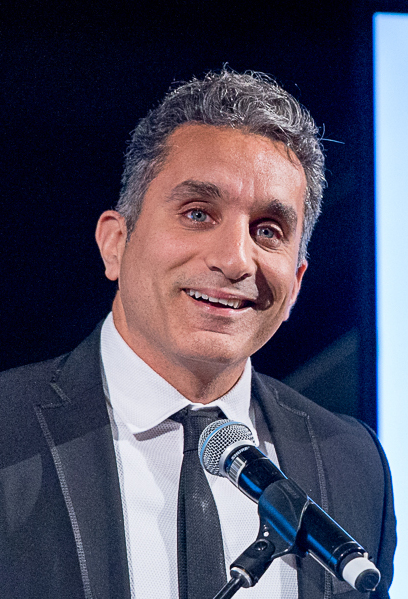
Bassem Youssef (* 1974)

- Youssef, Christer (* 1987), schwedischer Fußballspieler
- Youssef, Dhafer (* 1967), tunesischer Jazzmusiker
- Youssef, Mohamed (* 1964), dschibutischer Segler
- Youssef, Mohamed Ismail (* 1967), katarischer Leichtathlet
- Youssef, Olfa (* 1964), tunesische Hochschullehrerin und Autorin
- Youssef, Ramy (* 1991), US-amerikanischer Schauspieler, Comedian und Drehbuchautor ägyptischer Herkunft
- Youssef, Rania (* 1973), ägyptische Filmschauspielerin
- Youssef, Salma (* 1994), ägyptische Squashspielerin
- Youssefian, Janina (* 1982), deutsch-iranisches Model und Reality-TV-Teilnehmerin
- Youssifou, Laila (* 1996), niederländische Ruderin
- Youssouf, Fathia (* 2006), französische Schauspielerin
- Youssouf, Hawa Ahmed (* 1966), dschibutische Politikerin
- Youssouf, Mohamed (* 1988), komorisch-französischer Fußballspieler
- Youssouf, Zaydou (* 1999), französischer Fußballspieler
- Youssouffa, Estelle (* 1978), französische Politikerin
- Youssoufi, Abderrahmane (1924–2020), marokkanischer Politiker, Premierminister von Marokko (1998–2002)
- Youssoufou, Oumarou Garba (1940–2007), nigrischer Diplomat und Politiker
- Youssoupha (* 1979), französischer Rapper mit senegalesischen und kongolesischen WurzelnYoussoupha (* 1979)

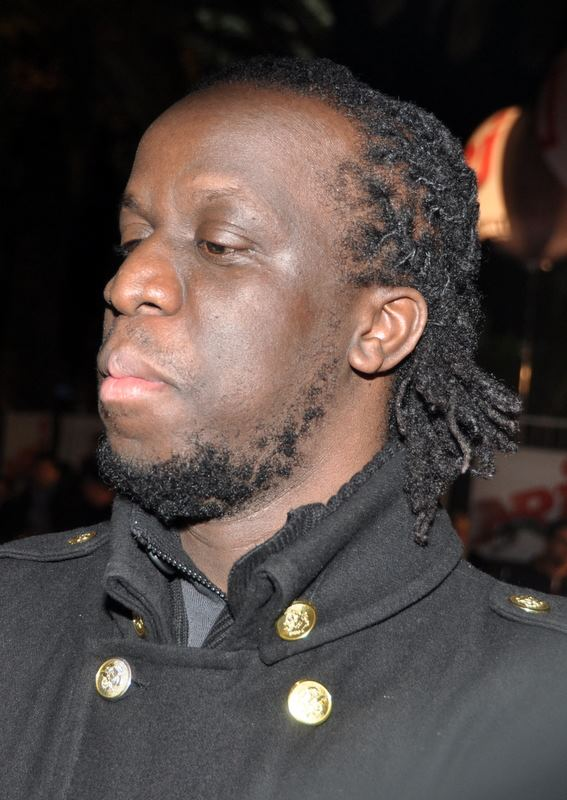
Youssoupha (* 1979)

- Yousuf, Mohammad (1908–1981), pakistanischer Diplomat und Politiker aus dem Punjab
- Yousuf, Mohammed (* 1952), pakistanischer Snookerspieler
- Yousuf, Sadia (* 1989), pakistanische Cricketspielerin
- Yousufi, Kamia (* 1996), afghanische Leichtathletin

#### Yout
- Youté Kinkoué, Étienne (* 2002), französisch-kamerunischer Fußballspieler
- Youth (* 1960), englischer Musikproduzent und Musiker
- Youth, Todd (1971–2018), US-amerikanischer Gitarrist und Bassist
- Youtie, Herbert C. (1904–1980), US-amerikanischer Papyrologe
- Youtie, Louise C. (1909–2004), US-amerikanische Papyrologin

#### Youv
- Youville, Maria Margareta d’ (1701–1771), kanadische Ordensgründerin und Heilige

#### Youx
- Youxiang, Bao (* 1949), myanmarischer Soldat

#### Youz
- Youzbachi, Tarek (* 1971), deutscher Journalist und Fernsehmoderator

### Yov
- Yovane, Arturo († 1997), chilenischer General, Politiker und Botschafter
- Yovanna (* 1940), griechische Sängerin und Schriftstellerin
- Yovanovitch, Marie L. (* 1958), US-amerikanische Diplomatin
- Yovits, Marshall C. (1923–2018), US-amerikanischer Informatiker

### Yow
- Yow Ng, Eain (* 1998), malaysischer Squashspieler
- Yow, Griffin (* 2002), US-amerikanischer Fußballspieler

### Yox
- Yoxall, Leslie (1914–2005), britischer Kryptologe

### Yoy
- Yoyotte, Jean (1927–2009), französischer Ägyptologe
- Yoyotte, Marie-Josèphe (1929–2017), französische Filmeditorin

### Yoz
- Yōzei (869–949), 57. Tennō von Japan (876–884)
- Yozgat, Halit (1985–2006), deutsches NSU-Mordopfer
- Yozgatlı, Mehmet (* 1979), türkischer Fußballspieler
- Yozgof‑Orbach, Nikola (1984–2025), Dichter, Journalist, Forscher, promovierter Demograph, Geograph und Literaturwissenschaftler